# Museu Nacional (Rio de Janeiro)
El Museu Nacional (en portuguès: Museu Nacional), vinculat a la Universitat Federal de Rio de Janeiro (UFRJ), era la institució científica més antiga de Brasil i, fins a mitjans de 2018, va ser un dels museus més grans d'història natural i antropologia d'Amèrica. Es trobava dins del parc de Quinta da Boa Vista, a la ciutat de Rio de Janeiro, instal·lat al Paço de São Cristóvão (Palau de Sant Cristòfor). El palau va servir de residència per a la Família Reial portuguesa des de 1808 fins a 1821, va albergar la Família Imperial brasilera de 1822 a 1889, i va allotjar la primera Assemblea Constituent Republicana de 1889 a 1891, abans de passar a allotjar el museu des de 1892. L'edifici va ser declarat Patrimoni Nacional del Brasil per l'Instituto do Patrimônio Histórico e Artístico Nacional (IPHAN) el 1938.
El rei João VI va fundar el museu (llavors Museu Reial) el 6 de juny de 1818. La institució estava al parc Campo de Santana, i presentava col·leccions provinents tant de la Casa dos Pássaros (la casa dels ocells), l'antiga casa d'història natural creada l'any 1784 per Luís de Vasconcelos e Sousa, virrei del Brasil, així com col·leccions de mineralogia i zoologia. El museu tenia la intenció de promoure el desenvolupament socioeconòmic del país mitjançant l'educació, la cultura i la ciència, i al segle xix ja era el museu més important de la seva classe a Amèrica del Sud. L'any 1946 va passar a formar part de la Universitat Federal de Rio de Janeiro.
El museu conservava una col·lecció de més de 20 milions d'objectes, entre els quals hi havia alguns dels registres materials més importants de ciències naturals i d'antropologia del Brasil, així com nombrosos ítems procedents d'altres regions del món, produïts per diverses cultures i civilitzacions antigues, incloent un dels fòssils humans més antics d'Amèrica Llatina: el crani d' 11.500 anys anomenat Luzia. Formades al llarg de més de dos segles d'expedicions, excavacions, adquisicions, donacions i intercanvis, les col·leccions s'articulaven en set parts principals: geologia, paleontologia, botànica, zoologia, antropologia física, arqueologia i etnologia. La col·lecció era la base principal de la recerca duta a terme pels departaments acadèmics del museu, que eren els responsables de dur a terme activitats arreu del Brasil i del món, fins i tot a l'Antàrtida. El museu també conservava una de les biblioteques científiques especialitzada en ciències naturals més extenses del país, amb més de 470.000 volums i 2.400 exemplars de llibres rars.
En el camp de l'educació, el museu ofereix cursos d'extensió universitària, especialització i postgrau en diverses àrees del coneixement, així com exposicions temporals i activitats educatives dirigides al públic en general. Gestiona el Jardí Botànic, al costat del Palau de São Cristóvão i el campus avançat de la ciutat de Santa Teresa (Espírito Santo), l'Estació Biològica de Santa Llúcia, mantinguda conjuntament amb el Museu de Biologia Professor Mello Leitão. Un tercer espai al municipi de Saquarema s'utilitza com a centre de suport per a la investigació sobre el terreny. Finalment, es dedica a la producció editorial, destacant en aquest apartat l'edició dels Arquivos do Museu Nacional (Arxius del Museu Nacional), la revista científica brasilera més antiga especialitzada en ciències naturals, publicada des de 1876.
La nit del 2 de setembre de 2018, la seu del Museu Nacional va patir un incendi de grans proporcions, que va destruir gairebé tota la col·lecció històrica construïda al llarg de dos-cents anys, que abasta uns vint milions d'articles catalogats. A més de la seva rica col·lecció, l'edifici històric que albergava el Museu també es va veure extremadament danyat amb esquerdes, caiguda del sostre, així com la caiguda de les lloses internes.

## Història

### Antecedents
La institució es remunta al Museu Reial, fundat pel rei João VI el 6 de juny de 1818, en una iniciativa per estimular el coneixement científic a Brasil. Inicialment, el museu va acollir col·leccions de materials botànics, animals dissecats, minerals, numismàtica, obres d'art i màquines. Va heretar alguns dels ocells dissecats de l'antiga Casa dos Pássaros (Casa dels Ocells), el primer museu brasiler d'història natural, fundat pel virrei Luis de Vasconcelos e Sousa. La primera seu del Museu Reial es va situar a Campo de Santana, al centre de la ciutat, en un edifici posteriorment ocupat per l'Arxiu Nacional.

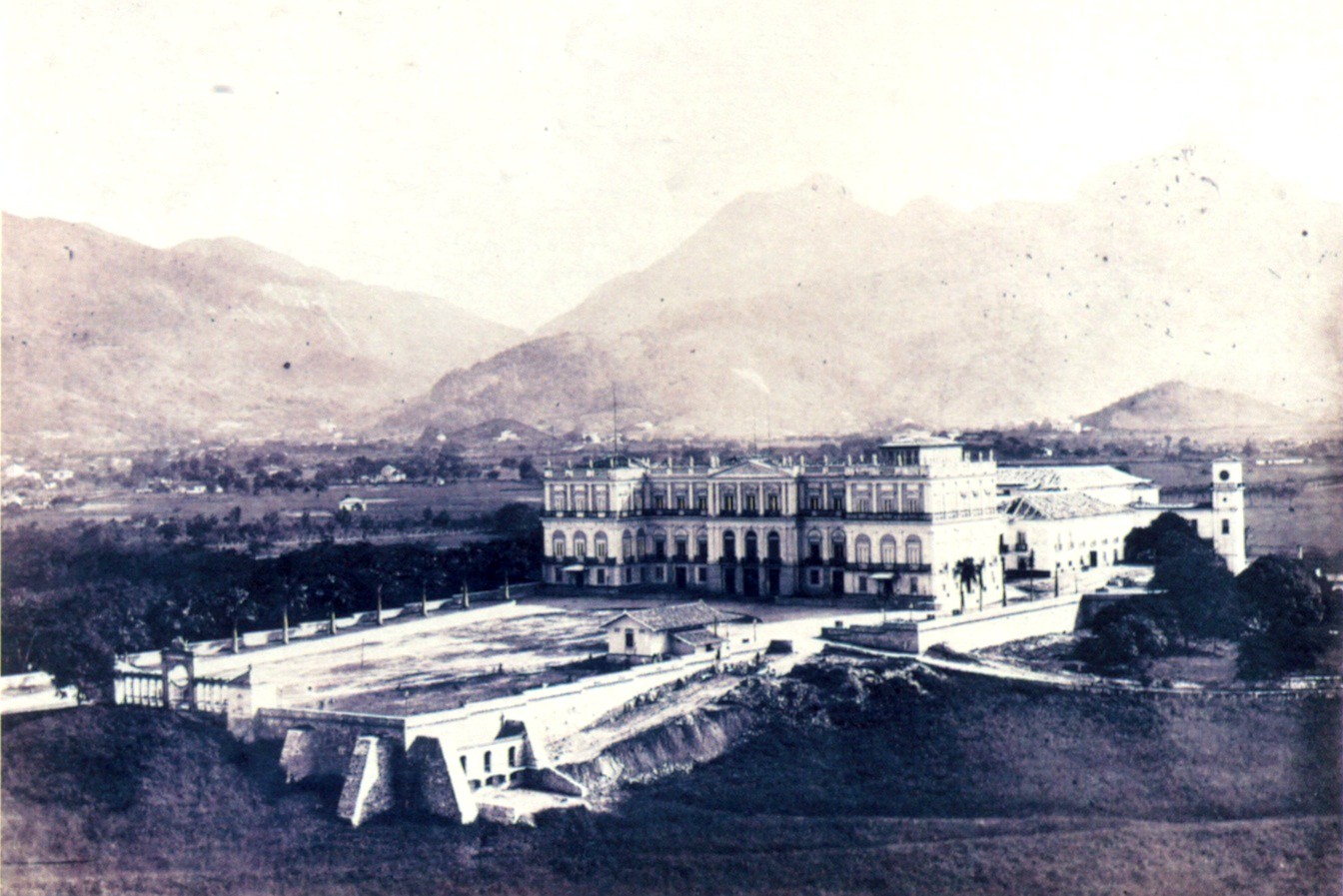
Paço de São Cristóvão, 1862
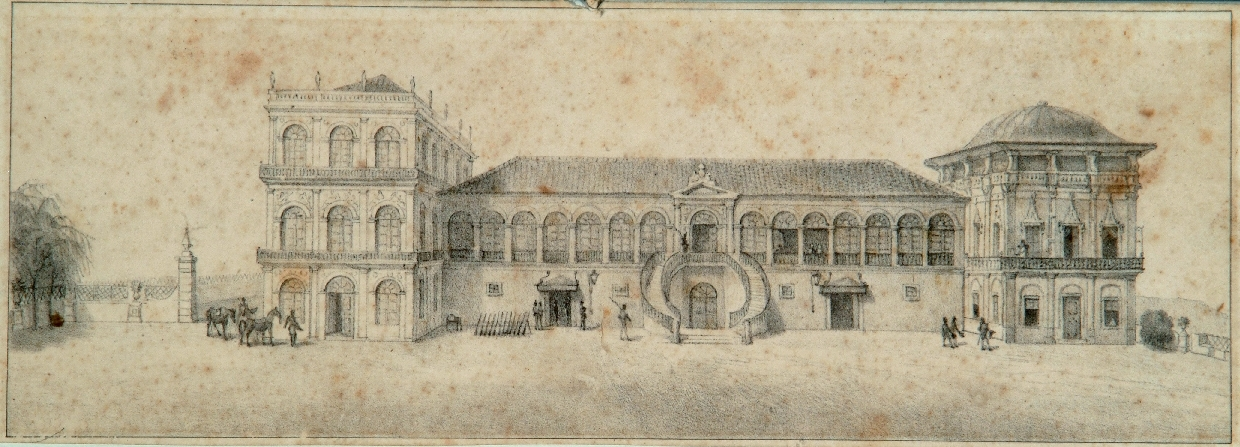
Vista del Paço de São Cristóvão, per Jean-Baptiste Debret (segle xix)
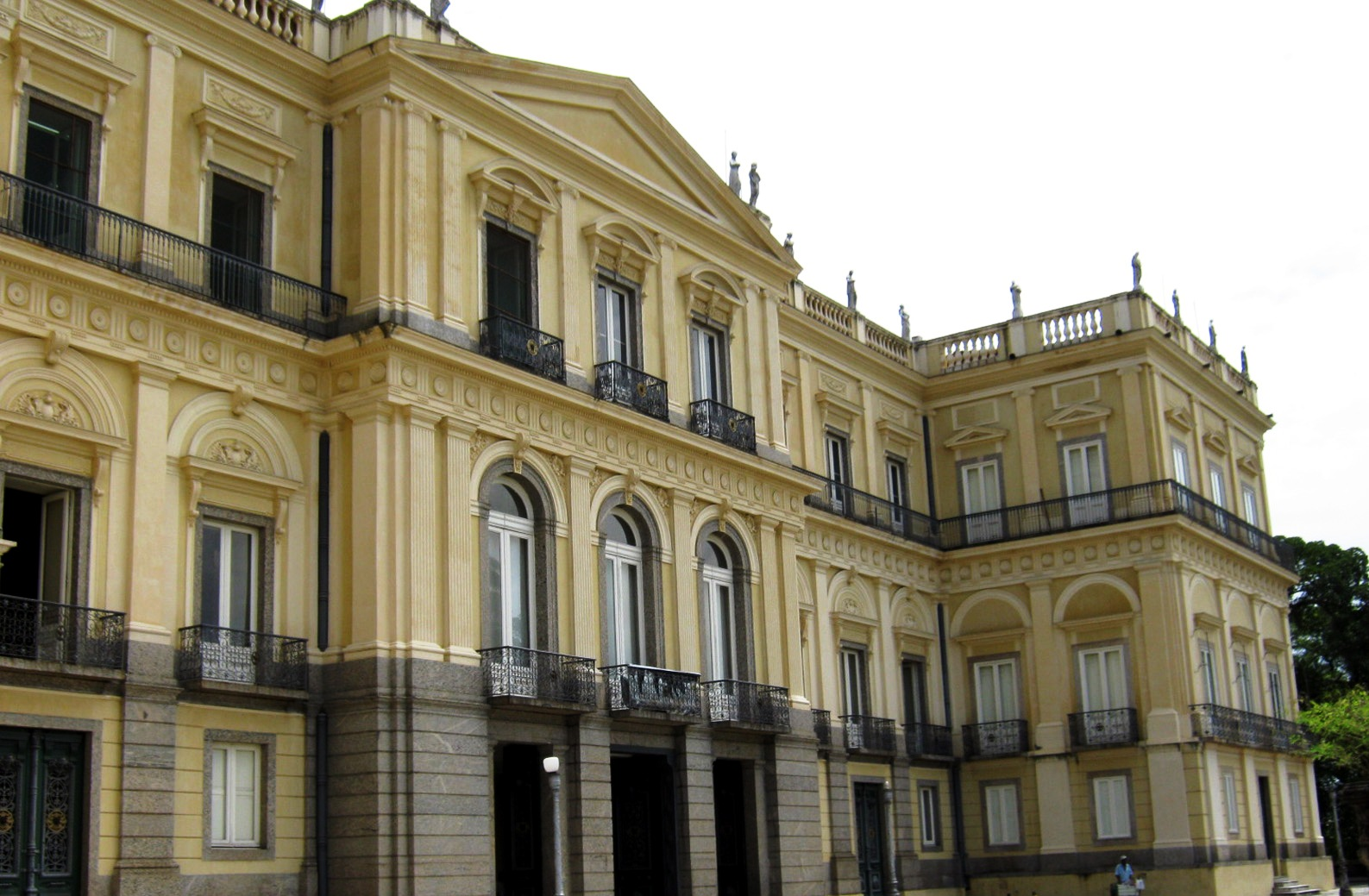
Vista lateral del Museu Nacional

Amb el matrimoni del príncep Pedro I i la princesa Maria Leopoldina d'Àustria, importants naturalistes europeus van arribar a Brasil, com Johann Baptiste von Spix i Carl Friedrich Philipp von Martius, que treballaven per al museu. Molts altres investigadors europeus, com Auguste de Saint-Hilaire i Georg Heinrich von Langsdorff, van contribuir durant tot el segle xix a la recollida d'exemplars naturals i etnològics de la institució, en les seves respectives expedicions a tot el país.
No obstant això, el trasllat de la Cort cap a Rio de Janeiro, un moviment invisible de la història colonial, també va implicar una inversió completa dels coneixements d'aquestes institucions; de sobte, no hi havia la metròpoli on enviar les espècies i els estudiants. En 1817, l'emperadriu Leopoldina, una princesa d'Habsburg, va arribar a Brasil amb tot un equip de científics austríacs, incloent els naturalistes Karl Friedrich von Martius i Johann Baptiste von Spix, que a més de la fundació d'un jardí botànic, que es va adjuntar a museu el 1819, immediatament es va embarcar en un viatge de tres anys a l'interior de Brasil, publicat al llibre Reise nach Brasilien a Múnic el 1827. En els anys següents, el museu va operar com un mediador entre els expedicionaris estrangers, com el príncep alemany Maximilian zu Wied-Neuwied, el baró rus Langsdorff, o el francès Auguste de Saint-Hilaire, garantint la protecció oficial a canvi d'una modesta part de les espècies que van recollir.
Particularment després de la declaració de la Independència el 1822 i el nomenament com a ministre de la Cort de José Bonifácio d'Andrada e Silva, un reformista il·lustrat i un mineralogista entrenat, els gestors públics i museus van reivindicar per la institució local una bona part dels ítems recollits, i per tant, alliberar una disputa eterna entre els viatgers estrangers i els museòlegs brasilers, que arribaria al seu moment màxim quan l'Imperi es va desintegrar. Tanmateix, la posició del museu en aquest debat implícit en la territorialitat es va debilitar pel fet que a la segona meitat del segle va adquirir col·leccions que només es podien comprar als estrangers especialistes, com la col·lecció de minerals Werner, comprada al geòleg alemany Pabst von Ohain el 1818 per 12.000 réis.

### El segon regnat
Durant el segle xix, reflectint tant les preferències de l'emperador Pedro II com l'interès del públic europeu, el Museu Nacional va començar a invertir en les àrees d'antropologia, paleontologia i arqueologia. El propi emperador, entusiasta de totes les branques de la ciència, va aportar diverses peces d'art egipci, fòssils i exemplars botànics, entre altres coses, que va obtenir en els seus viatges. D'aquesta manera es va modernitzar el Museu Nacional i es va convertir en el centre més important d'Amèrica del Sud en Història Natural i Ciències Humanes.
El 1844, tan sols quatre anys després de la Declaració de la Maioridade (que va portar a Pedro II al poder), el director del museu de l'època, Frei Custódio Alves Serrão, va escriure un informe en el que esmentaven els problemes del museu a causa de la falta de recursos per al seu manteniment. L'informe va ser publicat poc després d'una retallada pressupostària aprovada pel Senat de l'Imperi, i va assenyalar les males condicions en la infraestructura de l'edifici que albergava el museu, al moment que es trobava a la seva primera seu, a Campo de Santana.
El 1876, el museu va ser reorganitzat al Paço de São Cristóvão, a la Quinta da Boa Vista, sota la direcció de Ladislau Netto. A partir d'aquest moment, el museu entra en la seva fase més pròspera; rep el meteorit de Bendegó, millora la seva estructura física, augmenta els salaris dels seus empleats i participa en diverses exposicions internacionals. A mesura que la col·lecció es va expandir, el problema de la manca d'espai per emmagatzemar va empitjorar i ja s'havia començat a percebre en la direcció de João Batista de Lacerda (1895-1915).

### La república
L'Emperador era encara una figura molt popular en el moment en què va ser deposat el 1889. D'aquesta manera, els republicans van intentar esborrar els símbols de l'Imperi. Un d'aquests símbols, el Paço de São Cristóvão, la residència oficial dels emperadors, es va convertir en un lloc inactiu i encara representava el poder imperial. Després, el 1892, el Museu Nacional, amb tota la seva col·lecció i els seus investigadors, va ser traslladat des de la Casa dos Pássaros fins al Paço de São Cristóvão, on es troba actualment.
El 1946, el Museu va ser administrat per la llavors Universitat de Brasil, actual UFRJ. Els investigadors i laboratoris ocupen bona part del museu, i alguns edificis van ser erigits al Jardí Botànic, a la Quinta da Boa Vista. Al jardí encara hi ha una de les biblioteques científiques més grans de Rio de Janeiro.

#### Problemes financers i incendi
Amb les repetides retallades pressupostàries, a partir del 2014 el museu va deixar de rebre la subvenció de 520.000 BRL (108.000 EUR) per any necessària per al seu manteniment, i va començar a mostrar signes visibles de poca conservació, com ara parets pelades i cables elèctrics exposats. Diverses sales estaven tancades per no ser possible el seu ús. L'espai que va albergar una de les atraccions més importants, el muntatge de la primera rèplica d'un gran dinosaure fet al Brasil, va acabar infectat amb tèrmits. Segons el vicedirector del Museu, Luiz Fernando Dias Duarte, el museu lluitava des de l'any 2000 per construir edificis adjacents destinats a albergar investigacions que requerien la conservació d'objectes en alcohol i formaldehid, materials inflamables. Només es va erigir un annex, amb fons de Petrobras.
La Universitat Federal de Rio de Janeiro (UFRJ), la institució responsable de la gestió del museu, va rebutjar una ajuda de 80 milions USD del Banc Mundial que convertiria el museu en una institució de gestió de primer ordre, autònom i independent de la UFRJ. En un altre moment, un informe de l'Oficina de Planificació, Desenvolupament i Finances de la UFRJ mostra que la universitat va actuar i va aconseguir recaptar 2.240.000 BRL (464.850 EUR) en dos anys (2016 i 2017), un període en què el museu ja tenia mancances de fons adequats, per la construcció de la UFRJ FM Ràdio, amb la intenció de competir amb les principals emissores de ràdio privades de Rio de Janeiro, considerada com a prioritat per a la UFRJ.
El museu va complir els seus dos-cents anys al juny de 2018, enmig d'una situació d'abandonament.
El 2 de setembre de 2018, just després del tancament de les hores de visita, es va produir un incendi de grans proporcions als tres pisos de l'edifici del Museu Nacional de la Quinta da Boa Vista. Els bombers van ser avisats a les 19.30h, i van arribar ràpidament al lloc. A les 21.00h, el foc estava fora de control, amb grans flames i explosions ocasionals, que van ser combatudes per bombers de quatre parcs de bombers. Desenes de persones es van apropar a la Quinta da Boa Vista per veure l'incendi.

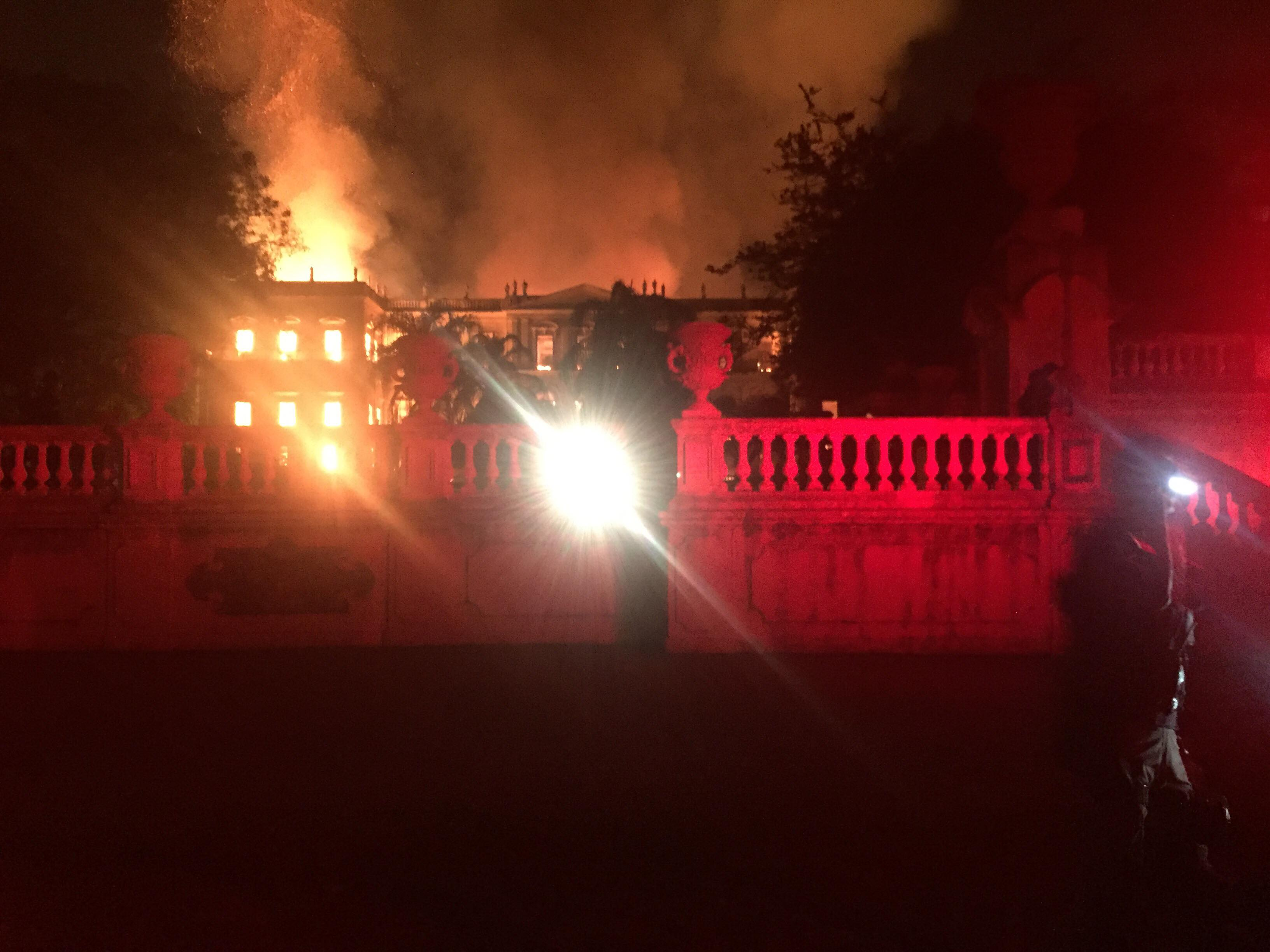
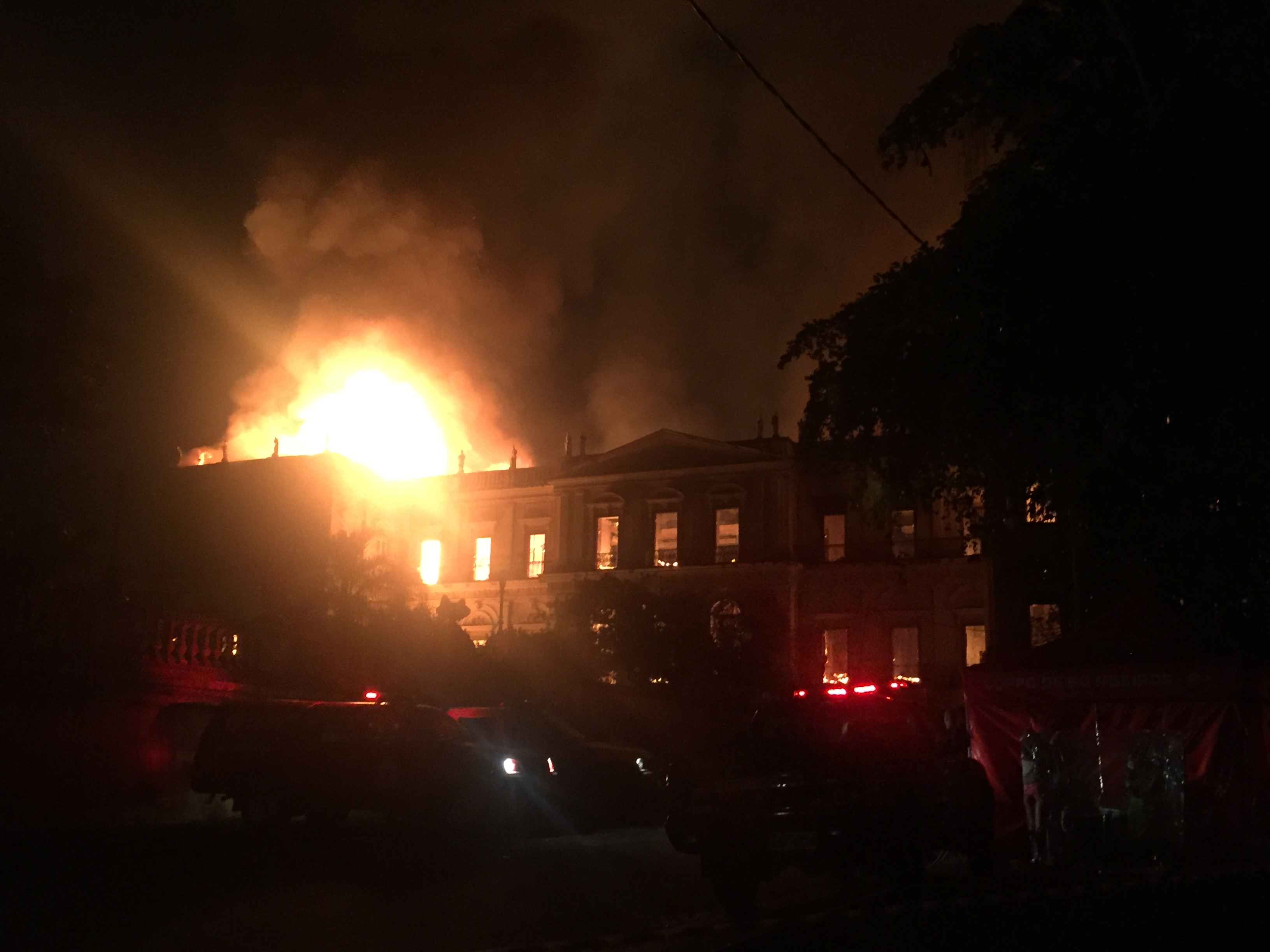

A les 21.30h del 2 de setembre, col·leccions senceres van quedar destruïdes per l'incendi, així com dues exposicions que es trobaven en dues zones al davant de l'edifici principal. Els quatre guàrdies de seguretat que estaven treballant a la zona van aconseguir escapar. No es van registrar víctimes.

## Col·leccions científiques
El Museu Nacional va tenir la major col·lecció d'història natural i antropologia d'Amèrica Llatina, així com la institució museològica brasilera que tenia sota la seva custòdia el major nombre de béns culturals. El museu comptava amb més de 20 milions d'objectes catalogats, dividits en col·leccions de ciències naturals (geologia, paleontologia, botànica i zoologia) i antropològiques (antropologia física, arqueologia i etnologia). Diversos nuclis de la col·lecció es remunten a col·leccions començades al segle xviii, com ara elements de la Casa dels Ocells i la Col·lecció Werner. Durant més de dos segles, la col·lecció es va ampliar a través de col·leccions i excavacions, intercanvis, donacions i compres. Incloïa grans conjunts representatius del món natural i la producció humana del Brasil i d'altres parts del món, i tenien un valor científic, històric i artístic destacable, que servien de base per a una gran quantitat d'investigacions científiques, tesis, dissertacions i monografies. A causa del volum de la col·lecció museològica i l'espai limitat, només hi havia una petita mostra d'aquest total (uns 3.000 objectes) en exposició permanent.

### Geologia
El Museu Nacional tenia una col·lecció de prop de 70.000 articles relacionats amb les ciències de la terra, dividida en nuclis de paleontologia, mineralogia, petrologia i meteorits, composta d'objectes de diferents llocs del Brasil i del món. Formada a partir de finals del segle xviii, va ser una de les més grans i diversificades col·leccions geològiques brasileres, que es caracteritzava pel seu alt valor científic, històric i artístic, catalogada com a patrimoni nacional i desenvolupada en gran part amb l'ajuda d'alguns dels més reconeguts científics i investigadors de geologia i paleontologia del país. Entre els col·laboradors de les activitats científiques del museu, dut a terme de manera sistemàtica des de l'any 1842, es trobaven Wilhelm Ludwig von Eschwege (responsable de la primera exploració geològica científica al Brasil), Claude-Henri Gorceix (fundador de l'Escola de Minas de Ouro Preto), Orville Derby (pioner de la geologia del Brasil), Alberto Paes Leme Betim (pioner en la investigació de meteorits al Brasil) i Ney Vidal (un dels pioners de la recol·lecció d'exemplars de fòssils de vertebrats al nord-est del Brasil), entre d'altres. També eren presents en la col·lecció els objectes de les primeres grans expedicions científiques al Brasil, organitzades o integrades per col·laboradors del museu, incloent l'Expedició Thayer (dirigida per Louis Agassiz) i les Expedicions Morgan (organitzades per Charles Frederick Hartt). Finalment, el museu mantenia la col·lecció recollida per la Comissió Geològica de l'Imperi del Brasil, creada el 1875 i dirigida per Charles Frederick Hartt, composta especialment per articles de les regions nord i nord-est del Brasil.

#### Meteorits
El Museu Nacional va tenir la major col·lecció de meteorits a Brasil, amb 62 peces. Els meteorits són cossos celestes del medi interestel·lar o del propi sistema solar (asteroides, cometes, fragments de planetes i satèl·lits naturals desintegrats) que xoquen amb la superfície de la Terra. Es divideixen en tres grups principals: aerolits (rocosos), siderits (metàl·lic) i sidrerolits (mixt). La col·lecció del museu acollia exemplars d'aquests tres grups, incloent peces de gran rellevància per a l'estudi dels meteorits. Es destaquen els següents:
- El meteorit Bendegó és el més gros del Brasil i un dels més grans del món. Es tracta d'un siderit, que consisteix en una massa compacta de ferro i níquel, que pesa 5,36 tones i mesura més de dos metres de longitud. Va ser descobert el 1784 per Domingos da Motta Botelho, en una granja fora de la ciutat de Monte Santo, un municipi de l'estat de Bahia (Brasil). Un primer intent de traslladar-lo a Salvador va fracassar, quan es va perdre el carro de fusta que portava el meteorit i caure al torrent de Bendegó, romanent en aquest lloc durant més de 100 anys. Posteriorment, Pedro II va ordenar el trasllat del meteorit cap a Rio de Janeiro. Va arribar al Museu Nacional el 1888.[24]
- El meteorit Santa Luzia és el segon més gros del país. També és un siderit compost principalment de ferro i níquel, amb 1,36 metres de longitud i 1,9 tones de massa. Es va trobar a Santa Luzia de Goiás (actualment Luziânia) el 1922 i aquest municipi el va donar al museu.[25]
- El meteorit Angra dos Reis, que va caure a la badia d'Ilha Grande (Brasil) el gener de 1869, va ser albirat i recollit per Joaquim Carlos Travassos i dos dels seus esclaus. Van recollir dos fragments i va donar un al museu. El meteorit va donar el seu nom a un nou grup d'aerolits acondrits: les angrites, un grup de roques que es troben entre les més antigues del Sistema Solar.[24]
- El meteorit Patos de Minas és un siderit de 200 kg de ferro descobert el 1925 a Córrego do Areado, a Patos de Minas (Minas Gerais, Brasil).[26]
- El meteorit Pará de Minas, trobat el 1934 a la granja Palmital, a prop de la ciutat de Pará de Minas (Minas de Gerais, Brasil), és un siderit compost de ferro i níquel amb una massa de 112 kg.[24]

La col·lecció incloïa dotzenes de meteorits més petits i fragments de meteorits amb mostres disperses en diverses col·leccions, incloent exemplars que mostren l'estructura de Widmanstätten (patrons formats per cristalls de ferro i níquel en siderits octaedrites). Destaquem: Avanhandava (aerolit caigut el 1952 a São Paulo, Brasil), Campos Sales (aerolit caigut el 1991 a Ceará, Brasil), Patrimôni (aerolit caigut el 1950 a Minas Gerais, Brasil), Pirapora (siderit descobert a Minas Gerais, de data desconeguda), Santa Catarina (siderit anòmal ric en níquel descobert el 1875 a Santa Catarina, Brasil) i São João Nepomuceno (un siderit de 15 kg descobert a Minas Gerais, de data desconeguda, molt poc comú per contenir silicats rics en sílice, similars al meteorit Steinbach).

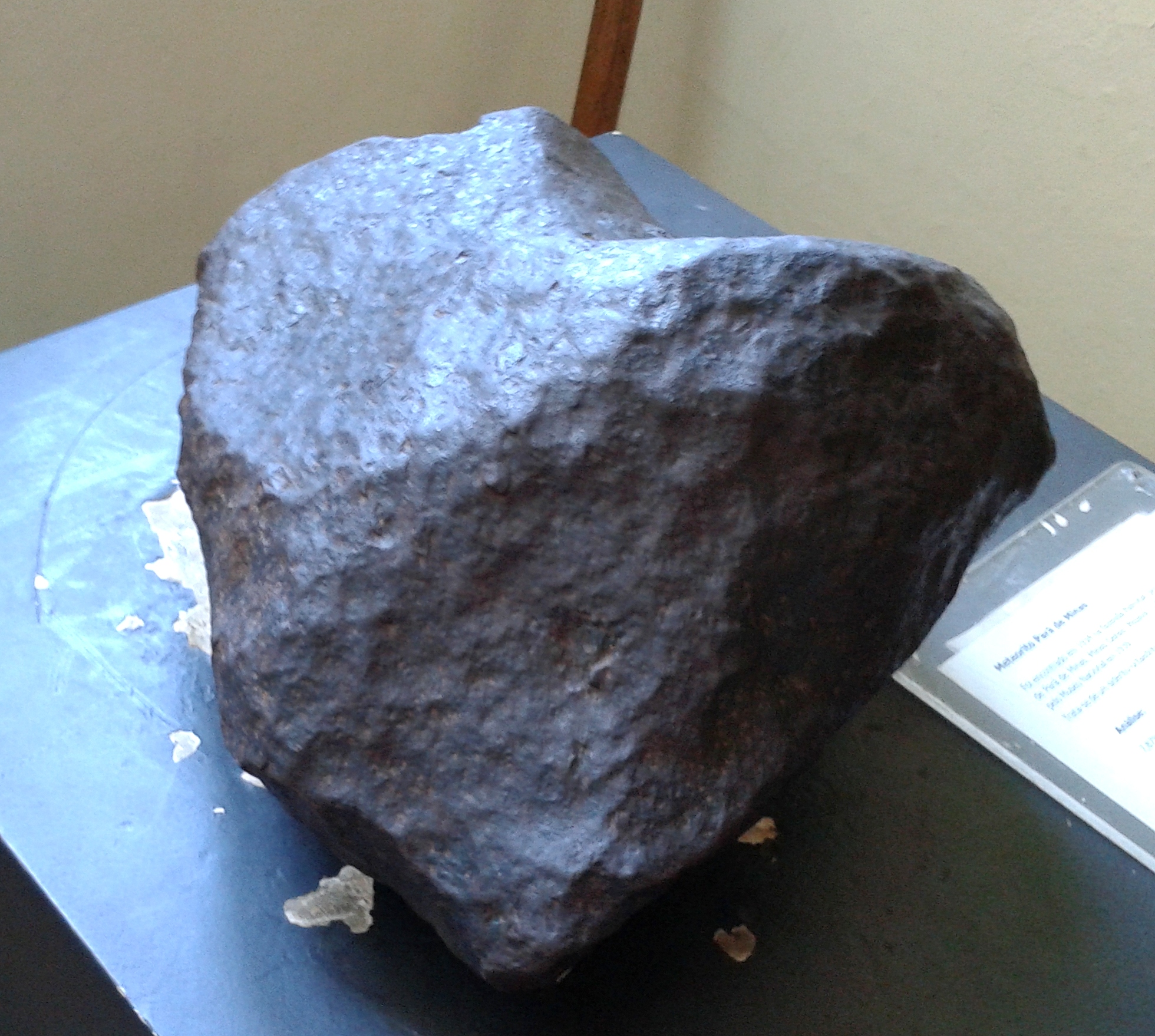
Meteorit Pará de Minas
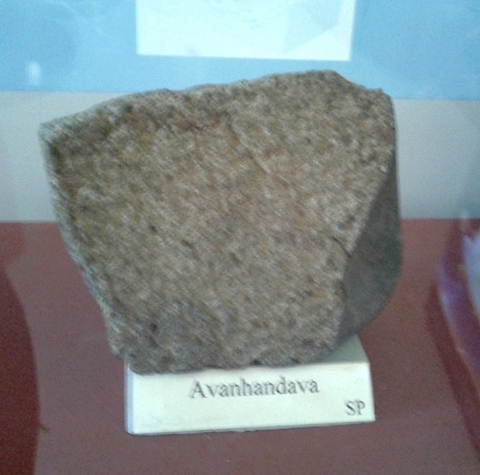
Meteorit Avanhandava
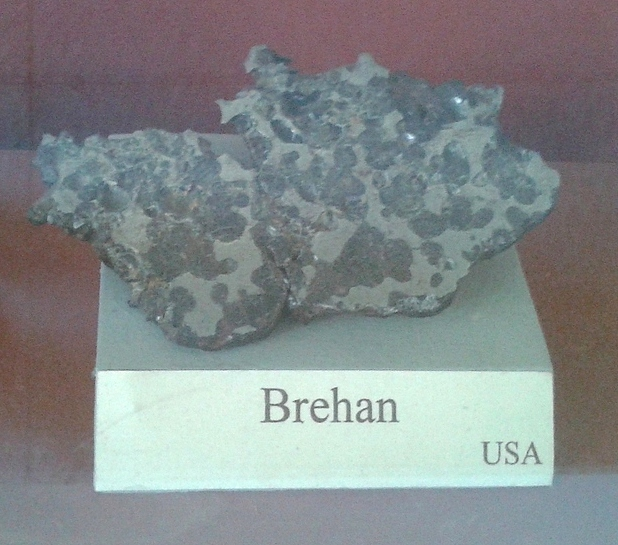
Meteorit Brenham
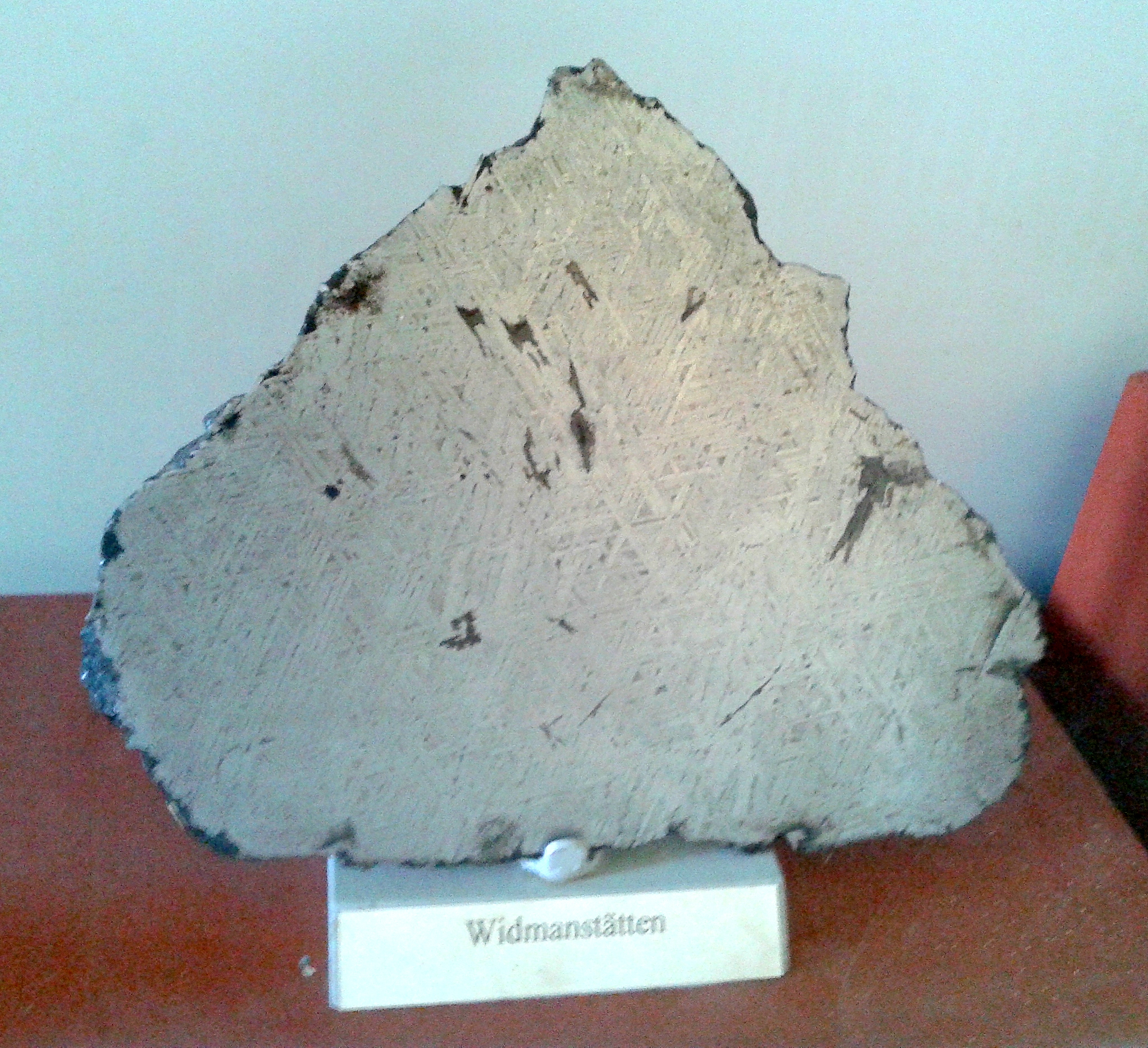
Meteorit que mostra una estrutura de Widmanstätten
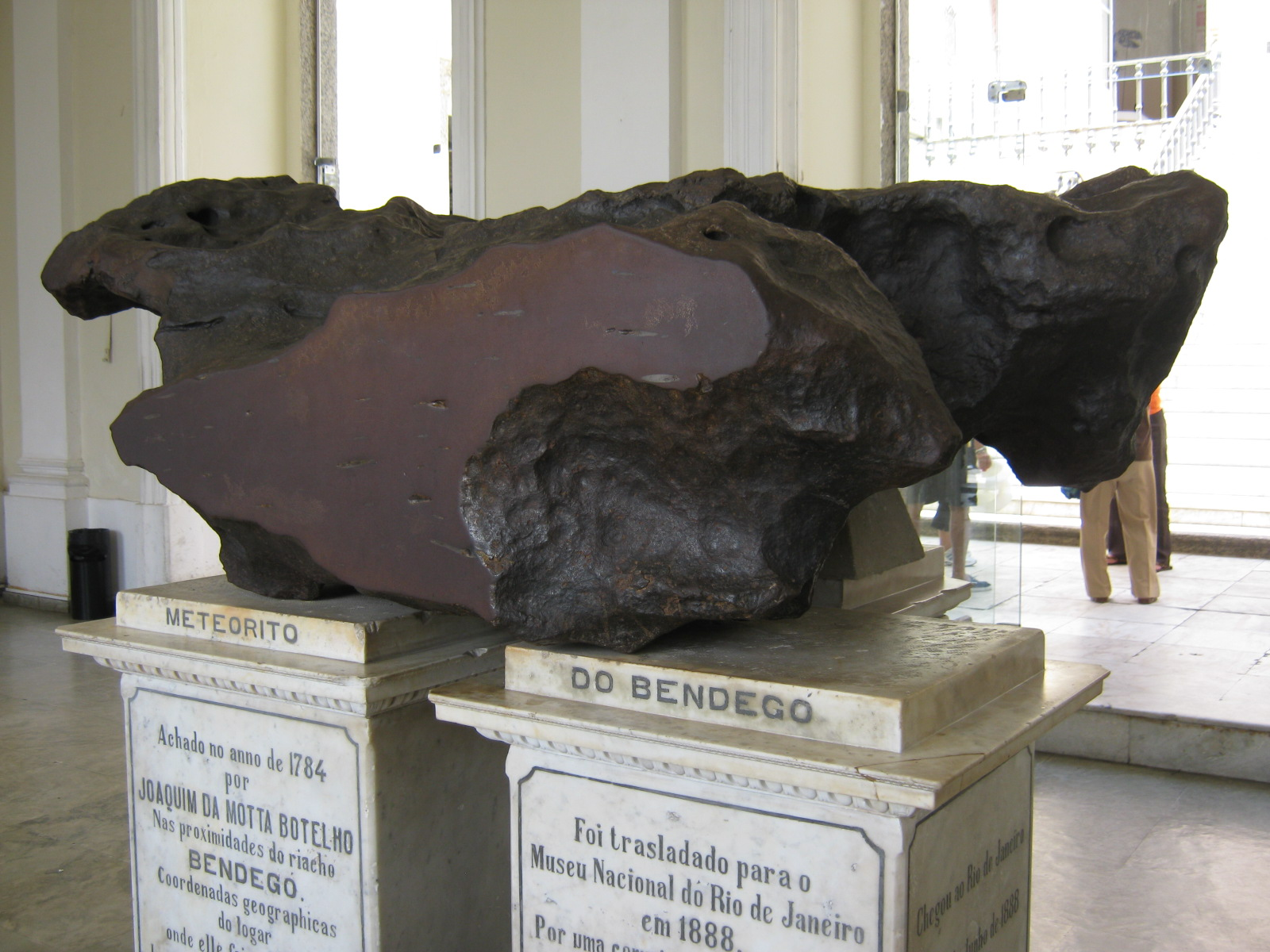
Meteorit Bendegó
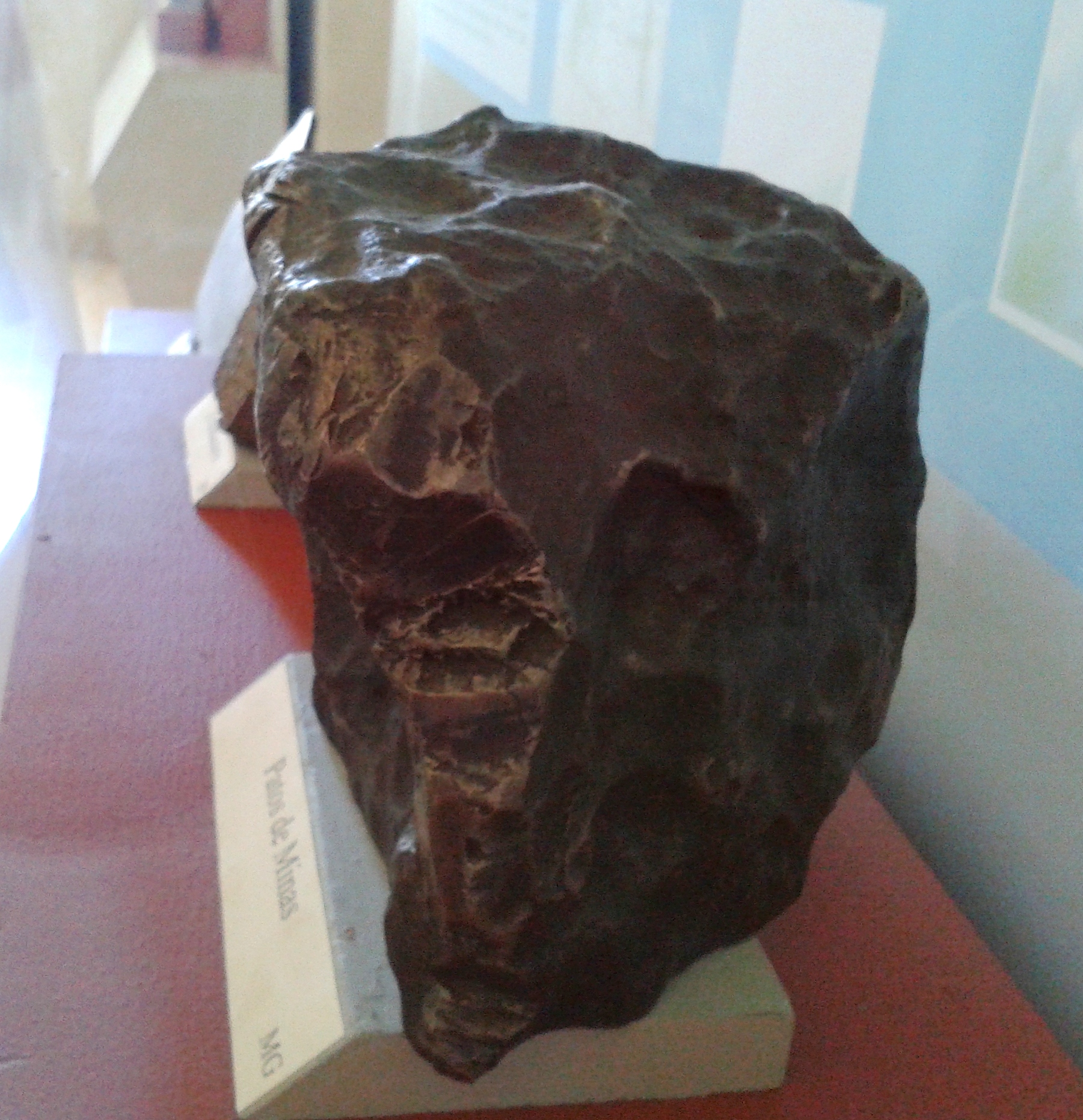
Meteorit Patos de Minas

Entre els exemplars estrangers es troben els meteorits Brenham (siderolit trobat el 1882 a Kansas, Estats Units), Carlton (siderit trobat el 1887 a Texas, Estats Units), Glen Rose (siderit trobat el 1937 a Texas), Henbury (siderit trobat el 1922 a la serralada de MacDonnell, Austràlia) i Krasnojarsk (trobat el 1749 a Sibèria, Rússia, el primer exemplar identificat de siderolit del tipus pal·lasita).

#### Mineralogia i petrologia
La col·lecció de minerals i roques del Museu Nacional va constituir una de les seves col·leccions més antigues, iniciant-se a finals del segle xviii. Es va caracteritzar per l'enfocament didàctic, reflectint la concepció del segle xix de les col·leccions públiques de mineralogia com a espais per a la difusió dels coneixements bàsics, amb l'objectiu de posar a disposició dels professors de ciències naturals elements pràctics per a activitats teòriques complementàries.
El seu nucli inicial va correspondre a la col·lecció Werner (un lot de 3.326 exemplars de minerals classificats per Abraham Gottlob Werner, el fundador de la mineralogia moderna i la geognòsia, catalogats i publicats entre 1791 i 1793). La col·lecció constava de mostres de gairebé tots els minerals coneguts al segle xviii, i va tenir un gran valor històric per haver estat la primera col·lecció moderna de minerals classificada. Va ser adquirida a Alemanya junt amb Carl Eugenio Pabst von Ohain (un funcionari de l'Acadèmia de Mines de Freiberg) pel Regne de Portugal, probablement en 1805. L'adquisició, ordenada per Antônio de Araújo Azevedo, llavors ministre d'Afers Exteriors i de Guerra, es va realitzar per ampliar la col·lecció del Reial Museu d'Història Natural de Lisboa. No obstant això, durant el trasllat de la cort portuguesa a Rio de Janeiro el 1808, la col·lecció de Werner va ser portada al Brasil, passant inicialment a la Reial Acadèmia Militar i posteriorment incorporada al Museu Nacional el 1818.

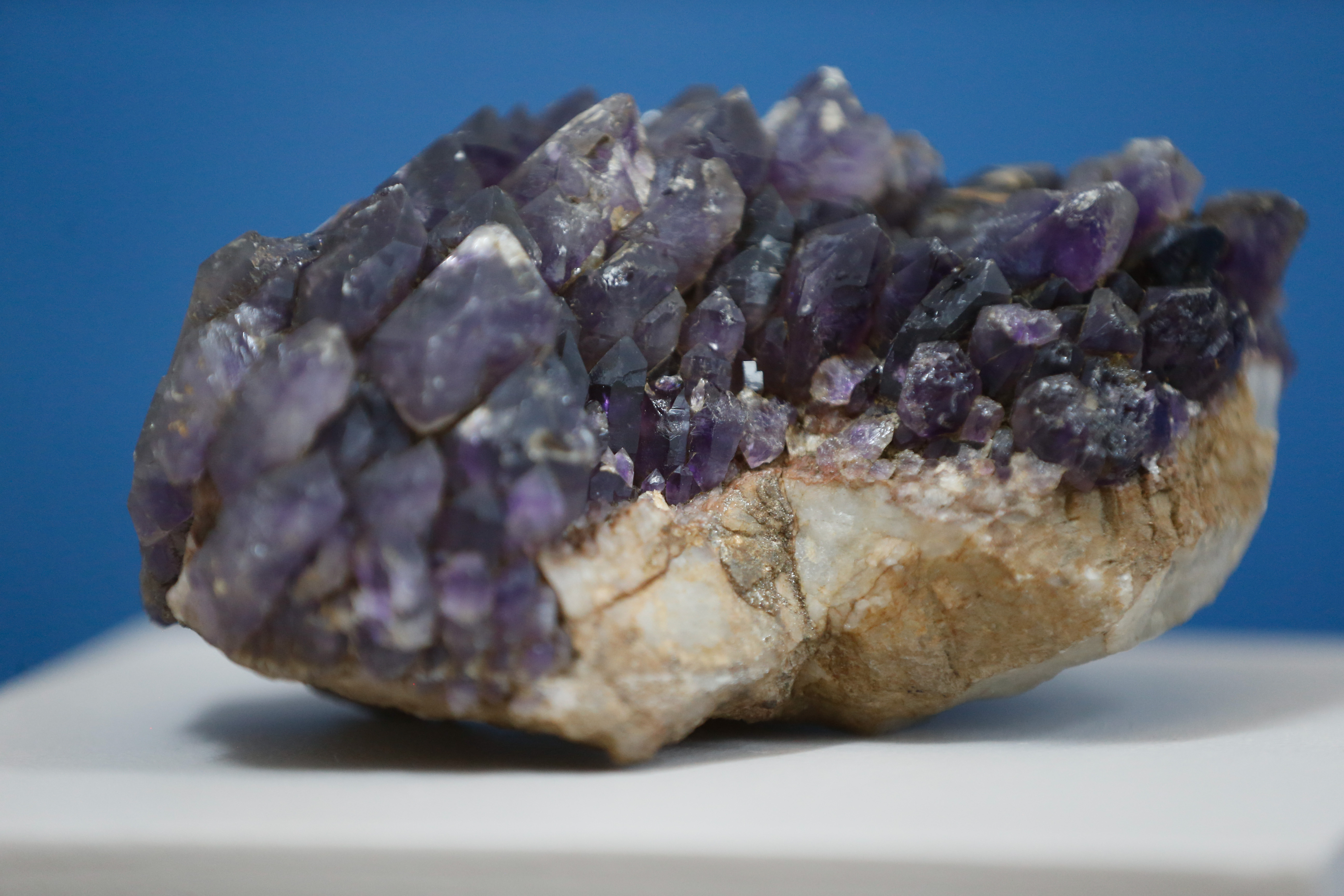
Ametista (Col·lecció Werner)
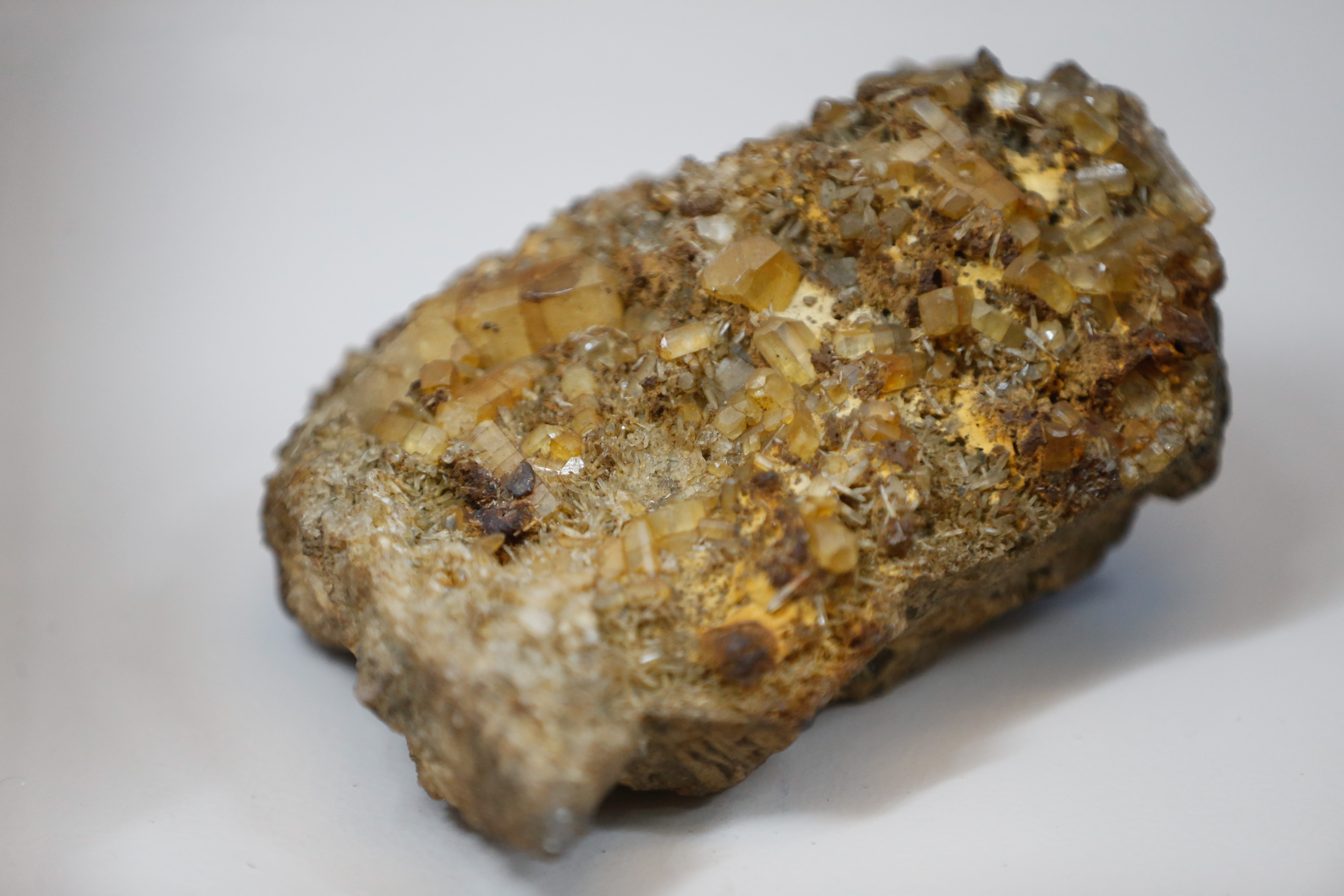
Topazi (Col·lecció Werner)
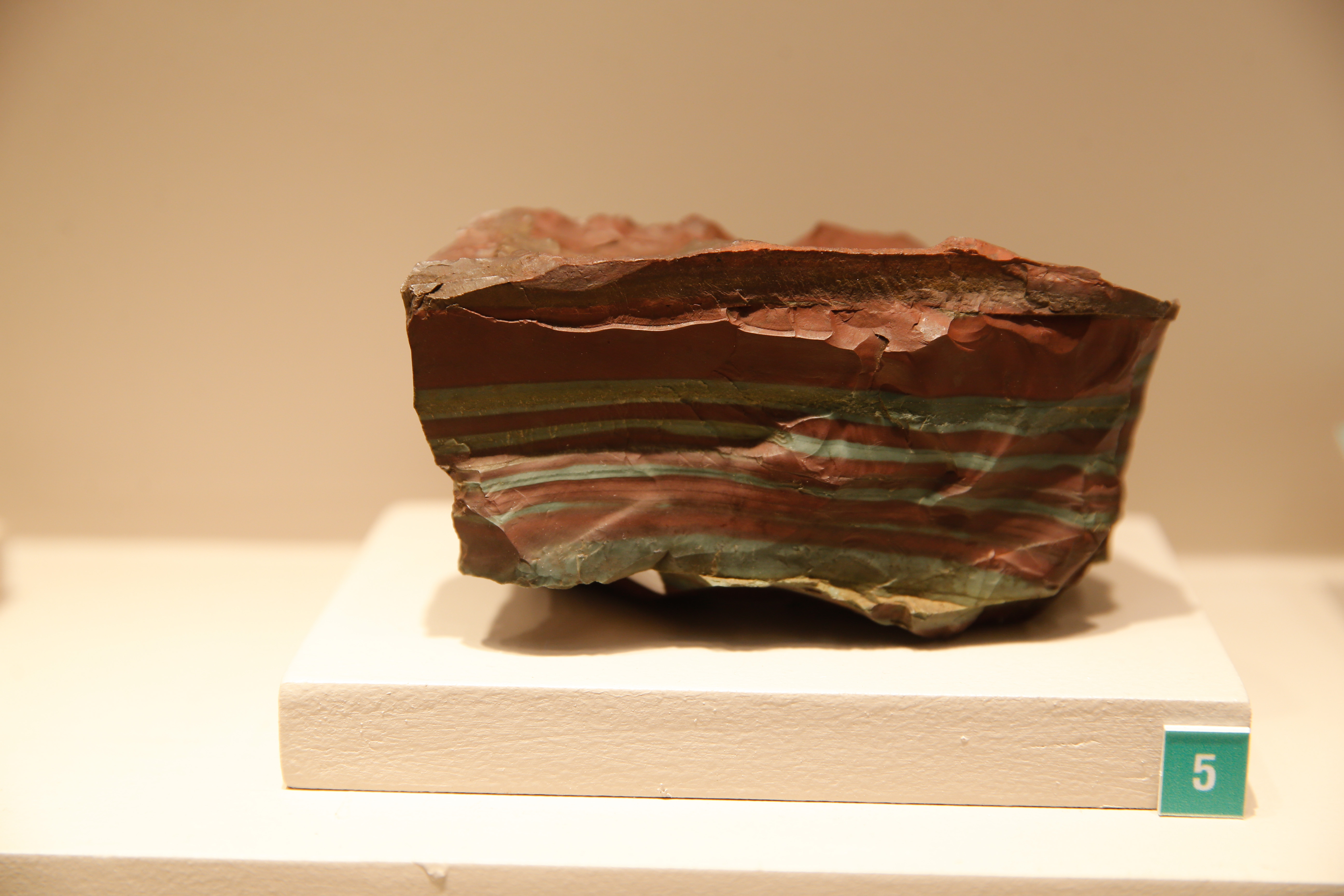
Calcedónia (Col·lecció Werner)

Altres col·leccions importants de minerals van ser incorporades a la col·lecció del museu a principis del segle xix, com la valuosa col·lecció privada de José Bonifácio de Andrada e Silva, que consistia en elements acumulats durant els seus estudis de mineralogia de camp dut a terme a Europa durant la dècada del 1790 (actualment parcialment conservada), mostres de minerals de la Casa dels Ocells i els espècimens transferits de les col·leccions de la família imperial. Les diverses expedicions organitzades pel museu durant la segona meitat dels segles xix i xx van afegir més peces. Es va destacar l'àmplia gamma d'exemplars de quars de varietats incolores (cristall de roca) i de color (ametista, quars hematoide i quars rosa), minerals del grup de la mica (moscovita, biotita i lepidolita), un conjunt de cristalls de Califòrnia, i peces d'importància històrica, com un exemplar d'equinoïdeus petrificat (identificat com calcedònia), probablement derivat de la col·lecció de l'emperadriu Leopoldina (element destacat en la primera exposició del museu), i una mostra de quars de Minas Gerais, donada al museu pel president Getúlio Vargas el 1940.
La col·lecció de roques estava formada per exemplars sedimentaris, metamòrfics i ignis. Es destaquen exemplars recollits durant la primera expedició de geòlegs i paleontòlegs del Museu Nacional a l'Antàrtida entre gener i febrer del 2007, exemplars de roques sedimentàries del Cretaci (de la Formació Whisky Bay) i de les espeleotemes de carbonats en gres (de la Formació Santa Marta), a més de peces rares com les mostres de pedra calcària pisolita de la conca de São José de Itaboraí, un dels dipòsits de fòssils del Paleocè més importants de Brasil (i que les seves reserves calcaries van ser explotades per la indústria del ciment fins a l'esgotament), i exemplars històrics com ara una mostra de petroli del Poço do Lobato, primer pou que va produir petroli a Brasil, perforat a Bahia el 1939.

### Paleontologia
El Museu Nacional va tenir una de les col·leccions paleontològiques més importants d'Amèrica Llatina, amb un total de prop de 56.000 exemplars i 18.900 rèpliques, dividits en nuclis de paleobotànica, paleoinvertebrats i paleovertebrats. Consistia principalment de fòssils de plantes i animals del Brasil i d'altres països, així com reconstruccions, maquetes, models i motlles.

La col·lecció destacava per la presència de nuclis de valor científic i històric reconeguts, recollits a l'època de l'aparició de la paleontologia contemporània. Els primers fòssils enviats a la institució van ser excavats a Uruguai el 1826, pel naturalista prussià Friedrich Sellow. Durant les següents dècades, la cooperació dels naturalistes estrangers seria fonamental per a l'expansió de la col·lecció paleontològica (destacant les presentacions de l'italià Giovanni Michelotti, entre 1836 i 1837), així com les adquisicions realitzades per Federico Leopoldo César Burlamaque, llavors director general de museu, responsable de la recollida de fòssils d'ictiosaures del Juràssic d'Anglaterra i dels mamífers del nord-est de Brasil. En l'últim terç del segle xix, la col·lecció va ser ampliada en gran manera gràcies a les expedicions dutes a terme per la Comissió Geològica de l'Imperi del Brasil, dirigides per Charles Frederick Hartt i creades per Orville Derby. Al segle xx, ja confiant en la provisió dels professionals locals i paleontòlegs especialitzats, la institució va poder ampliar l'estudi, la investigació i expedicions que ajudaria a consolidar el caràcter enciclopèdic de la seva col·lecció paleontològica.

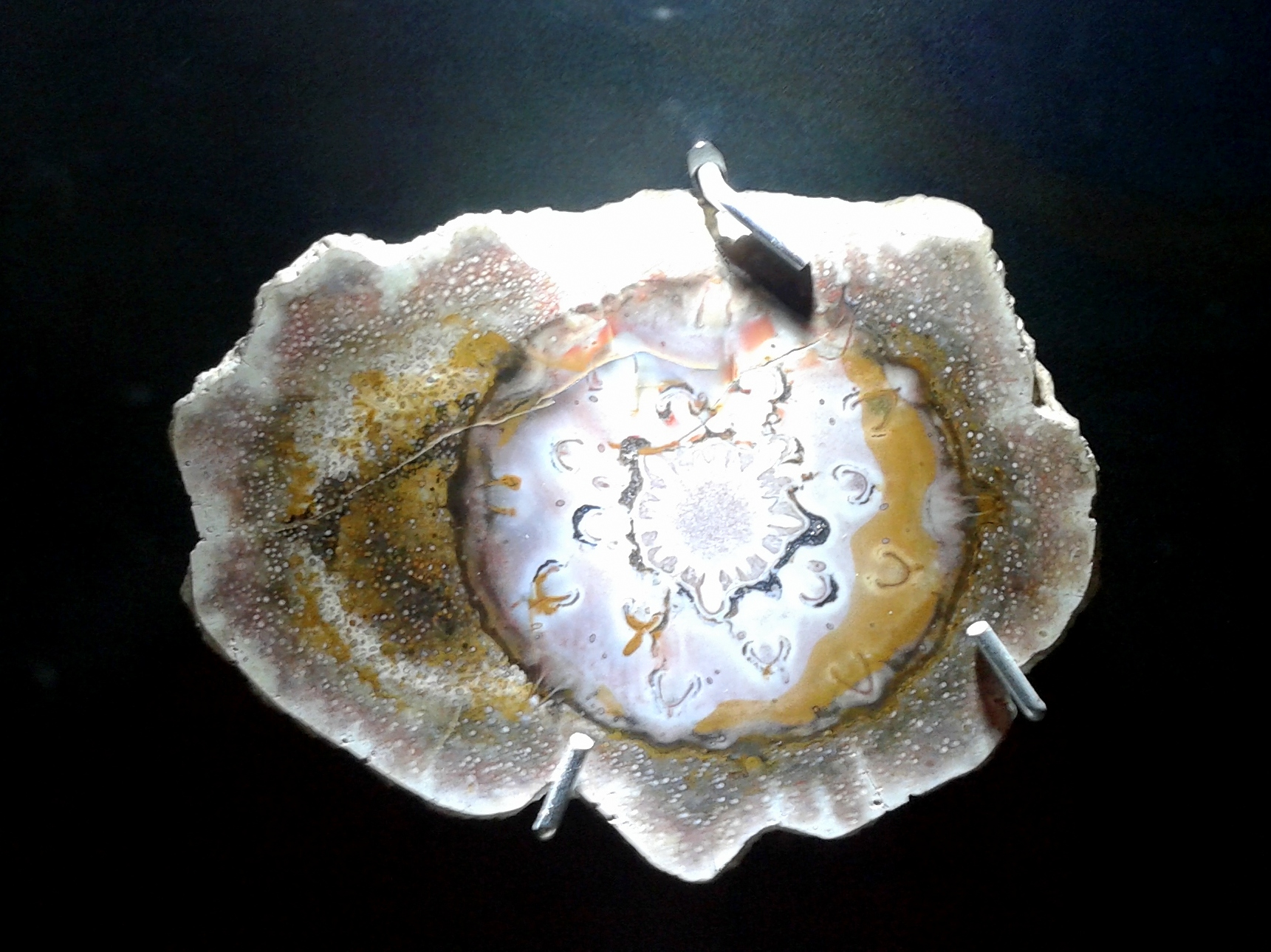
Tija petrificada d'una falguera extingida (Guairea brasiliensis)

El nucli de paleobotànica tenia més de 4.000 exemplars catalogats, representants de flora fòssil del Brasil i altres parts del món, i amb data de tots els períodes geològics. Es componia principalment de vegetals de l'era Paleozoica (especialment fòssils de finals de l'era Paleozoica), procedents de les conques dels rius Paraná i Parnaíba i de la Chapada d'Araripe, com ara fulles, fruits, llavors, tiges i troncs. Predominava els exemplars de flora Glossopteris (Glossopteridales) i, en menor mesura, Lepidodendrales, Lycopodiales, Equisetales, Pteridophyta, Ginkgophyta, Cycadophyta, Coniferophyta i Anthophyta. Abundaven col·leccions d'exemplars tant d'importància històrica (incloent una mostra de la primera planta fòssil recollida al país, un tronc de l'espècie Psaronius brasiliensis del període Permià, descrit a París pel botànic Adolphe Brongniart el 1872) com d'important valor científic (com ara còpies de les fulls de les dicotiledònies, procedents dels sediments del Cenozoic de Bahia), singularitzats per l'excel·lent estat de conservació, i el conjunt de fòssils de plantes recollides pel personal del museu a l'Antàrtida.

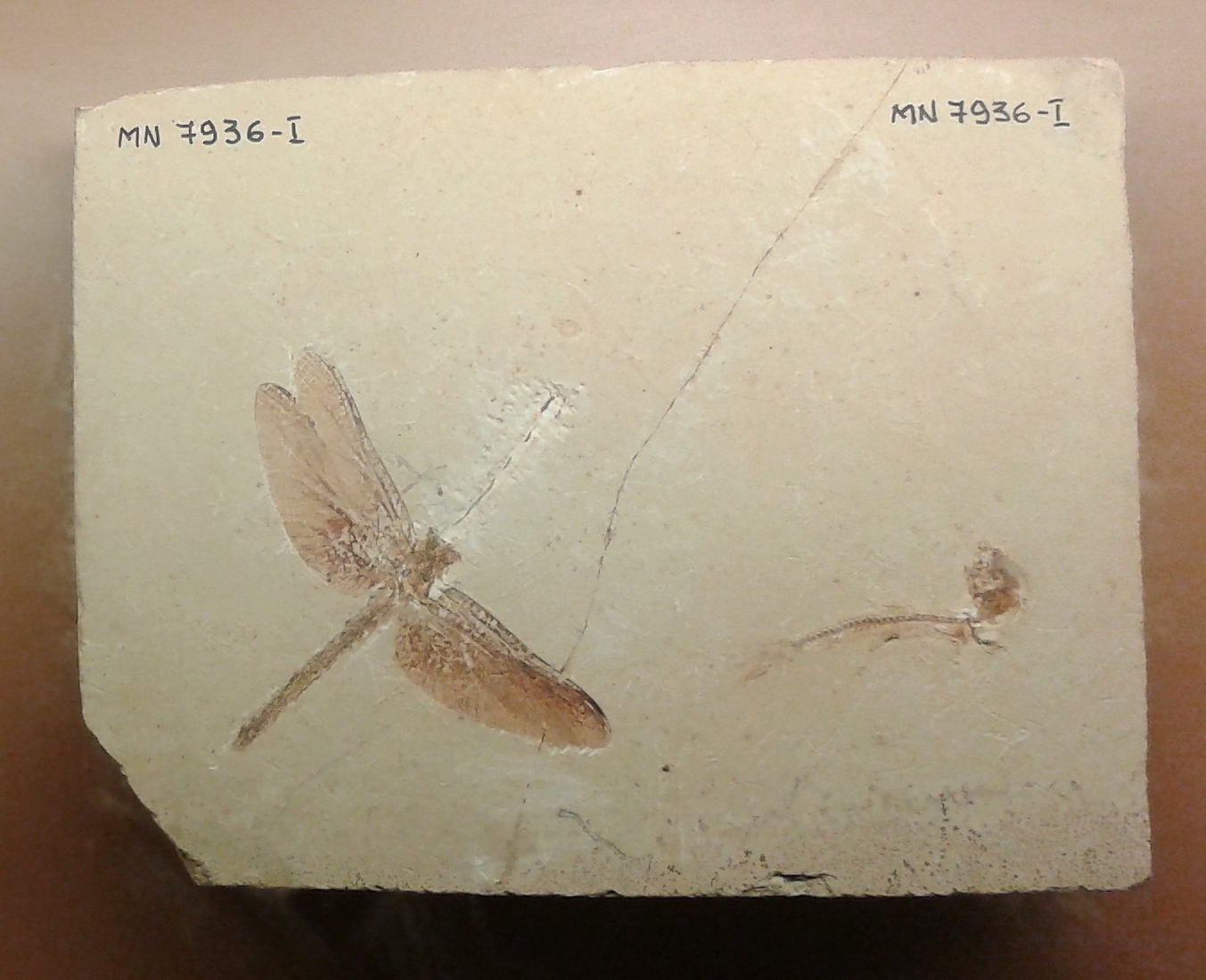
Libèl·lula fosilitzada (Odonata)

El nucli dels paleoinvertebrats era la col·lecció paleontològica més voluminosa, formada per al voltant de 10.000 exemplars i 46.000 rèpliques del Brasil i, en menor mesura, Amèrica del Nord i Europa. Estava formada principalment per artròpodes fòssils (mosquits, efímeres, libèl·lules, abelles, coleòpters, crisomèlids, aranyes, escorpins, crancs, etc.), braquiòpodes (exemplars de Mucrospirifer pedroanus, els primers fòssils del Devonià recollits i estudiats al Brasil, en la dècada del 1870), equinoderms (amb una àmplia gamma d'espècies d'eriçons de mar i mol·luscs). Entre les peces d'origen estranger, es va destacar la col·lecció de fòssils de la conca de París, un conjunt de petxines fòssils de bivalves marins de l'Eocè, regalades a Pedro II el 1872, durant la seva primera visita a França. La col·lecció va ser considerada rara a causa de la destrucció dels dipòsits fòssils a les rodalies de París durant els últims dos segles.

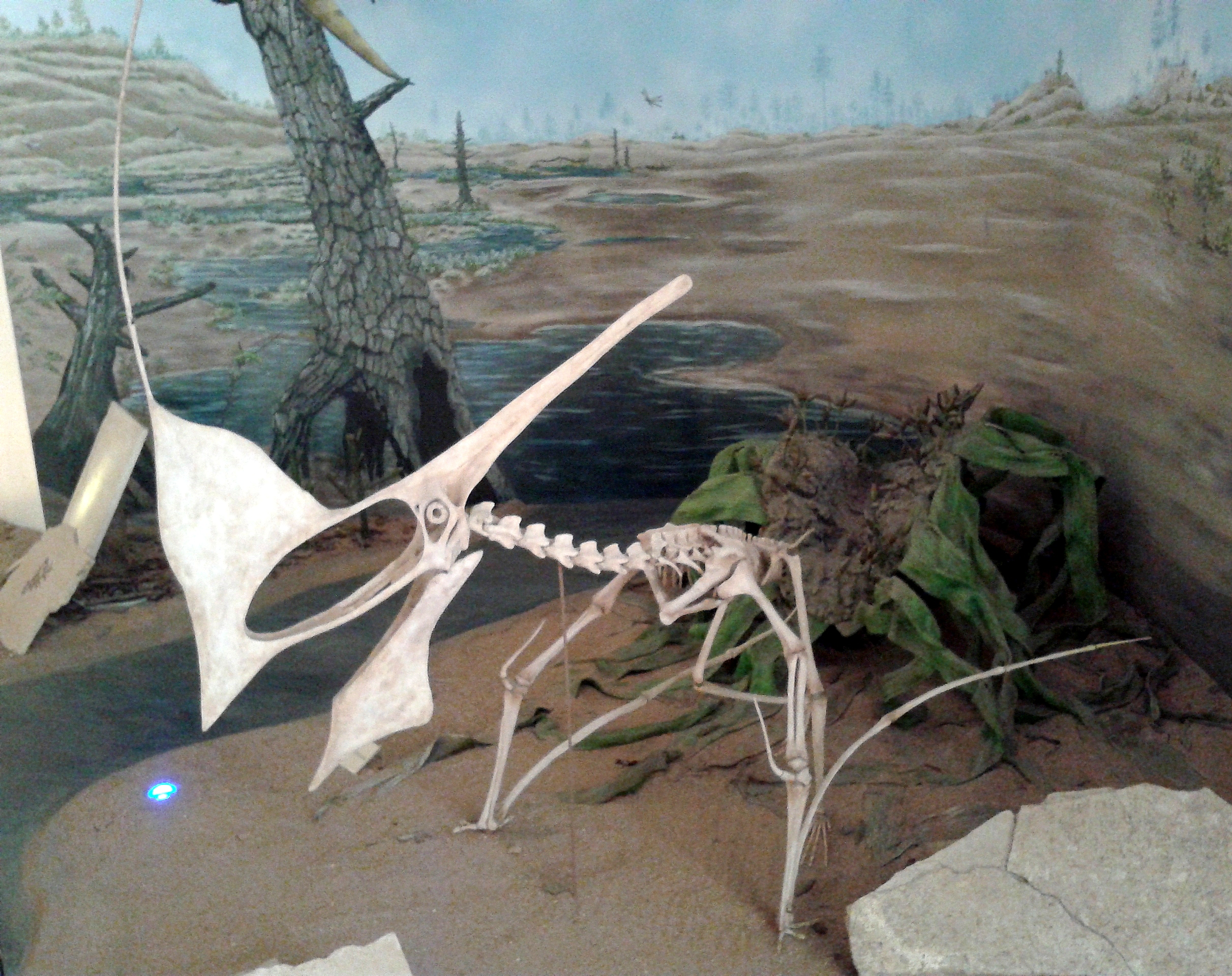
Esquelet de pterosaure (Tupandactylus imperator)

El nucli dels paleovertebrats alberga prop de 10.000 exemplars i 7.000 rèpliques, es destaquen els volums de la fauna fòssil del mesozoic i cenozoic recollides a les conques sedimentàries del Brasil. Va ser notable per la presència d'articles de gran rellevància científica, especialment registres fòssils amb conservació de teixits tous. Incloïa, sobretot, exemplars fòssils de rèptils, peixos, mamífers i aus. Destacaven els següents conjunts de la col·lecció:
- Els fòssils de peixos, datats majoritàriament del Cretaci i provinents de les formacions Crato i Romualdo, a la conca d'Araripe, Ceará, representades en la col·lecció per espècimens com Calamopleurus audax (que podien arribar fins a dos metres de longitud), Cladocyclus gardneri (destacat per la forma rodona del seu cos), rajades (Iansan beurleni), taurons primitius (Tribodus limae) i celacants (Axelrodichthys araripensis);[18]
- Una col·lecció de fòssils de tortugues excepcionalment conservats, la majoria dels quals es remunten al Cretaci; l'Araripemys barretoi (la tortuga brasilera més antiga coneguda de la Chapada d'Araripe), Cearachelys placidoi (l'única espècie de la família Bothremydidae coneguda a Brasil i la registrada per a aquest grup més antiga del món, també procedent de la Chapada d'Araripe), Bauruemys elegans (tortuga d'aigua dolça, recollida a la conca de Bauru, a São Paulo), etc., a més d'altres rèptils terrestres i aquàtics fossilitzats, és a dir, l'esquelet complet d'un Stereosternum (llangardaix aquàtic de Permià pertanyent al grup més antic d'amniotes conegudes amb adaptacions a la vida aquàtica, també de São Paulo) i un Squamata fossilitzat (recollit prop dels llocs paleontològics del llac Crato, Ceará);[18][46][47]
- La col·lecció de registres fòssils dels pterosaures, provinents principalment de la Chapada d'Araripe i que daten del Cretaci. Van des de fragments fins a esquelets complets i muntats, així com reconstitucions basades en fòssils originals; grans exemplars com Tropeognathus mesembrinus (un dels més grans, amb una envergadura mitjana de 5,50 m), Anhanguera (envergadura de 4,60 m) i Tupandactylus imperator (envergadura mitjana de 2,50 m), així com registres fòssils de pterosaures estrangers, especialment espècimens procedents de la Xina, com Nurhachius ignaciobritoi (Cretaci, Formació Chaoyang) i Jeholopterus ningchengensis (Juràssic, Formació Tiaojishan);[18]
- La col·lecció de fòssils i reconstitucions d'esquelets de dinosaures, majoritàriament composta d'espècimens del nord-est, sud-est i sud del Brasil, com el Maxakalisaurus topai (titanosaure tretze metres de llarg i nou tones de pes, que data del Cretaci superior i recollit a la Formació de Diamantina (Minas Gerais, Brasil), representat per la col·lecció de fòssils originals i la rèplica del seu esquelet, la primera reconstitució d'un gran esquelet de dinosaure realitzada al Brasil), l'Irritator o Angaturama limai (espinosaure del Cretaci inferior de 7,5 metres de llarg i una tona de pes, trobat a la Chapada d'Araripe i present a la col·lecció de fòssils originals, i les rèpliques de l'esquelet), i Santanaraptor (registre fòssil de teròpode de 1,6 metres de llarg, datat del Cretaci inferior i recollit a la Chapada d'Araripe, d'importància excepcional per a la preservació dels teixits tous, com els músculs i vasos sanguinis). Entre els exemplars d'origen estranger, es pot citar un crani de Lambeosaurus (Cretaci superior, provinent de la Formació de Judith River, Canadà) i un crani de Tyrannosaurus rex (Cretaci superior, de la Formació de Hell Creek, Dakota del Sud, Estats Units);[18][45][48][49]
- Fòssils de teràpsids, que distingeixen l'esquelet complet d'un Dinodontosaurus, un dicinodont de 3,5 metres d'alçada que va viure entre períodes Permià i Triàsic, procedents de la Formació de Santa Maria, a Rio Grande do Sul;[45]
- El conjunt d'espècimens de la extinta megafauna brasilera del Pleistocè, especialment els mamífers, com els esquelets complets de peresosos gegants (Eremotherium laurillardi, de Jacobina (Bahia), i Glossotherium robustum de Rio Grande do Sul), i un tigre dents de sabre (Smilodon);[18][45][50][51]
- Fòssils d'aus, destacant l'esquelet complet d'un Paraphysornis brasiliensis, una au prehistòrica gegant que va viure a Brasil durant el Pliocè, amb una alçada mitjana de 2,40 metres.[52]

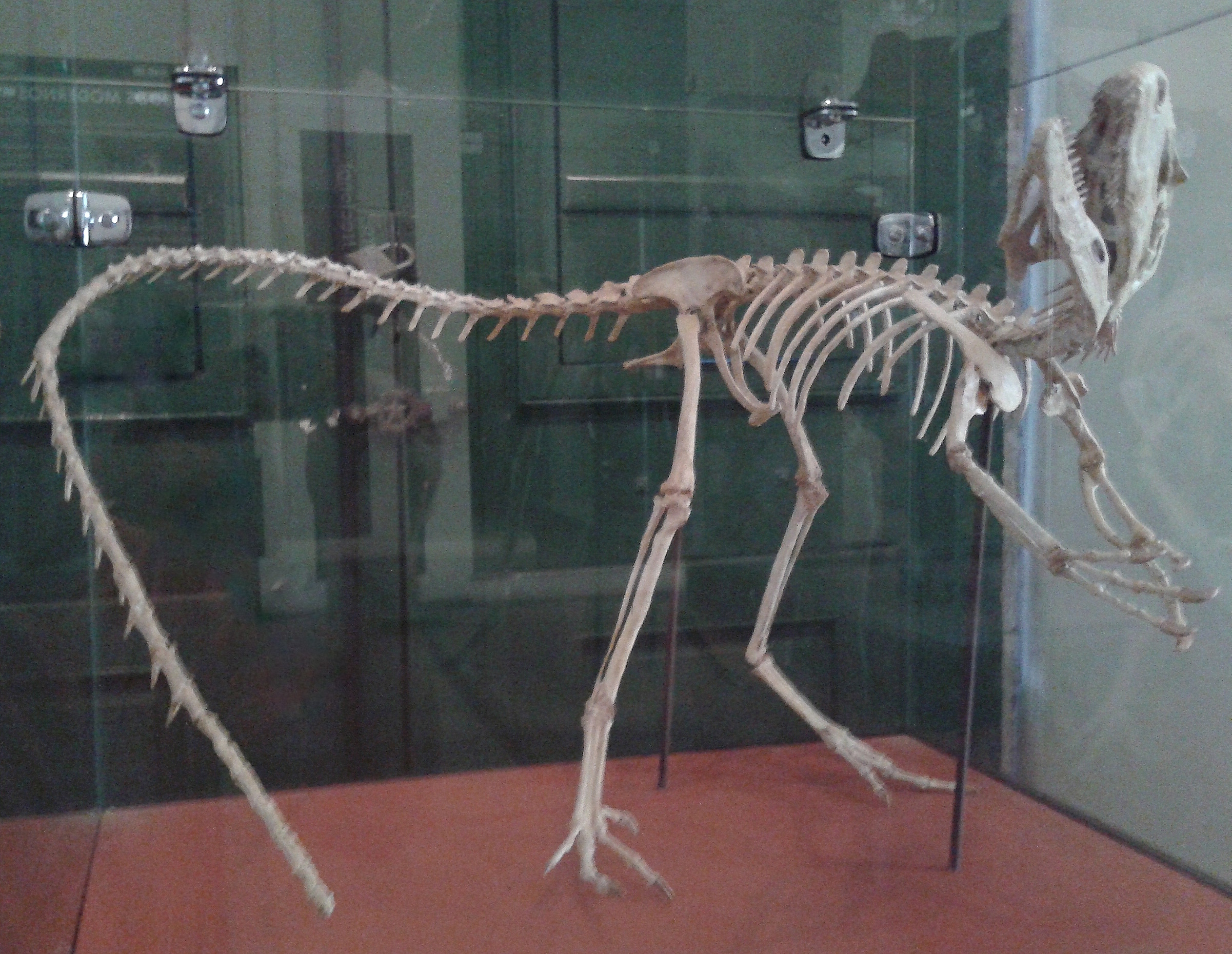
Esquelet de teròpode (Santanaraptor placidus)
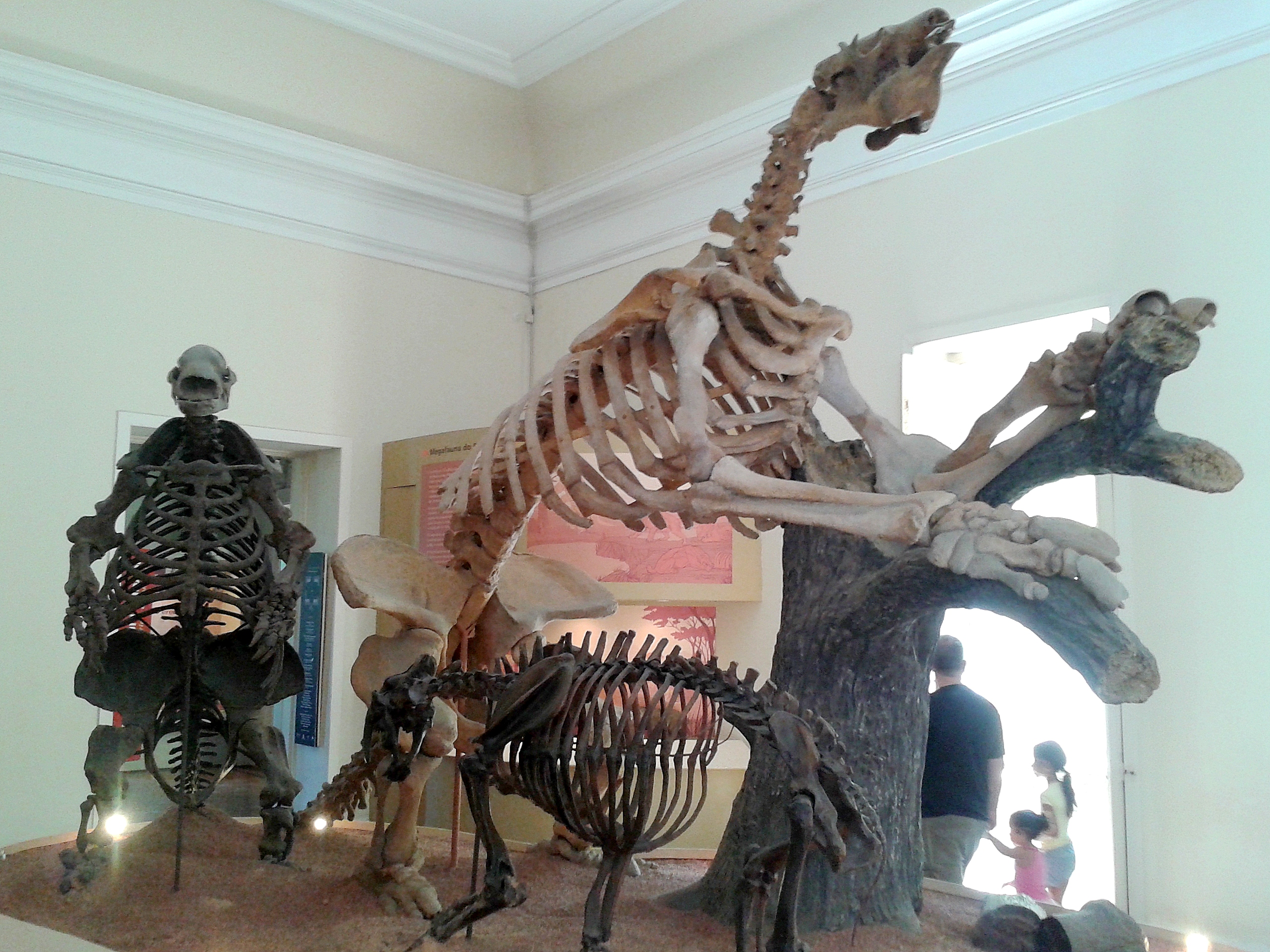
Esquelets de peresós gegant i de tigre dents de sabre
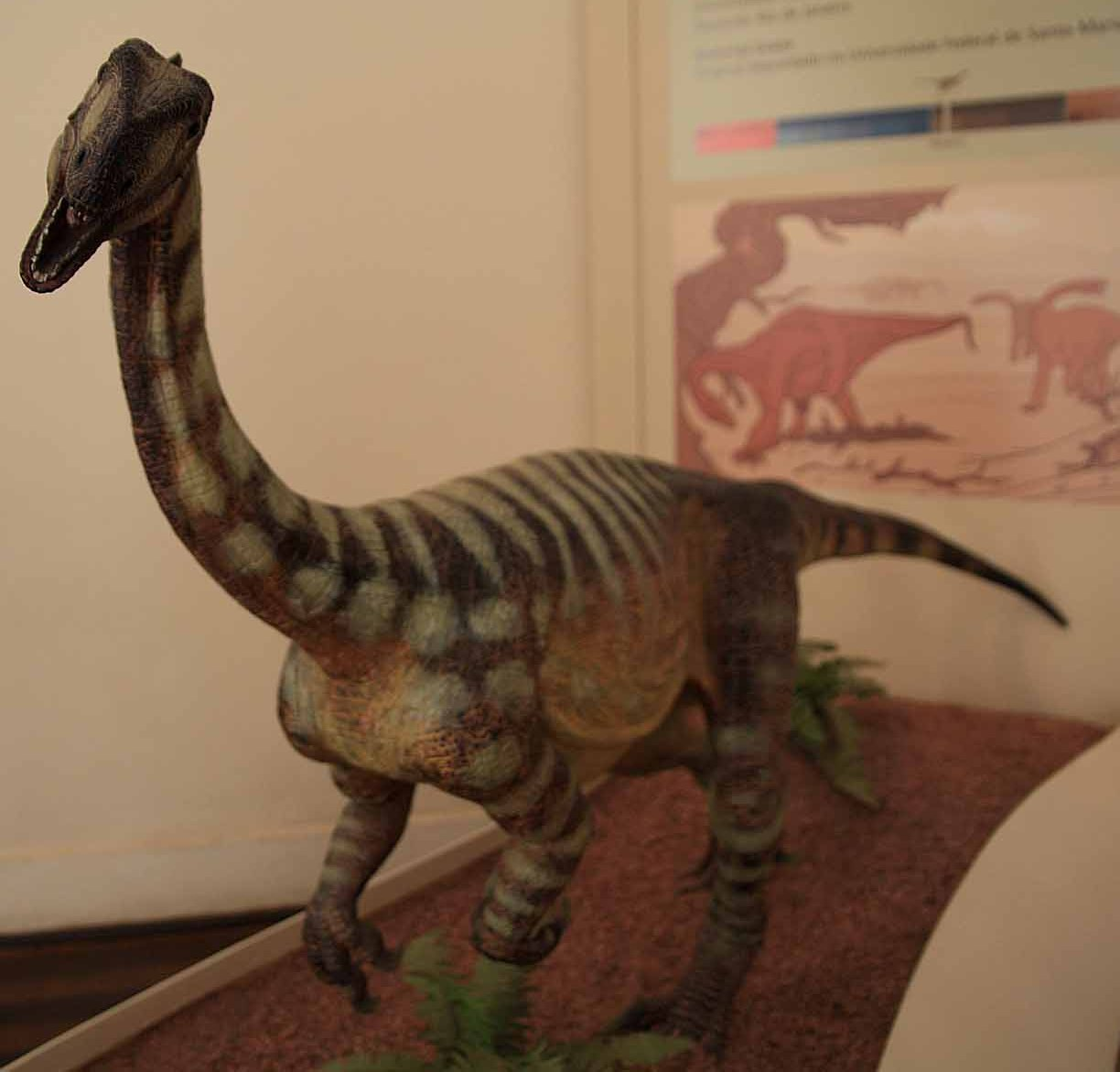
Reconstitució artística d'un unaysaure (Unaysaurus tolentinoi)
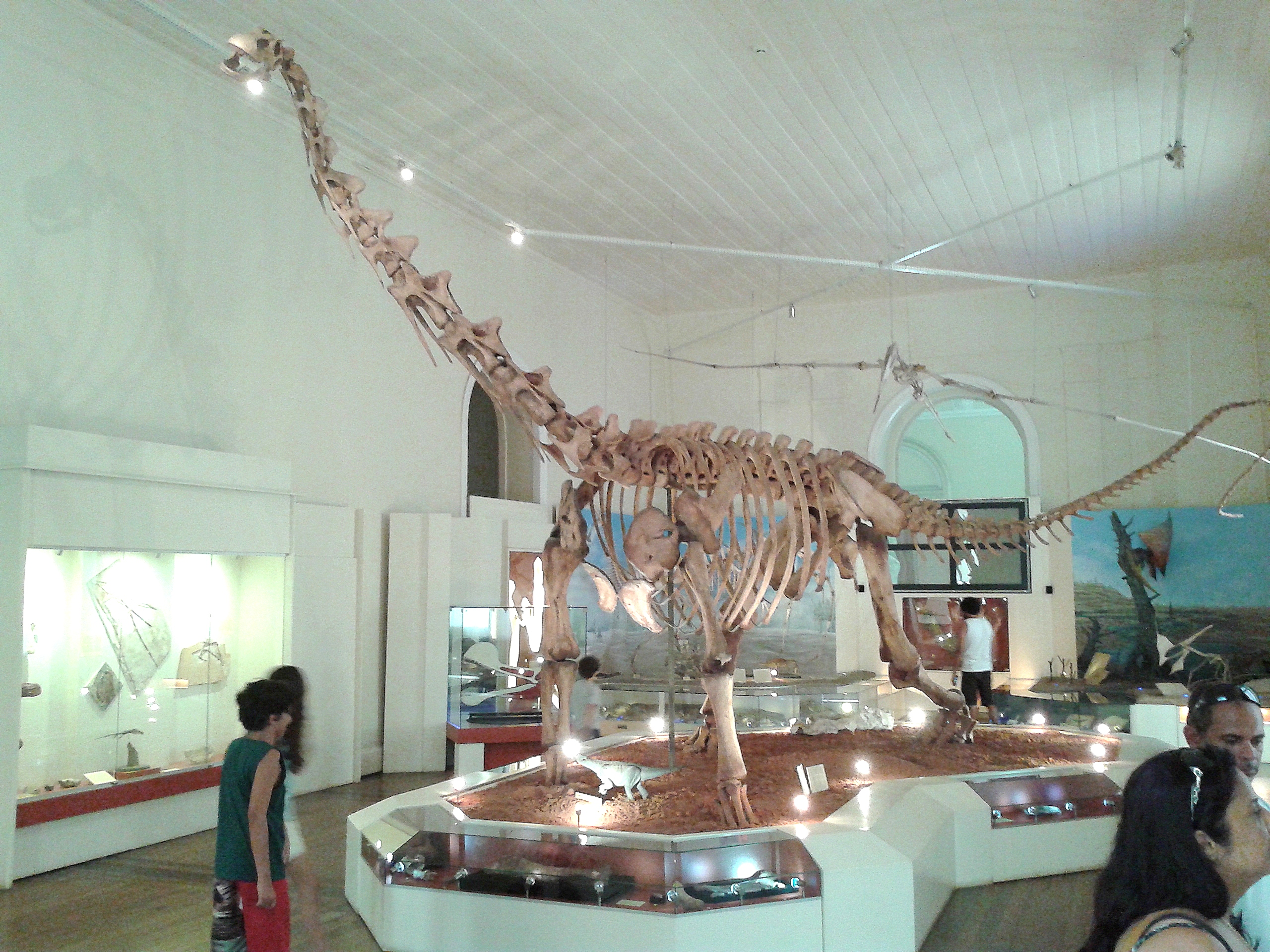
Rèplica d'esquelet de titanosaure (Maxakalisaurus topai)
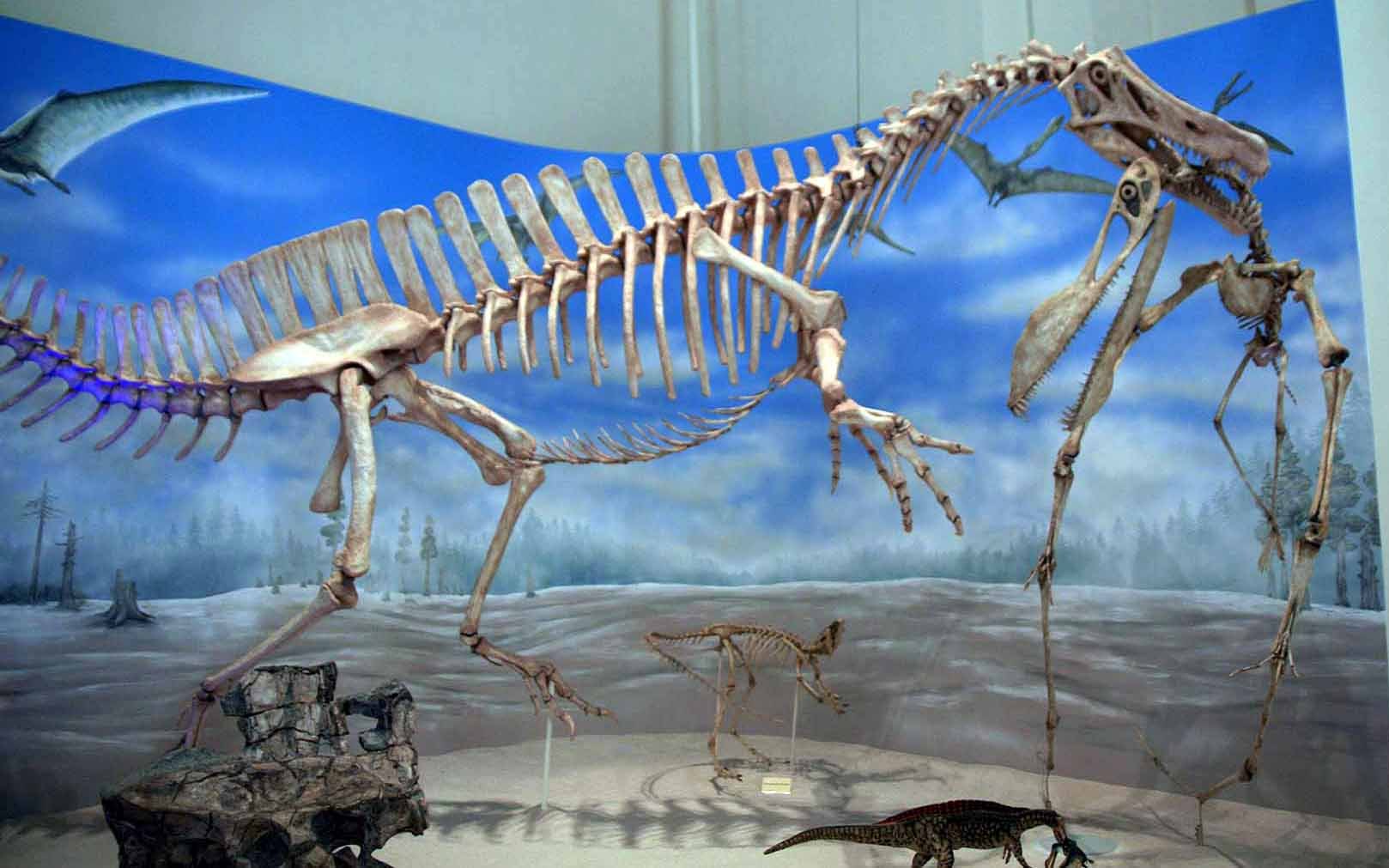
Esquelet d'espinosaure (Irritator)

Com a complement de la col·lecció es van realitzar reconstitucions artístiques d'animals prehistòrics, incloent pterosaures (Thalassodromeus sethi, Tupandactylus imperator) i dinosaures (Irritator, Unaysaurus tolentinoi), un model d'embrions amb ou de Tyrannosaurus rex, elaborat a partir de troballes a la Xina dels ous atribuïts a grans dinosaures carnívors, i panells amb reproduccions d'organismes que van habitar el mar en el període Devonià, que representaven els afloraments fòssils i éssers vius, entre altres elements de caràcter didàctic.

### Antropologia física
La col·lecció d'antropologia física del Museu Nacional, constituïda a mitjans del segle xix i contínuament ampliada des de llavors, estava formada per exemplars relacionats amb la història del procés evolutiu de l'home. Va conservar importants restes esquelètics humans de poblacions històriques i prehistòriques de Brasil i de diferents parts del món, sent especialment rellevant per als estudis sobre la colonització i la dispersió dels primers ocupants dels territoris brasilers i sud-americans. La col·lecció també tenia expressives col·leccions de caràcter històric, composta d'instruments, documents i materials iconogràfics que tractaven les característiques i la trajectòria de l'antropologia física a Brasil.
Destacaven les col·leccions de restes d'esquelets humans de més de vuitanta individus prehistòrics agrupats en una matriu sedimentària, trobats en una cova de la regió de Lagoa Santa (Minas Gerais). El material es va recollir al jaciment arqueològic de Lapa do Caetano el 1926, a càrrec de l'investigador Padberg-Drenkpol, en una expedició científica organitzada pel Museu Nacional. Mitjançant l'anàlisi de l'edat d'alguns dels exemplars trobats (de més de 10.000 anys), s'estima que la població a la qual pertanyen aquests individus representa una de les més antigues que habitava el continent americà.
També sota la custòdia del Museu Nacional es trobaven les restes de l'esquelet de Luzia (com s'anomenava el fòssil humà més antic que s'ha trobat a Amèrica), datades d'aproximadament d'11.500 a 13.000 anys aC. Les restes de Luzia (el crani i parts de l'os ilíac i el fèmur) van ser trobats a la dècada del 1970 en una cova al jaciment arqueològic de Lapa Vermelha, també a la regió de la Lagoa Santa, per una missió científica franco-brasilera, coordinada per Annette Laming-Emperaire i integrada per investigadors del Museu Nacional. El descobriment de Luzia va ser l'encarregat de revifar el debat teòric sobre els orígens de l'home americà, a causa de característiques peculiars de la seva morfologia cranial, interpretades com a evidències d'una immigració prèvia a l'ocupació del continent americà per les poblacions amb característiques morfològiques similars a les de les poblacions asiàtiques actuals.

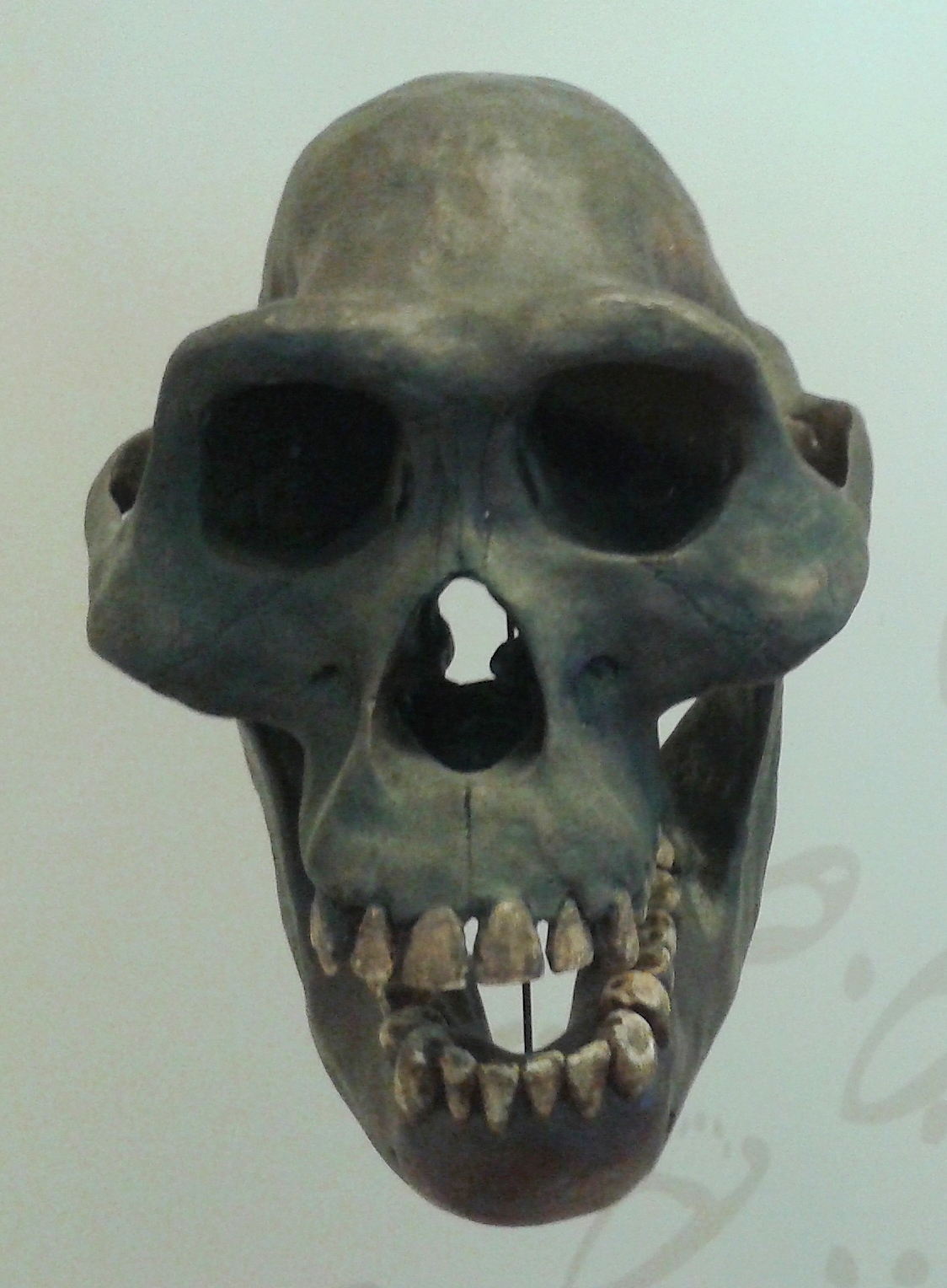
Crani i mandíbula d'Australopithecus afarensis (rèpliques)
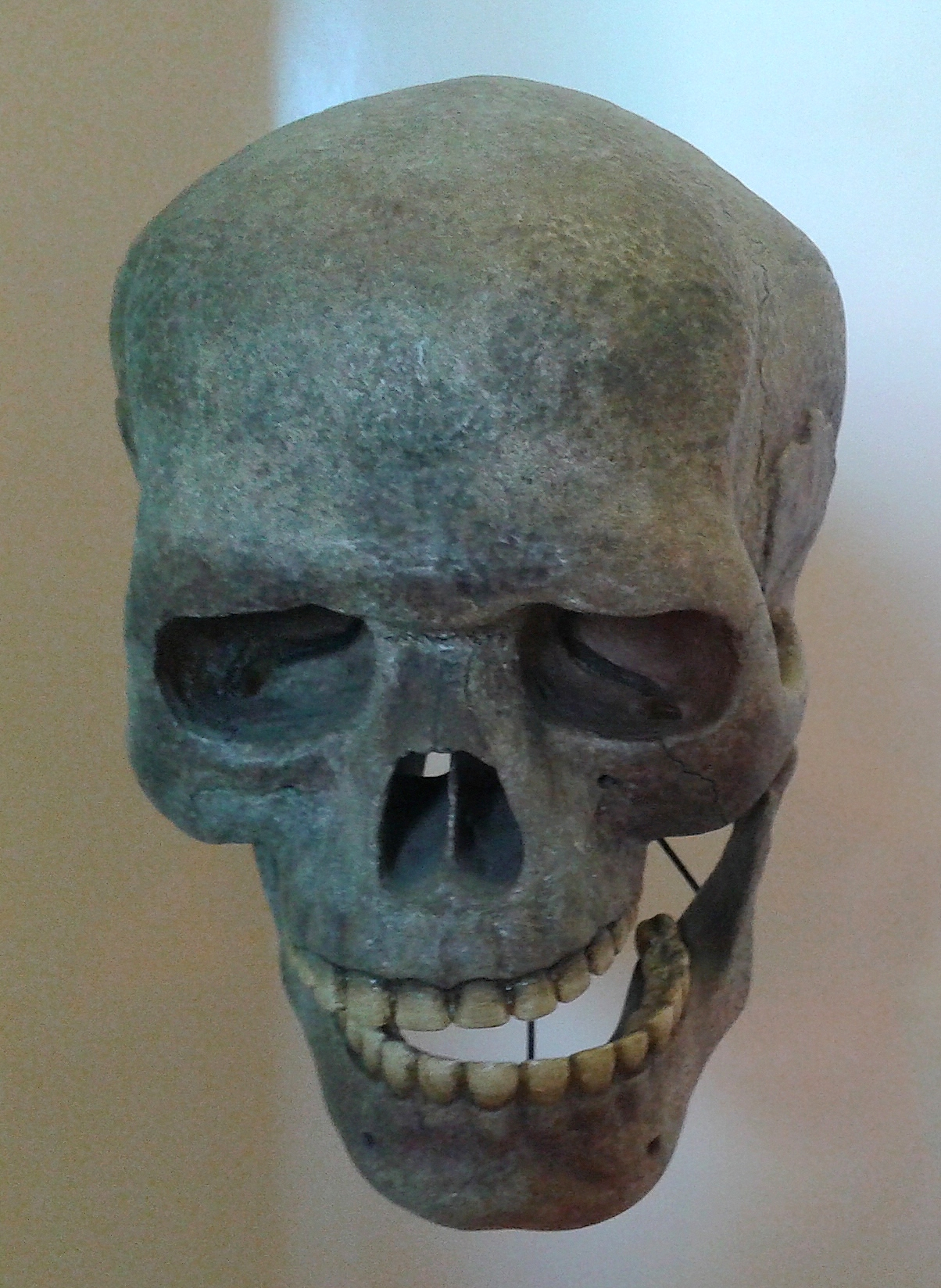
Crani i mandíbula d'Homo sapiens - Cro-Magnon (rèpliques)
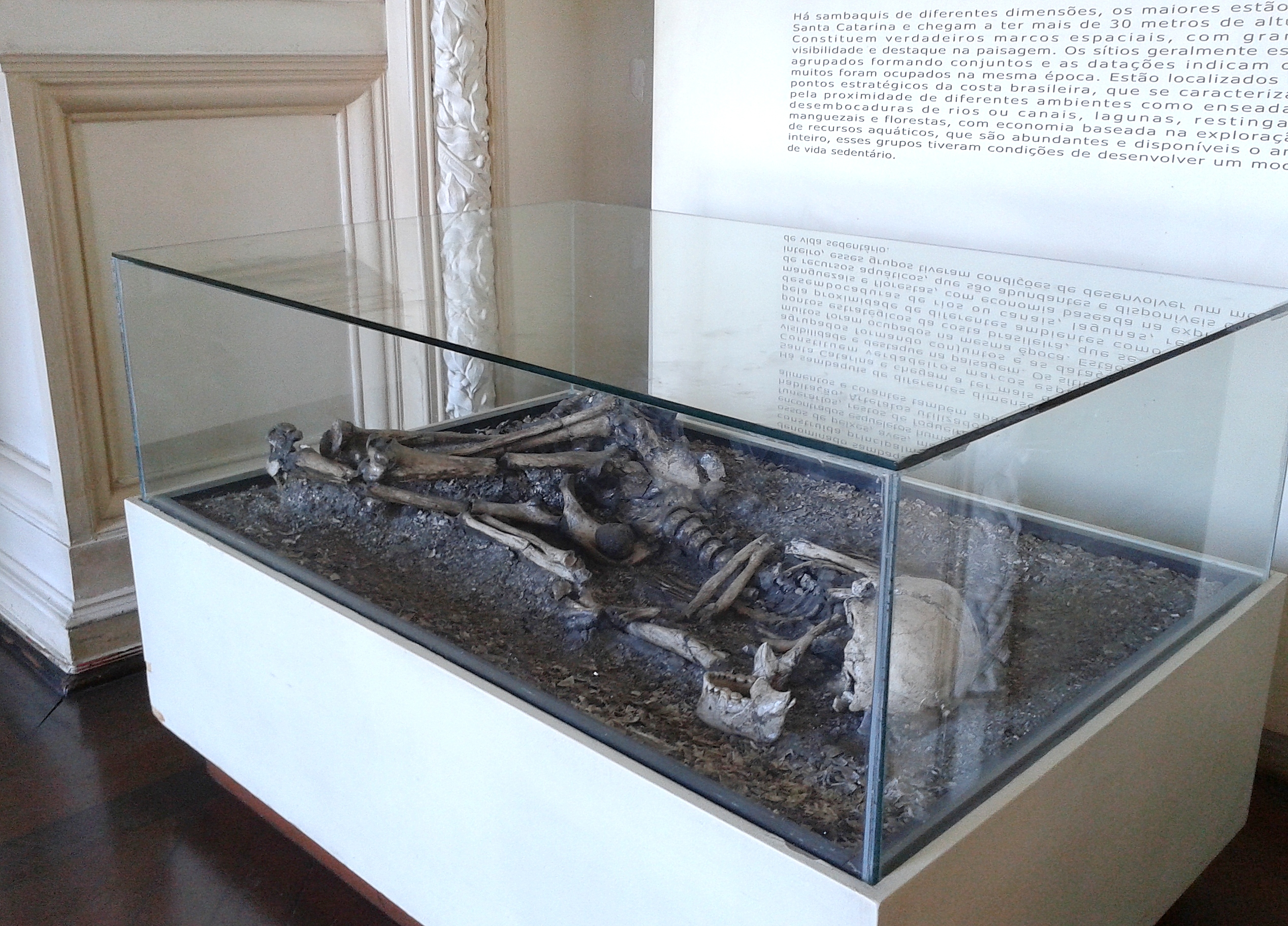
Tall de køkkenmødding amb ossos humans
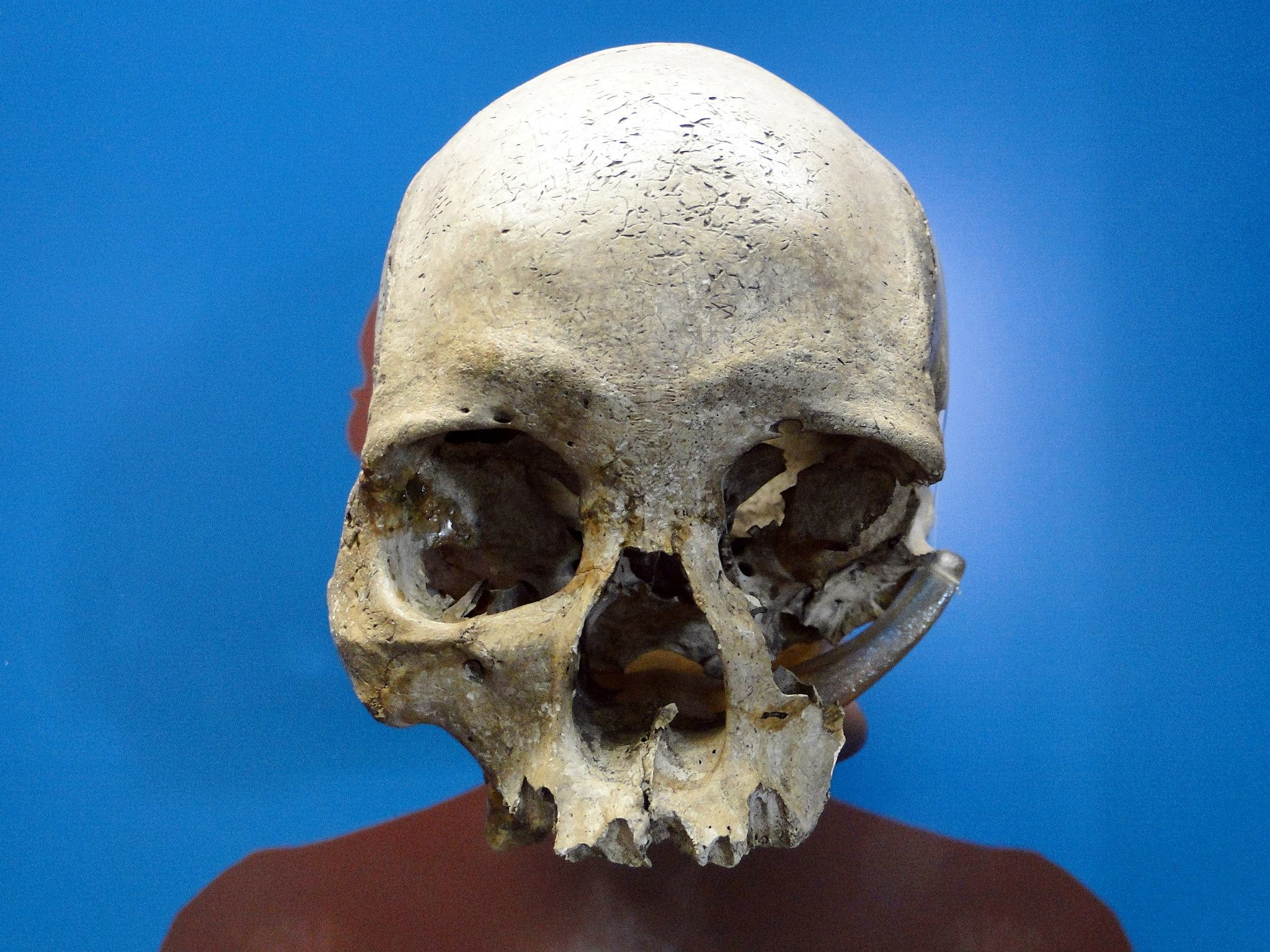
Crani de Luzia (c. 11.500-13.000 aC). Lapa Vermelha IV, Lagoa Santa, Minas Gerais
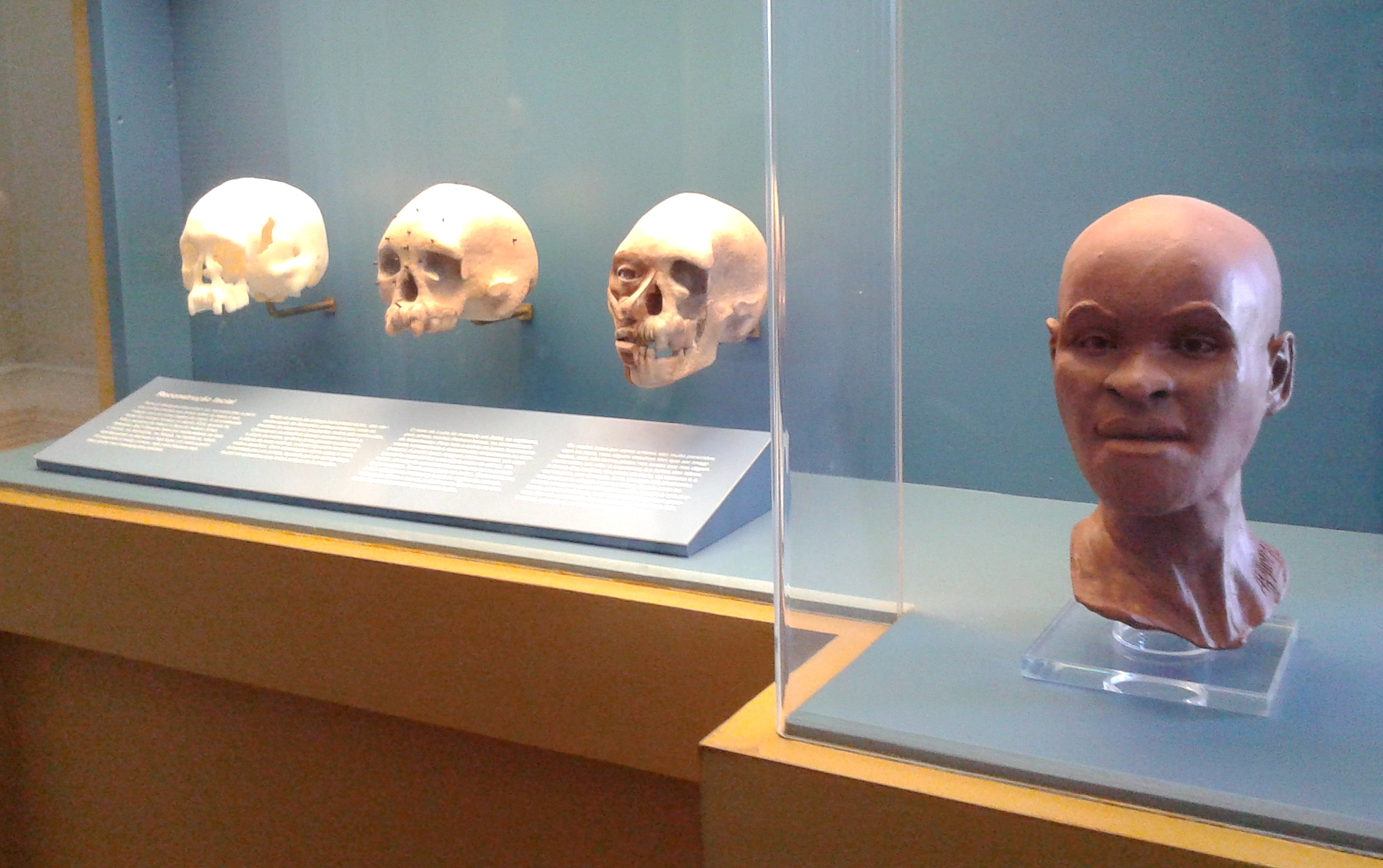
Reconstitució de la cara de Luzia

La recopilació de materials didàctics pretenia presentar l'evolució humana a través de còpies, reconstitucions i panells. Hi havia ítems relacionats amb el «nen de Turkana» (Homo ergaster), un dels descobriments arqueològics més importants del segle xx, que consistia en l'esquelet d'un nen d'uns dotze anys en excel·lents condicions, i rèpliques dels cranis de diversos homínids: Australopithecus afarensis, Homo habilis, Homo erectus, Homo sapiens arcaic i home de Neandertal. Finalment, la reconstrucció de la cara de Luzia, realitzada en cooperació amb l'equip del Dr. Richard Neave de la Universitat de Manchester, l'any 2000.

### Arqueologia
La col·lecció d'arqueologia del Museu Nacional, composta per més de 100.000 objectes, va destacar per la seva diversitat cultural i va reunir peces de gran importància de diverses civilitzacions que habitaven a Amèrica, Europa i Àfrica, des del Paleolític fins al segle xix. La col·lecció es va subdividir en quatre col·leccions principals: arqueologia egípcia, arqueologia mediterrània, arqueologia precolombina i arqueologia brasilera (aquesta última muntada sistemàticament des de 1867 i que es componia no només del segment més ben representat de la col·lecció, sinó també de la col·lecció més important en la seva tipologia, que abastava de forma enciclopèdica la prehistòria del Brasil i albergava alguns dels registres materials més destacats produïts durant aquest període).

#### Antic Egipte
Amb més de 700 ítems, la col·lecció d'arqueologia egípcia del Museu Nacional va ser la més gran d'Amèrica Llatina i la més antiga d'Amèrica. La major part de les peces van entrar a la col·lecció del museu el 1826, quan Nicolau Fiengo va portar de Marsella una col·lecció d'antiguitats egípcies que van pertànyer al famós explorador italià Giovanni Battista Belzoni, responsable de l'excavació de la necròpolis de Tebes (actual Luxor) i el temple de Karnak. Originalment, aquesta col·lecció tenia com a destí l'Argentina, possiblement per ordre del llavors president d'aquest país, Bernardino Rivadavia, creador de la Universitat de Buenos Aires i gran entusiasta dels museus. Però un bloqueig a Riu de la Plata va impedir que Fiengo finalitzés el viatge, obligant-lo a viatjar de Montevideo cap a Rio de Janeiro, on les peces es van subhastar. Pedro I va adquirir la col·lecció completa per cinc milions de réis i la va donar al Museu Nacional. S'especula si el gest de Pedro I va ser influenciat per José Bonifácio de Andrada e Silva, un destacat membre de la maçoneria, potser motivat per l'interès que aquesta associació té per la iconografia egípcia.
La col·lecció iniciada per Pedro I va ser engrandida pel seu fill Pedro II, egiptòleg aficionat i col·leccionista de peces d'interès arqueològic i etnogràfic. Entre les novetats més importants de la col·lecció del museu egipci originat per Pedro II, va ser el sarcòfag de fusta policromada de la cantant Sha-amun-en-su, del Baix imperi d'Egipte, ofert com un regal a l'emperador durant el seu segon viatge a Egipte, el 1876, pel khediv Ismaïl Paixà. El sarcòfag mai va ser obert, mantenint la mòmia de la cantant a l'interior, característica que li donava una raresa notòria. Posteriorment, la col·lecció es va enriquir a través de compres i donacions, de manera que a partir del principis del segle xx la col·lecció va tenir una rellevància arqueològica que va cridar l'atenció dels investigadors internacionals, com Alberto Childe, que va ocupar el càrrec de conservador d'arqueologia del Museu Nacional entre 1912 i 1938, i la publicació de la Guia das Coleções de Arqueologia Clássica do Museu Nacional (Guia de les col·leccions d'arqueologia clàssica del Museu Nacional) el 1919.

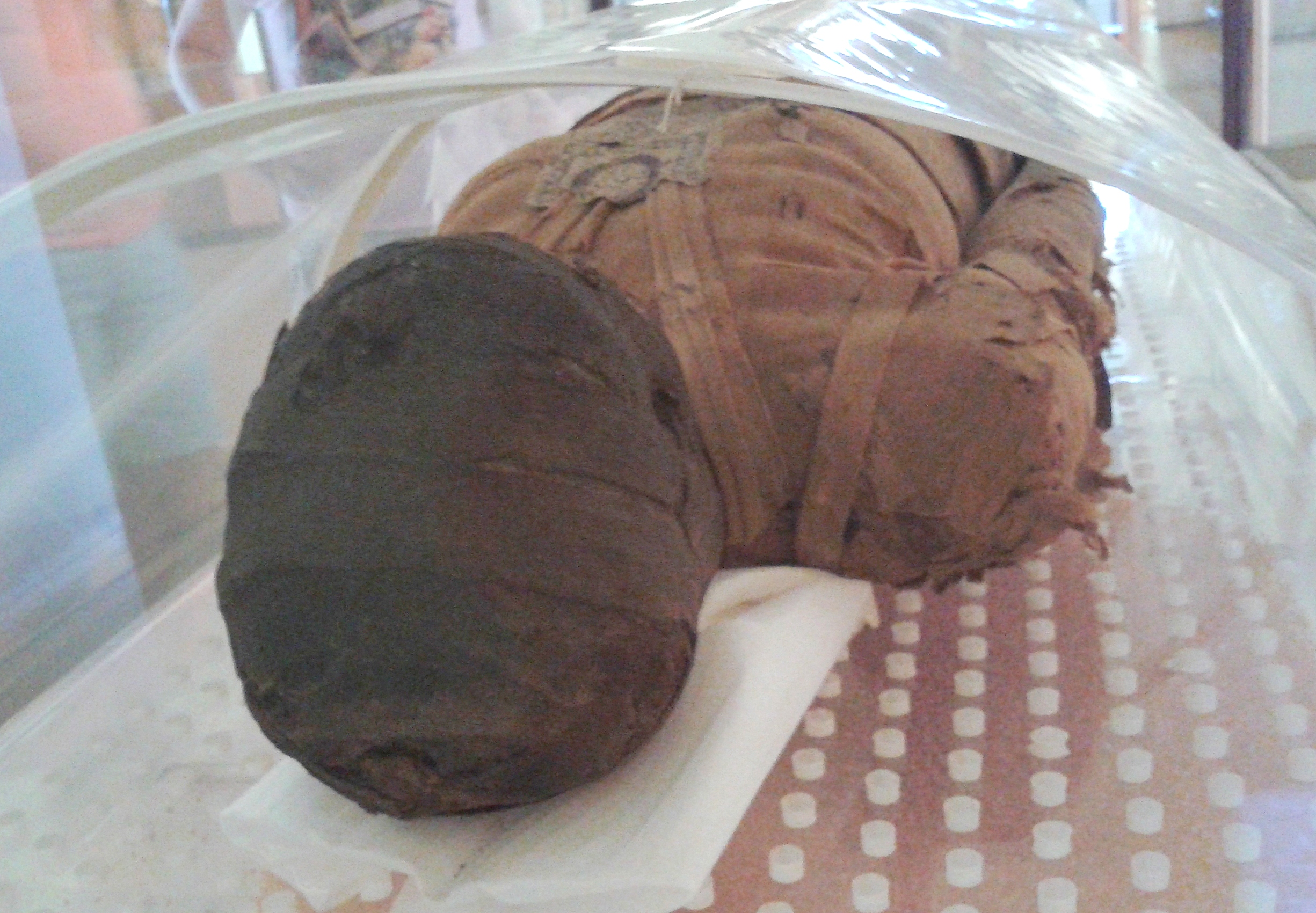
Mòmia de la princesa Kherima. Egipte, Període romà, s. -

Destacaven altres tres sarcòfags del Tercer període intermedi i Baixa imperi pertanyents als sacerdots d'Amon (Hori, Pestjef i Harsiese), a més de l'esmentat de Sha-amun-en-su. El museu també conservava sis mòmies humanes (quatre adults i dos nens), i una petita col·lecció de mòmies d'animals (gats, ibis, peixos i petits cocodrils). Entre els espècimens humans, es va destacar una mòmia femenina de l'època romana considerada rara per la tècnica de preparació, que només són conegudes vuit de similars al món; anomenada «Princesa del Sol» o «Princesa Kherima», la mòmia tenia les extremitats i els dits dels peus i les mans embenades individualment i estava ricament adornada amb ratlles pintades. Va ser un dels ítems més populars del museu, i fins i tot es va relacionar amb els informes d'experiències psíquiques i tràngols col·lectius que suposadament es van produir en la dècada del 1960. Kherima també va inspirar la novel·la El misteri de la mòmia d'Everton Ralph, membre de la Societat Rosa-Creu.
La col·lecció d'esteles votives i funeràries estava formada per desenes d'exemplars que daten, majoritàriament, del període intermedi i Baix imperi. Destacat les esteles de Raia i Haunefer, que tenen títols d'origen semita presents en la Bíblia i en les tauletes cuneïformes de Mari, així com una estela inacabada atribuïda a l'emperador Tiberi, del període romà. També va ser la vasta col·lecció d'uixebti, petites figures que representen als servidors funeraris, sent especialment rellevants les que pertanyen al faraó Seti I, excavades de la seva tomba a la Vall dels Reis. Encara en el context de peces rares, que mereix esmentar una petita estàtua calcària pintada d'un jove, que data de l'Imperi Nou, que mostra un con de perfum sobre el cap (una iconografia que es troba gairebé exclusivament en pintures i relleus). Com a complement de la col·lecció, hi havia fragments de relleus, màscares, petites estàtues de bronze, pedra i fusta de divinitats (incloent representacions de Ptah-Sokar-Osiris), vasos canopis, bols d'alabastre, cons funeraris, joies, amulets i peces funcionals de diversos tipus.

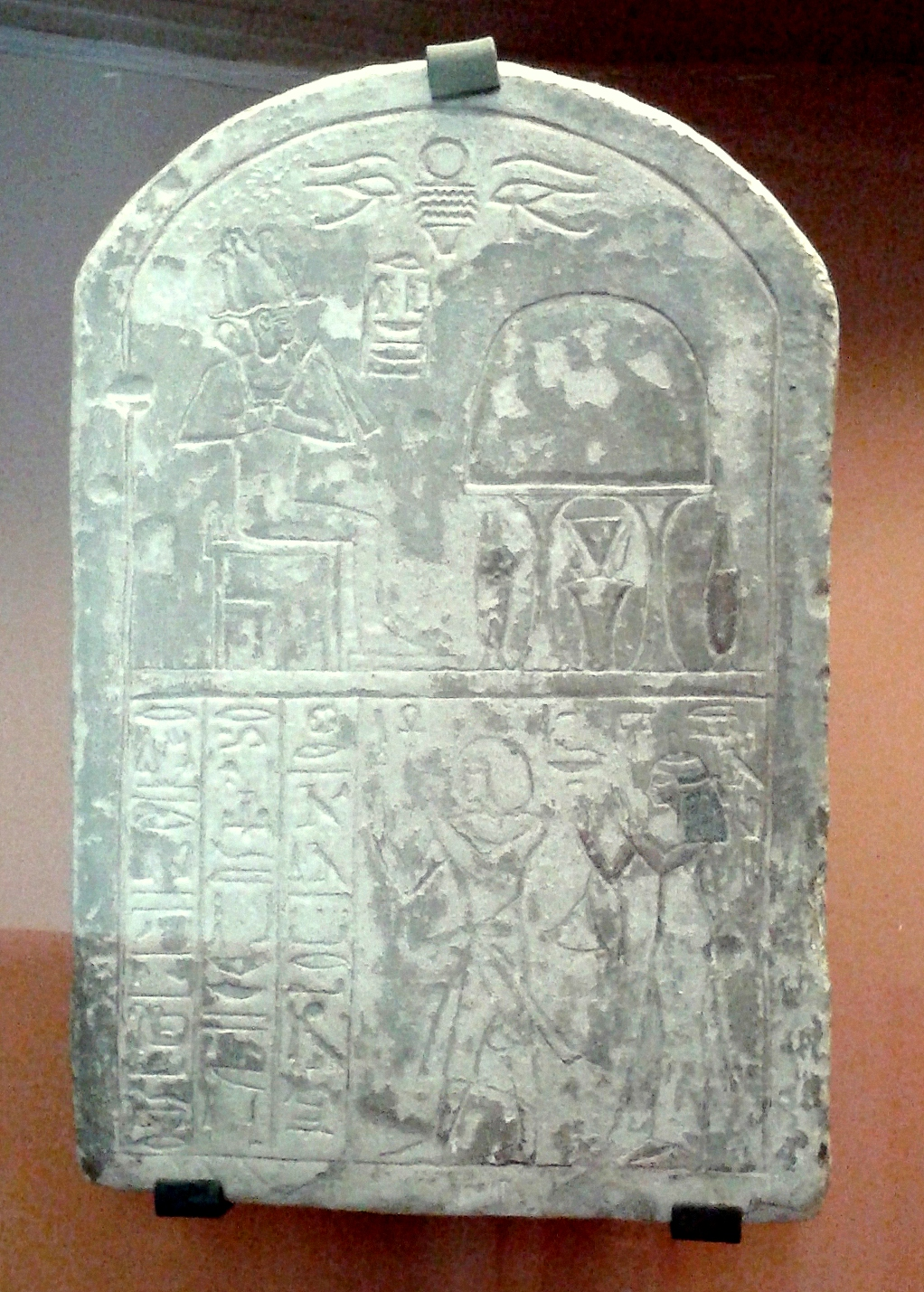
Estela de Raia, Imperi Nou, c. 1300-1200 aC
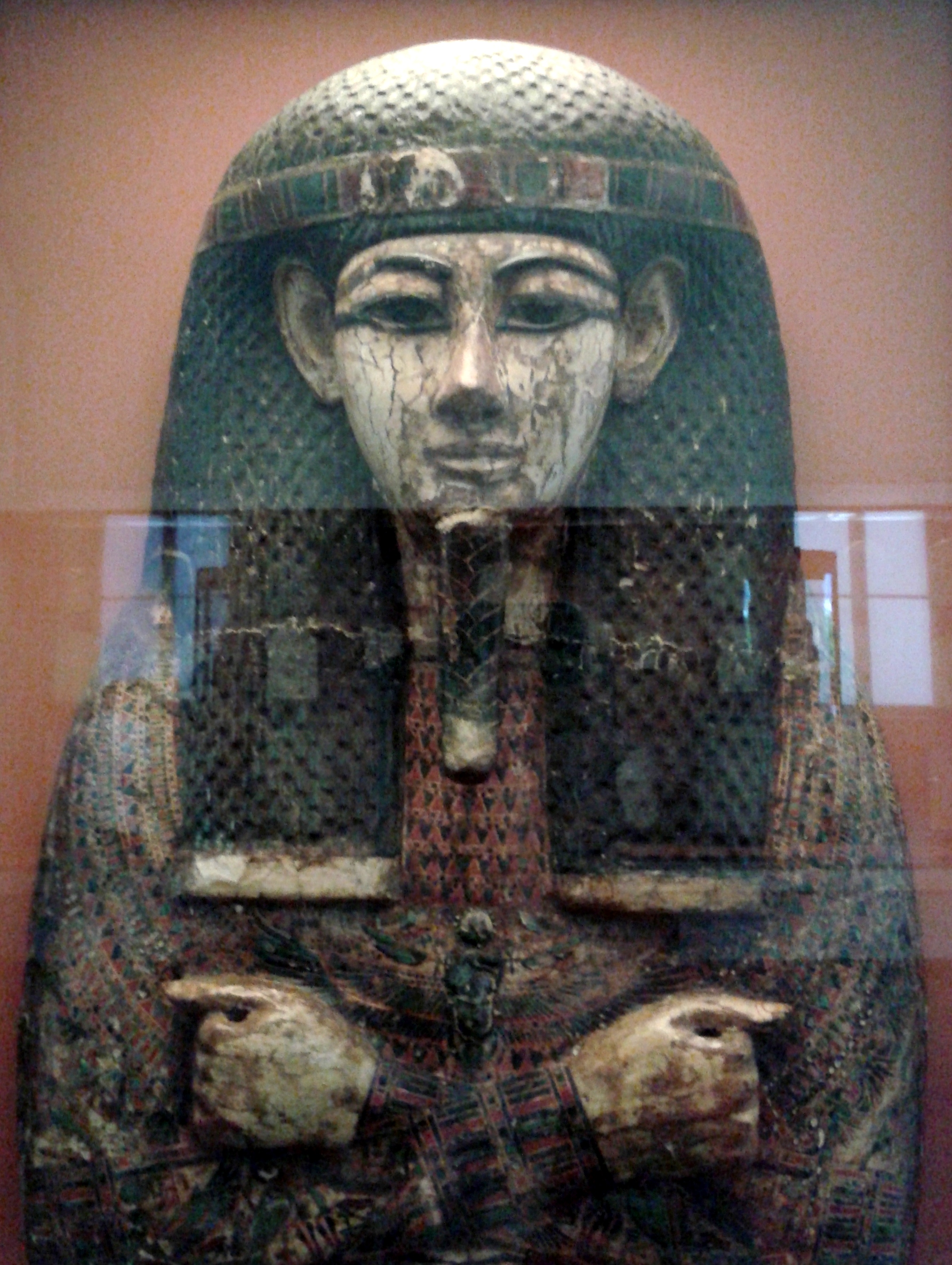
Sarcòfag d'Hori, Tercer període intermedi, c. 1049-1026 aC
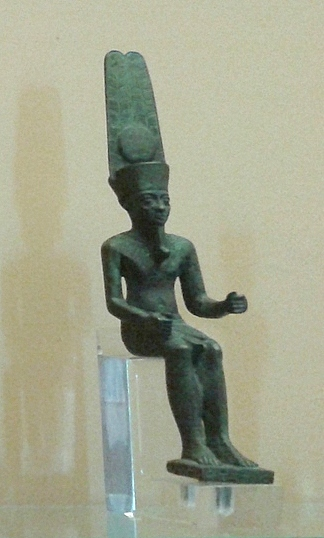
Petita estàtua de bronze d'Amon
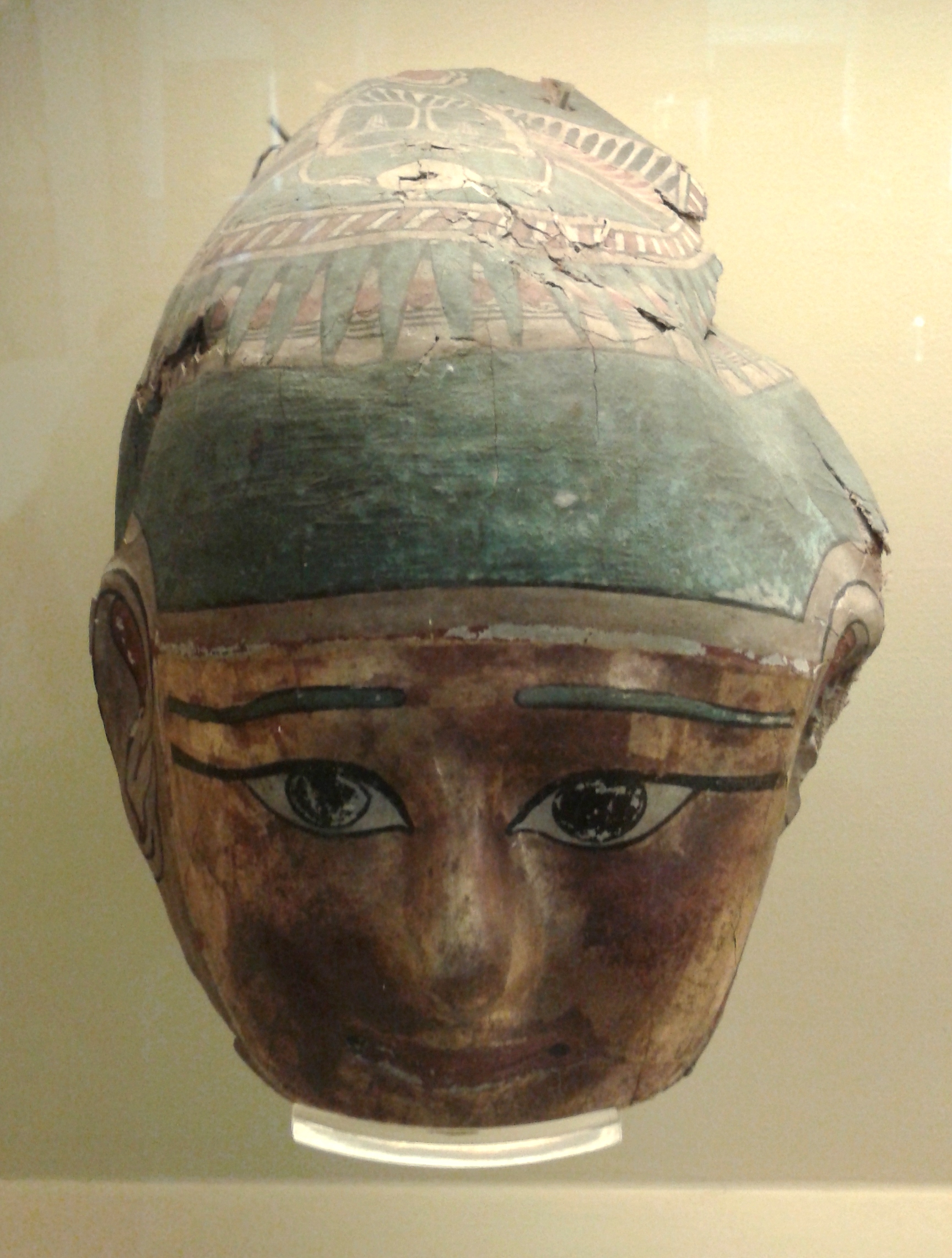
Màscara daurada. Període ptolemaic, c. 304 aC

#### Cultures del Mediterrani

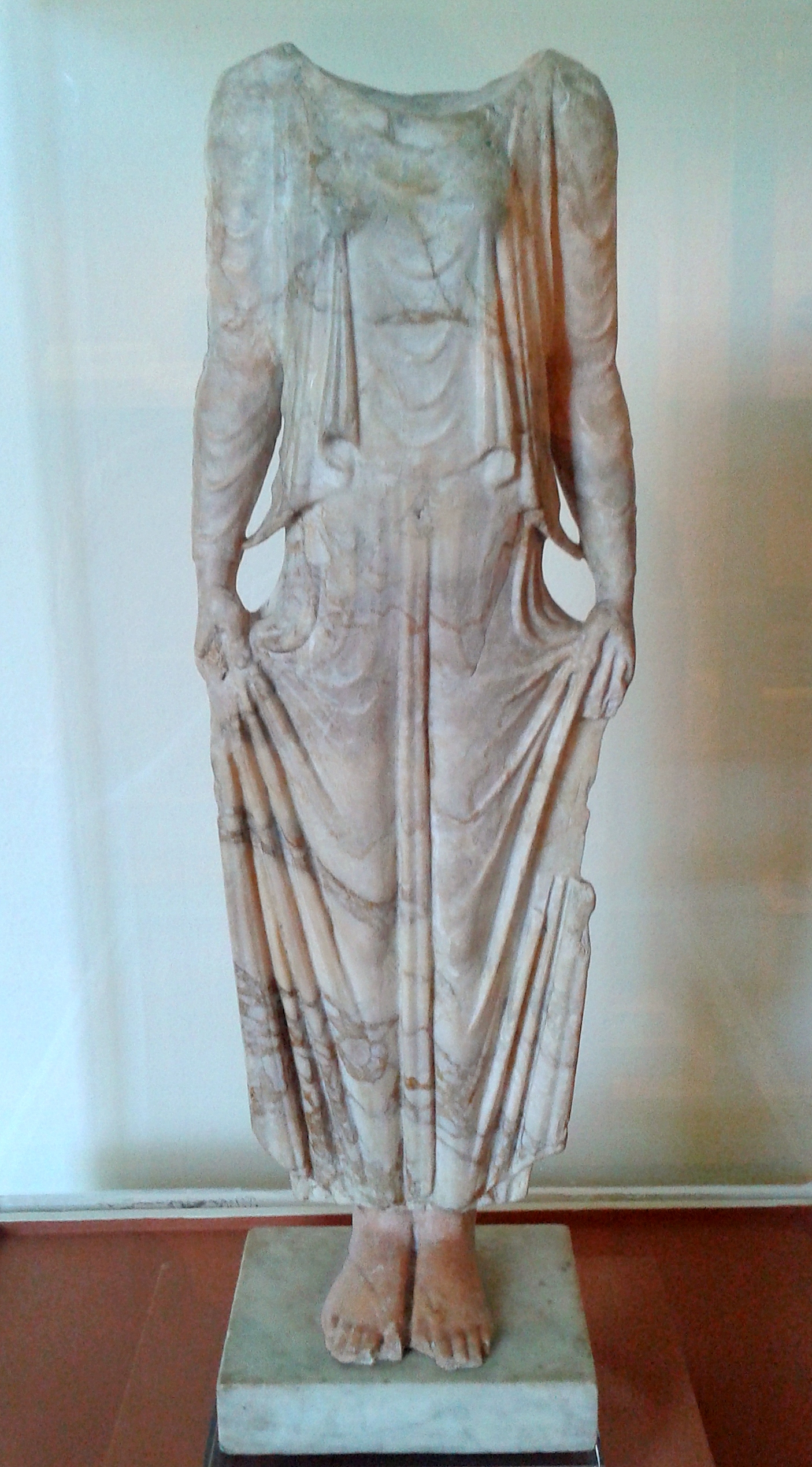
Petita estàtua «Cora». Civilització grega o romana, o posterior

La col·lecció d'arqueologia clàssica del Museu Nacional consistia en aproximadament 750 peces, la major part de les civilitzacions grega, romana, etrusca i italiotes, sent la més gran d'Amèrica Llatina. Gran part d'aquesta col·lecció corresponia a la col·lecció grecoromana de l'emperadriu Teresa de Borbó-Dues Sicílies, interessada en l'arqueologia des de la seva joventut. Quan va desembarcar a Brasil el 1843, poc després del seu matrimoni amb Pedro II, l'emperadriu va portar amb ella una col·lecció d'obres recuperades d'excavacions a les antigues ciutats d'Herculà i Pompeia, destruïdes l'any 79 per una erupció del volcà Vesuvi. Algunes d'aquestes peces provenen de la col·lecció de la reina Carolina Murat, germana de Napoleó Bonaparte i esposa del rei de Nàpols, Joachim Murat.
A més, el germà de l'emperadriu, el rei Ferran II de les Dues Sicílies, va ordenar la represa de les excavacions iniciades al segle xviii a Herculà i Pompeia. Les peces recuperades van ser enviades al Reial Museu Borbònic de Nàpols. Amb l'objectiu d'augmentar la presència d'artefactes clàssics al Brasil i considerar la creació d'un futur museu d'arqueologia grecoromana en aquest país, l'emperadriu va establir intercanvis formals amb el Regne de Nàpols. Va demanar a Ferran II que enviés peces grecoromanes a Rio de Janeiro, mentre que ella li enviaria artefactes d'origen indígena a Itàlia. L'emperadriu també va finançar excavacions a Veïs, un jaciment arqueològic etrusc situat a quinze quilòmetres al nord de Roma, portant la major part dels objectes trobats a Brasil. La major part d'aquesta col·lecció es va formar entre 1853 i 1859, però va seguir sent enriquida per l'emperadriu fins a la caiguda de l'imperi el 1889, quan Teresa Cristina va abandonar el país.

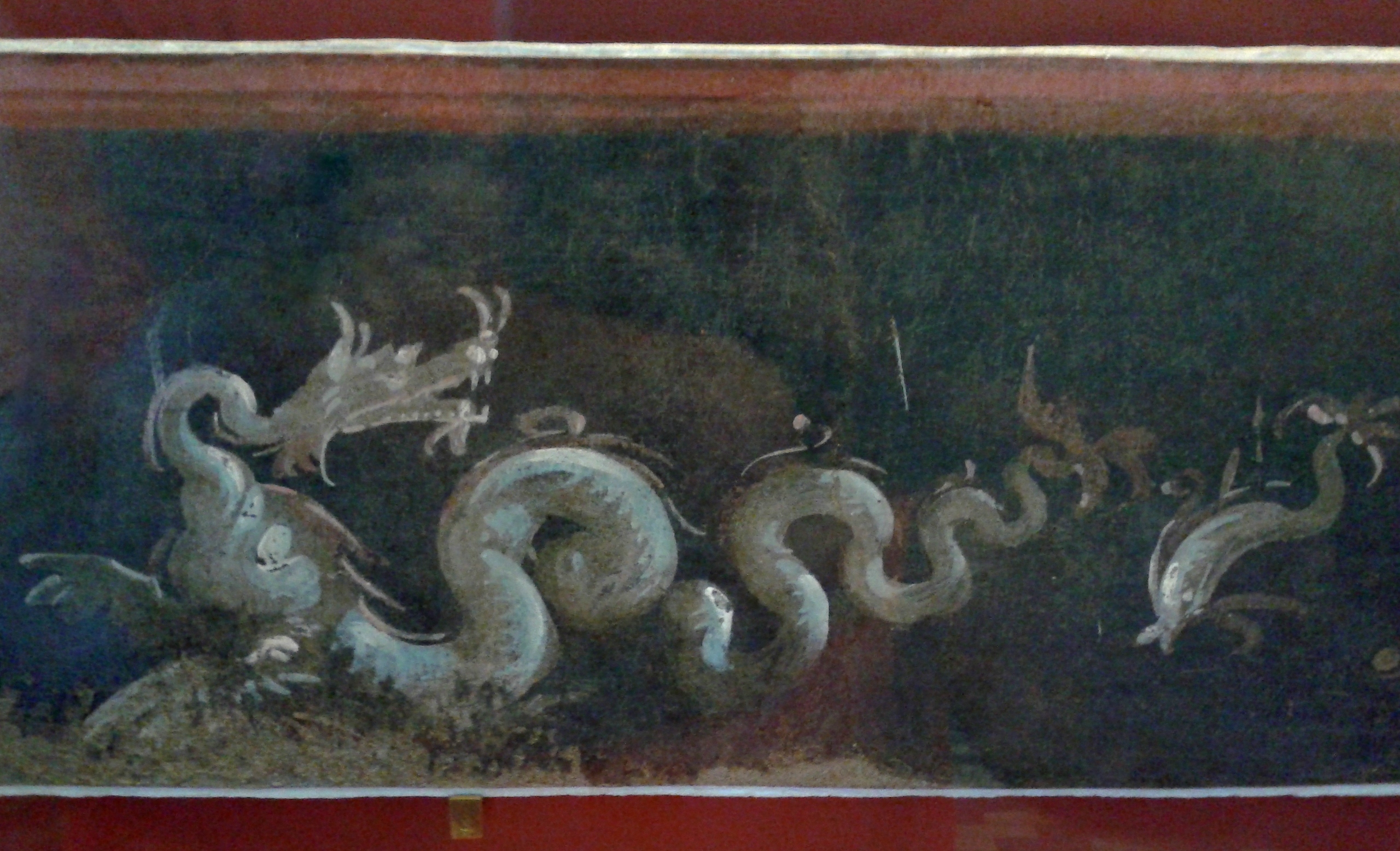
Detall de fresc del Temple d'Isis de Pompeia, que representa un drac marí i un dofí

Entre els elements destacats de la col·lecció es trobaven quatre frescos de Pompeia, executats al voltant del segle i. Dues d'aquestes peces estaven decorades amb motius marins, que representaven respectivament un drac i un cavallet de mar com a motius centrals i adornaven les parets inferiors des de la sala dels devots del Temple d'Isis. Els altres dos frescos tenien representacions de plantes, ocells i paisatges, aproximant-se estilísticament a les pintures d'Herculà i Estàbia. També de Pompeia hi va haver un gran conjunt de peces que representaven la vida quotidiana dels habitants: faldilles, joies, miralls i altres peces del tocador romà, vasos de vidre i bronze, amulets fàl·lics i llànties de terracota.
La vasta col·lecció de ceràmica estava formada per dotzenes d'objectes i estava marcada per la diversitat d'orígens, formes, decoracions i fins utilitaris. Els principals estils i escoles de l'antiguitat clàssica, de les ceràmiques geomètriques corínties del segle vii aC es representen a les àmfores romanes de terracota des de la primera era cristiana. Hi ha exemples de craters, enòcoes, kantharos, calzes, kyathos, hídries, lècits, askos i lekanides. Els buccheros etruscos (segles vii-iv aC), la ceràmica grega de figures negres (segles vii-v aC), la ceràmica de Gnathia (segle iv aC) i, sobretot, la gran col·lecció de ceràmica italiota de figures vermelles (segles v-iii aC) de la Pulla, Campània, Lucània i Magna Grècia.

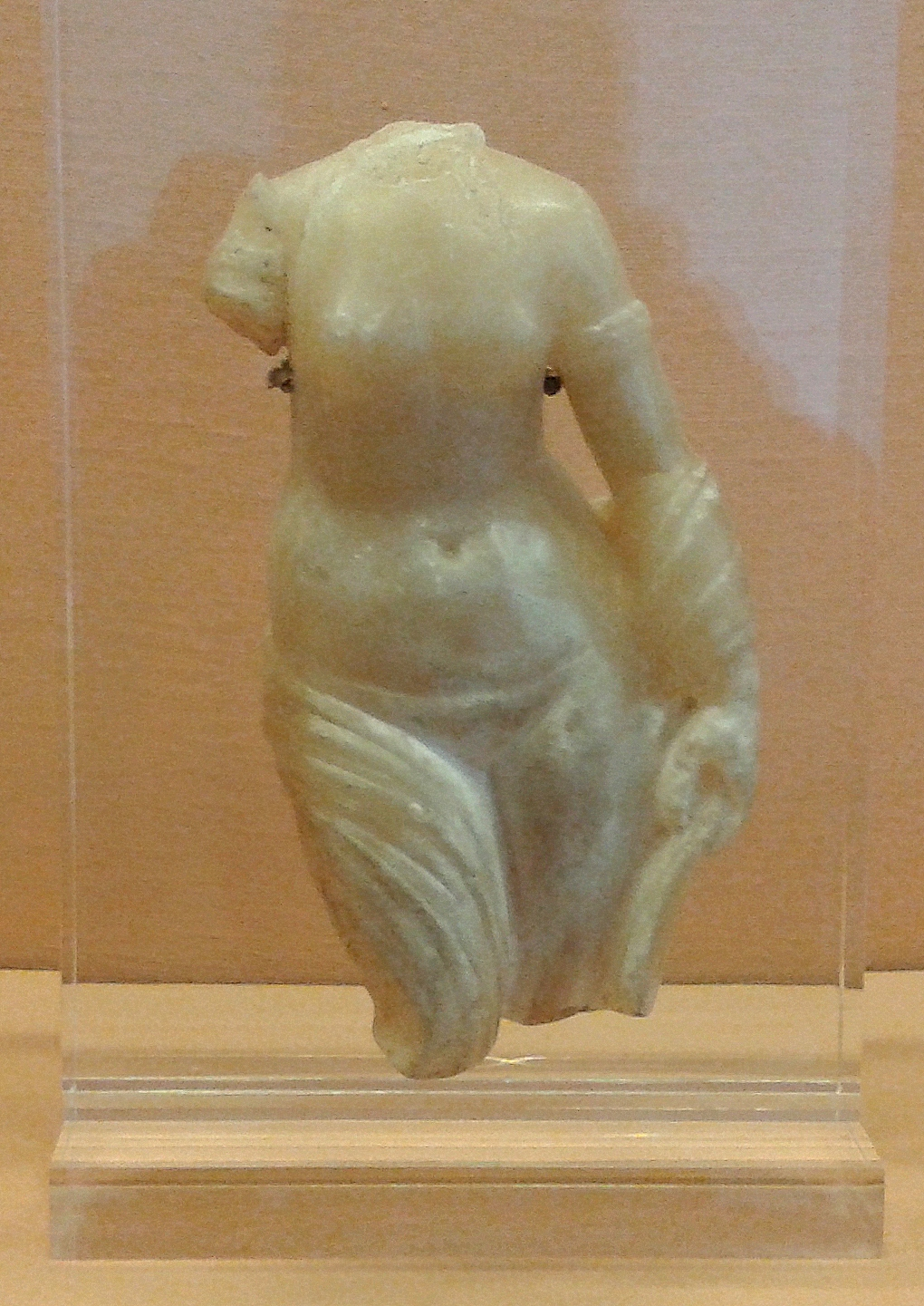
Venus o Leda. Escultura d'alabastre
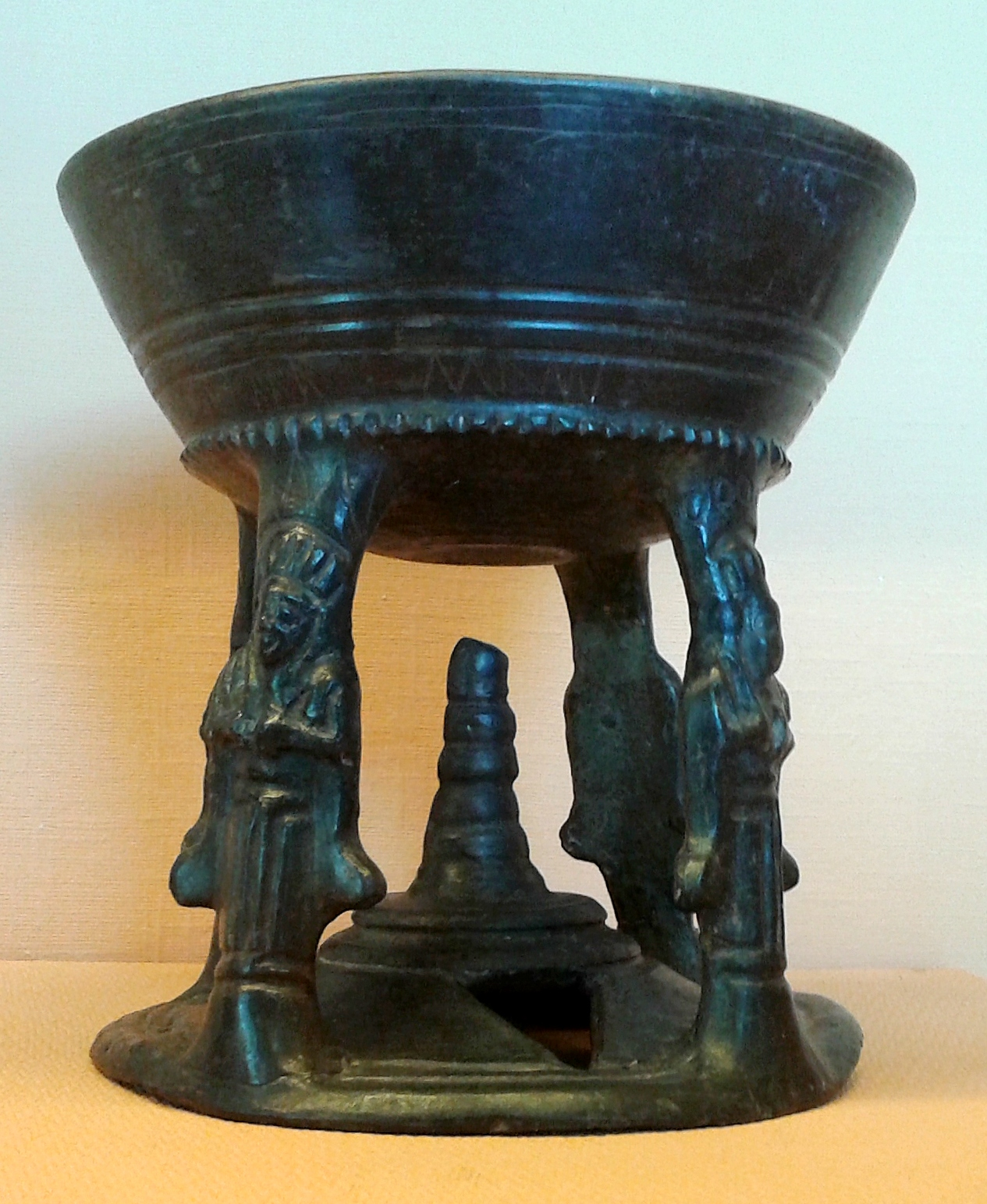
Calze amb cariàtides etrusques, segle vii aC
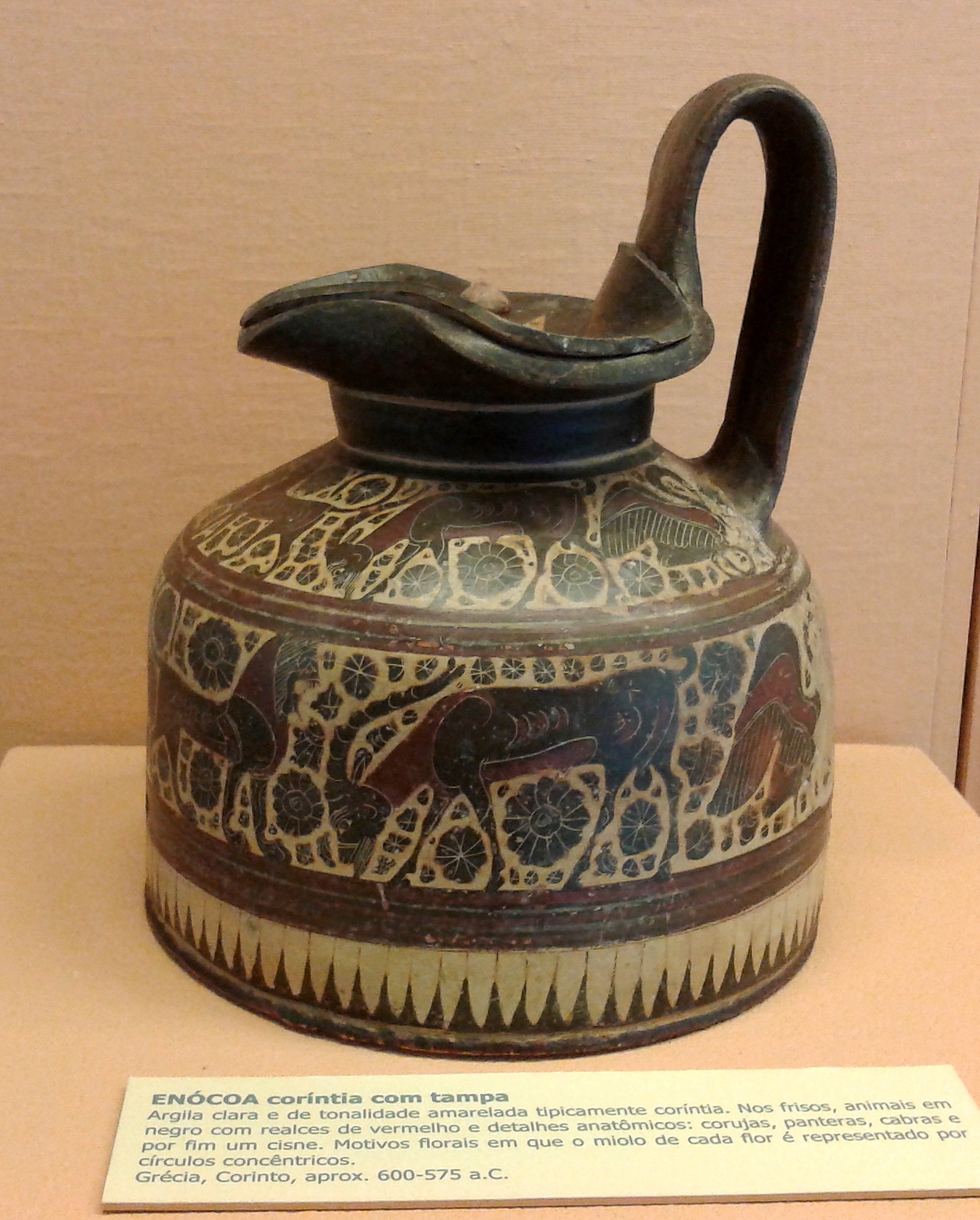
Enòcoa coríntia amb tapa, segle vi aC
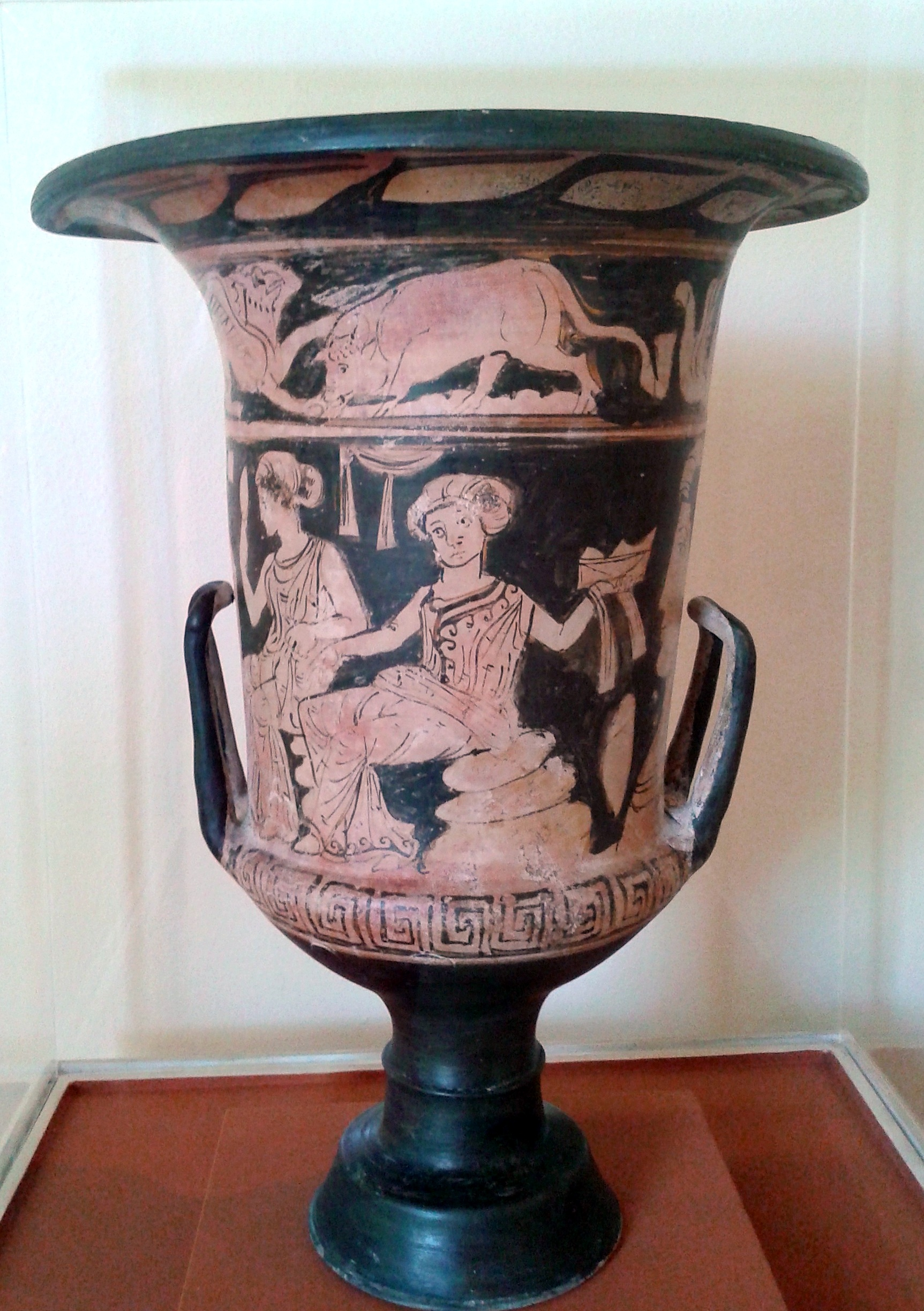
Crater en calze italiota de figures vermelles, segle iv aC

A la col·lecció d'escultures, un conjunt de tânagra (petites estàtues de terracota d'origen grec), es van popularitzar a partir del segle iv aC, així com una sèrie de miniatures etrusques de bronze que representaven guerrers i figures femenines. La col·lecció d'artefactes militars incloia fragments d'elms, maces, folres i fulles de bronze, fermalls i phalerae.

#### Amèrica precolombina
El Museu Nacional conservava un important conjunt d'aproximadament 1.800 artefactes produïts per les civilitzacions ameríndies durant l'època precolombina, així com les mòmies andines. Formada al llarg del segle xix, aquesta col·lecció es va originar a partir de les col·leccions de la família imperial brasilera, especialment la col·lecció Pedro II, i posteriorment es va ampliar a través de compres, donacions, intercanvis i activitats de camp. A finals del segle xix, la col·lecció ja gaudia de prestigi considerable, fins al punt de ser citada, amb motiu de la inauguració de l'Exposició Antropològica de 1889, com una de les col·leccions antropològiques més grans d'Amèrica del Sud.

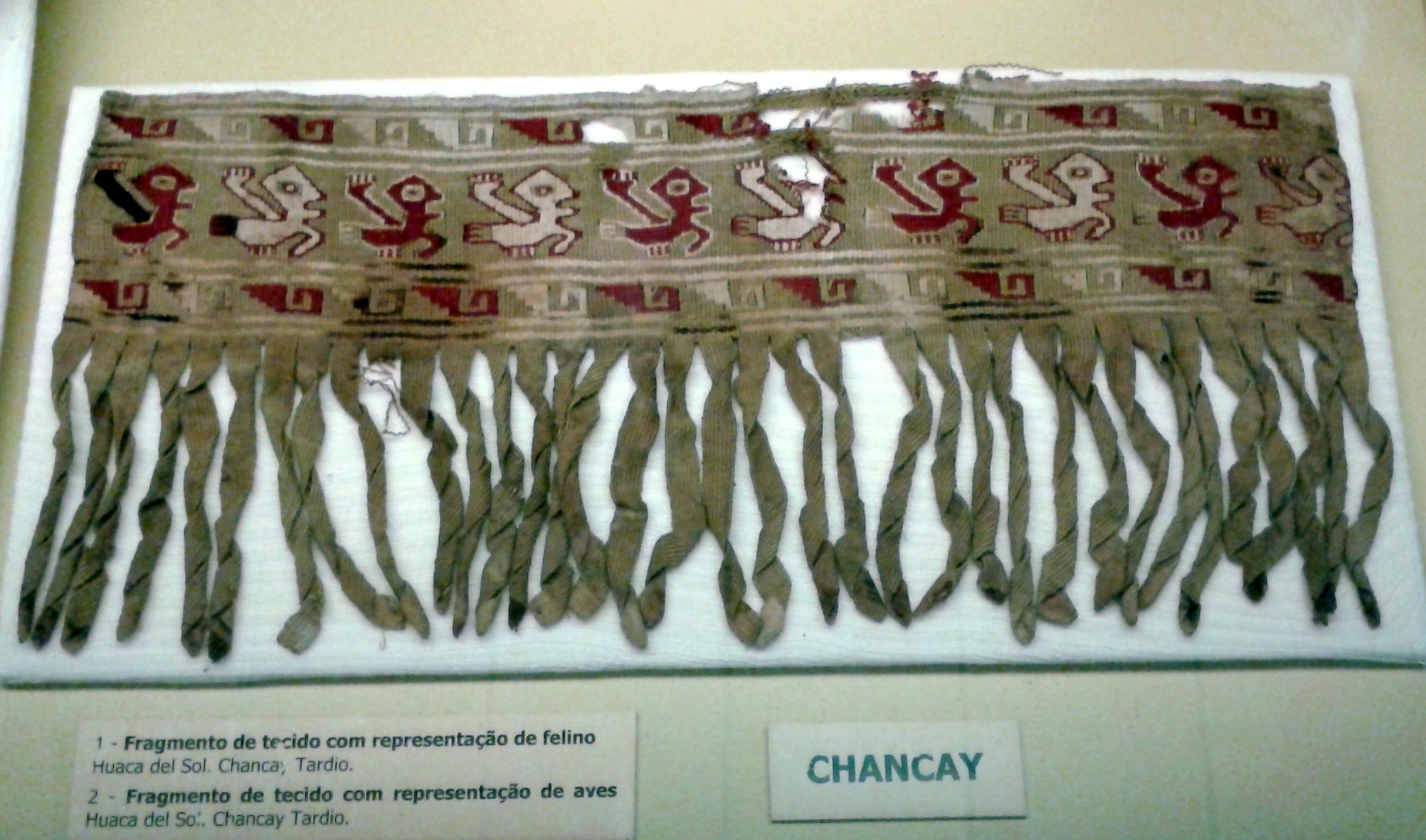
Cultura Chancay. Fragment de tela amb representació d'aus procedent de l'Huaca del Sol. Època tardana, c. 1200-1400 d.C

La col·lecció estava formada, sobretot, per objectes representatius de les produccions tèxtils, ceràmiques, metal·lúrgica, plomes i lítica dels pobles andins (cultures de Perú, Bolívia, Xile i Argentina) i, en menor mesura, de les cultures amazòniques (incloent una rara col·lecció d'artefactes de Veneçuela) i mesoamericana (cultures de Mèxic i Nicaragua). Es va cobrir molts aspectes de la vida diària, l'organització social, la religió i la imaginació de les civilitzacions precolombines, exemplificades a partir dels seus aspectes utilitaris més bàsiques (roba, adorns corporals, armes) per produir materials més refinats i impregnats de sentit artístic (instruments musicals i de càlcul, peces d'ús ritual, ceràmica figurativa…). La dinàmica de les xarxes d'intercanvi i difusió ideològica entre els diferents pobles de la regió és una altra característica important de la col·lecció, i es pot notar no només en les similituds de patrons decoratius i sentit estètic de les obres, sinó també en temes comuns en la producció de gairebé tots els grups, com la representació de les plantes, els animals nocturns (ratpenats, serps, mussols…) i éssers associats amb els fenòmens i elements de la natura.
Destacaven per la representativitat de la col·lecció, en el context de les cultures andines:
- La civilització nazca, que va florir al sud de Perú a partir del segle iii, de la qual el museu conservava un ampli conjunt de fragments de teixits amb representacions d'animals (especialment llames), éssers fantàstics, figures humanes, plantes i patrons geomètrics;[73]
- La civilització moche, que habitava la costa nord del Perú entre els inicis de l'era cristiana i el segle viii, constructors de grans complexos cerimonials, piràmides i temples gegants, de la qual es conservaven ceràmiques figuratives d'alta qualitat tècnica i artística, vasos zoomorfs, antropomòrfics i globulars, a més de treballs d'orfebreria;[75][76]
- La cultura wari, que habitava la costa central del Perú a partir del segle v, representada per vasos antropomorfs de ceràmica i fragments de teixits;[76]
- La cultura lambayeque, que es va originar a la regió homònima del Perú al segle viii, de la qual el museu conservava exemplars tèxtils, ceràmics i metal·lúrgics;[77]
- La cultura chimú, que va florir a partir del segle x a la vall del riu Moche, representada per un grup de ceràmiques zoomòrfiques i antropomòrfiques característicament fosques, obtingudes amb cremades, i inspirades pels elements estilístics dels pobles Moche i Wari, així com per teixits amb motius diversos;[78][79]
- La cultura chancay, que es va desenvolupar durant els períodes Intermedi i Tardà a les valls dels rius Chancay i Chillon, representada per un conjunt de ceràmica antropomòrfica (de color característicament fosc, amb parts de color clar i pintures marrons), i sofisticats exemples de teixit amb motius animals i vegetals (com una capa gran de tres metres de longitud);[64][80]
- La civilització inca, que va sorgir a segle xiii i es va consolidar com el major imperi de l'Amèrica precolombina al segle següent, representada en la col·lecció mitjançant exemples de ceràmiques figuratives i vasos amb decoracions geomètriques (aríbal inca), figures en miniatura d'éssers humans i llames fetes amb aliatges metàl·lics d'or, plata i coure, miniatures de roba inca per a ús ritual, adorns de plomes, quipus, mantells, túniques i teixits variats.[81][82]

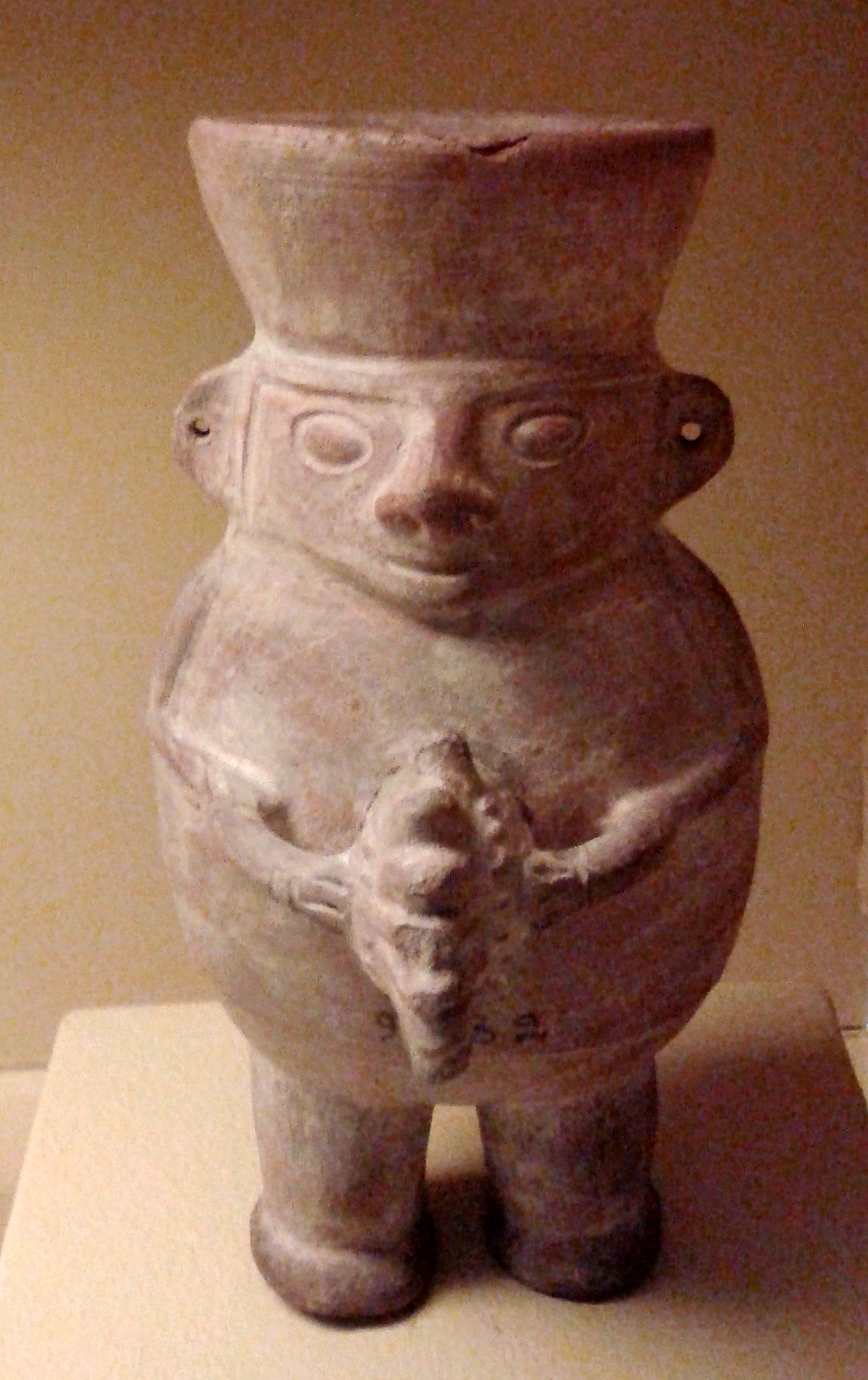
Cultura wari. Figura antropomorfa de ceràmica, 500-1200
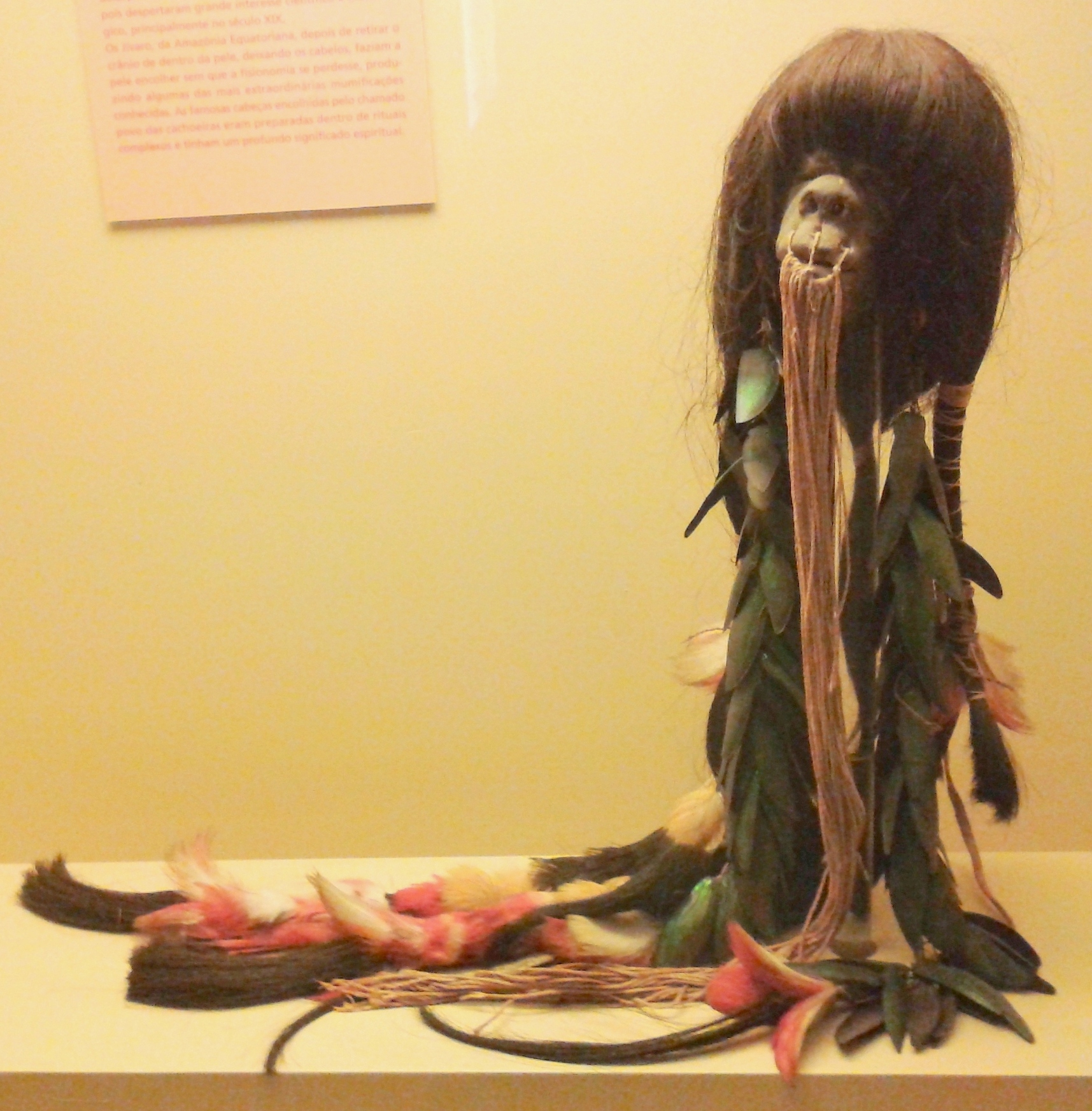
Cap encongit i momificat pel poble Shuar
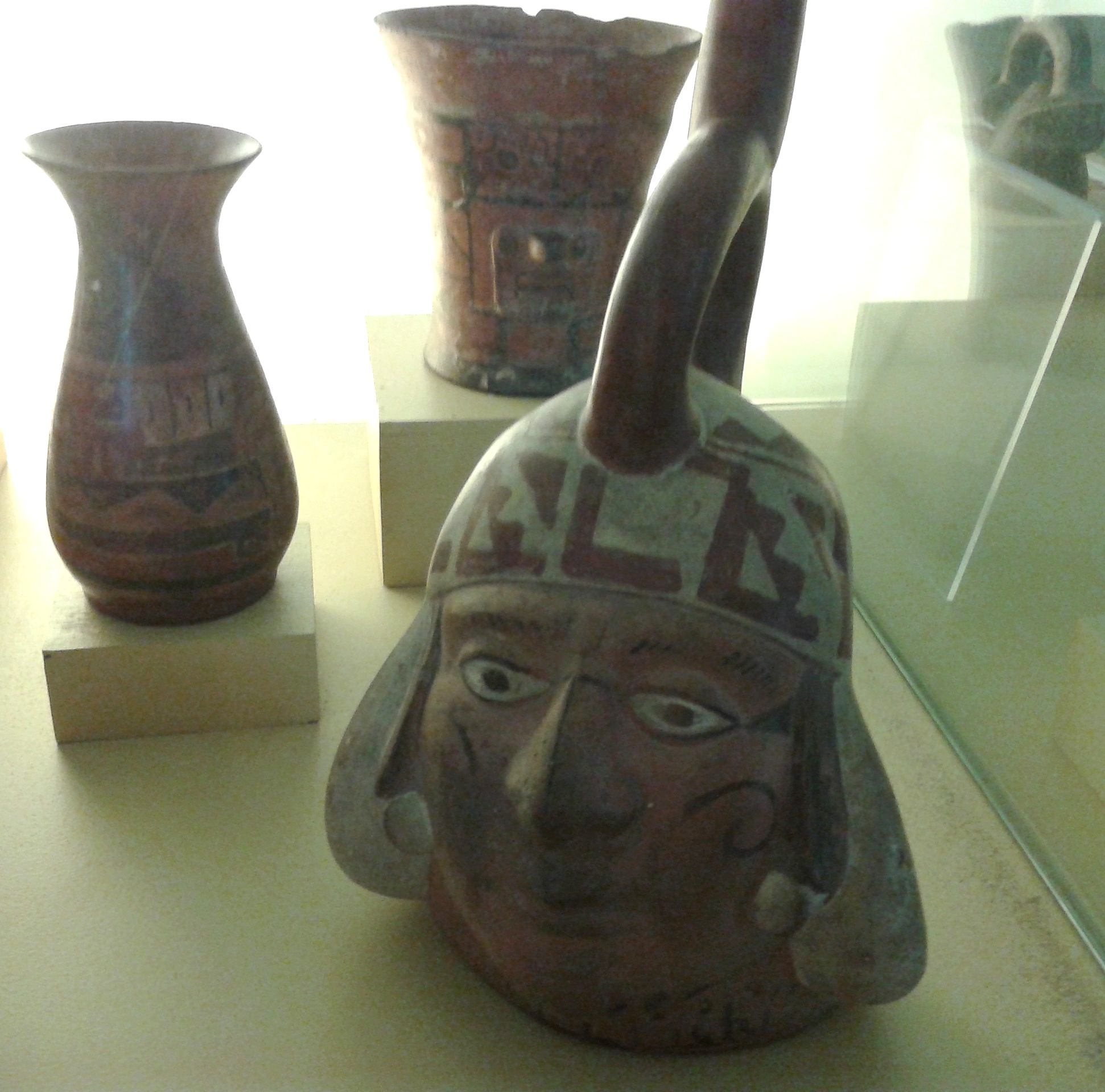
Civilització moche. Peça de ceràmica en forma de cap, c. 100 aC - 800 dC
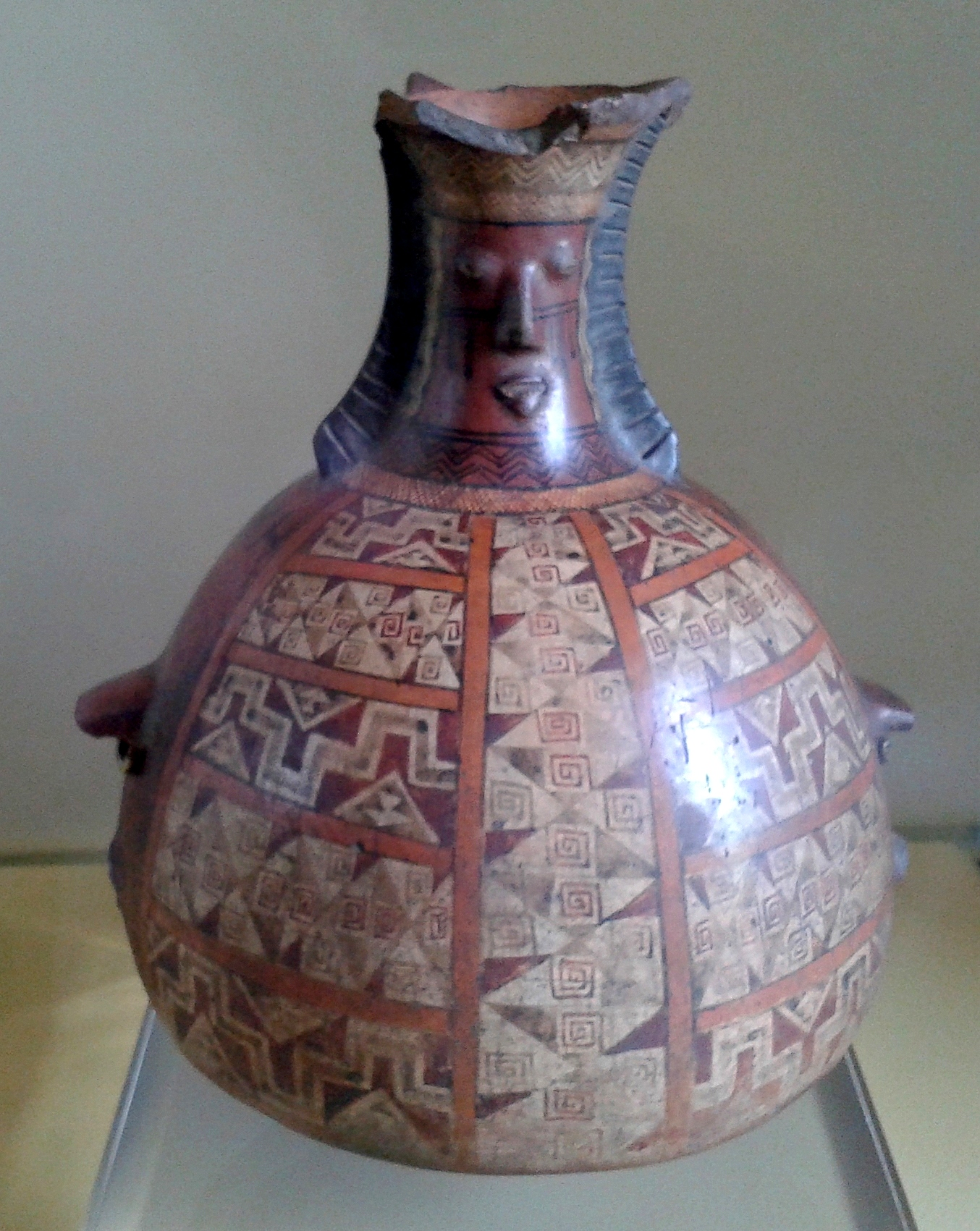
Civilització inca. Vas de ceràmica (aríbal inca), c. 1430-1532
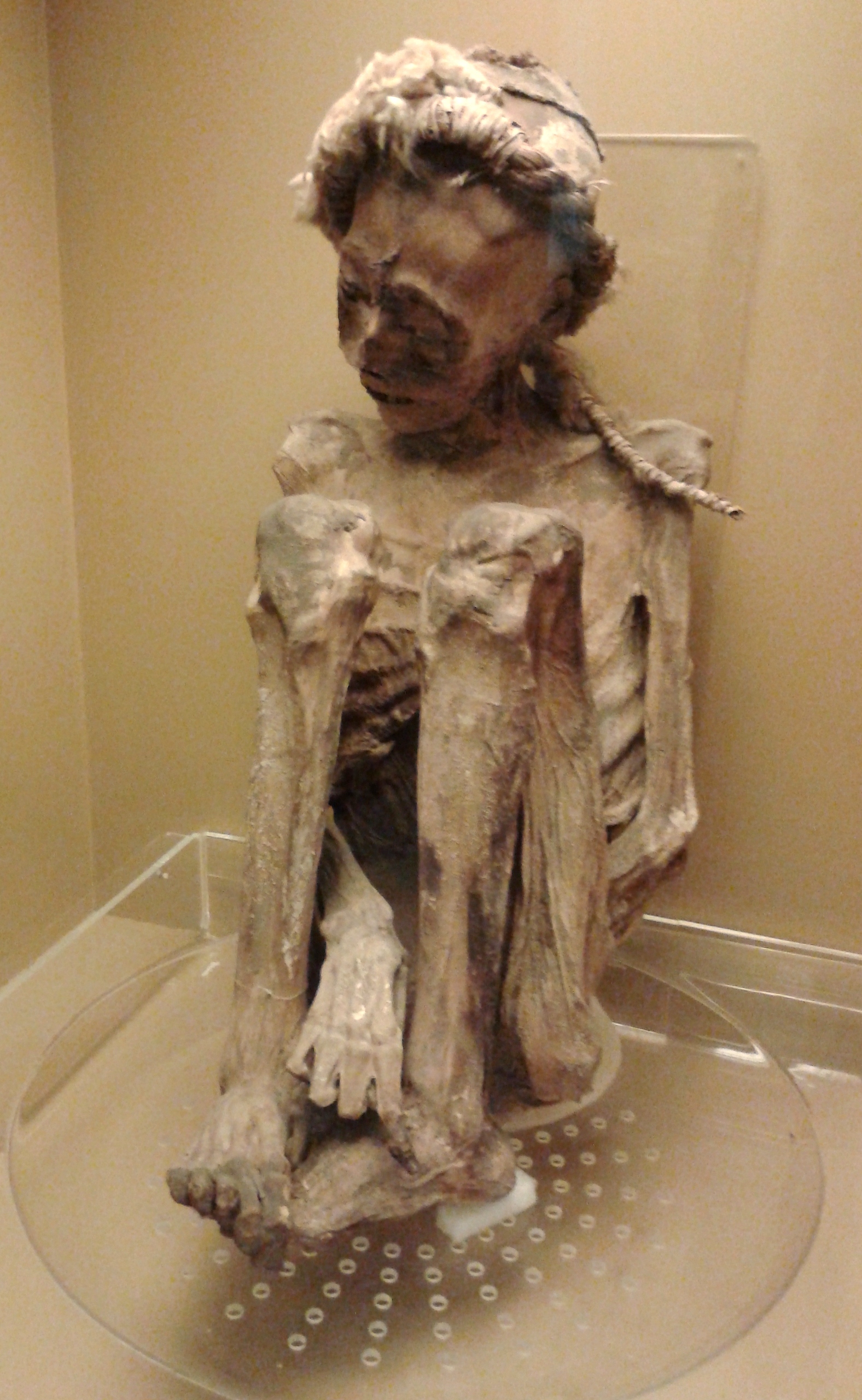
Mòmia d'Atacama. 4700-3400 aC

La col·lecció de mòmies andines del Museu Nacional permetia albirar aspectes importants dels costums funeraris dels pobles de la regió i es componia d'exemplars conservats de manera natural (a causa de les condicions geoclimàtiques favorables) o artificial (a través de pràctiques de naturalesa religiosa i ritual). Una mòmia d'un home d'edat estimada entre 4700 i 3400 anys d'una tomba de Chiu-Chiu, al desert d'Atacama (nord de Xile), era conservada en una posició asseguda, amb el cap recolzat als genolls i cobert per un barret de llana; era d'aquesta manera con se solia dormir al desert d'Atacama en funció del fred i també la posició que solia ser enterrat juntament amb les seves pertinences. Un segon exemplar de la col·lecció, una mòmia aimara d'un home que es va trobar a la rodalia del llac Titicaca (entre Perú i Bolívia), es conservava en la mateixa posició, envoltada per un gran fardell funerari. Finalment, el museu mantenia una mòmia d'un nen donat pel govern de Xile i que il·lustrava les tècniques de momificació artificial dels pobles precolombins, un exemplar de «cap reduït» produït pel poble shuar de l'Amazonia equatorial com a part dels seus rituals religiosos.

#### Arqueologia brasilera

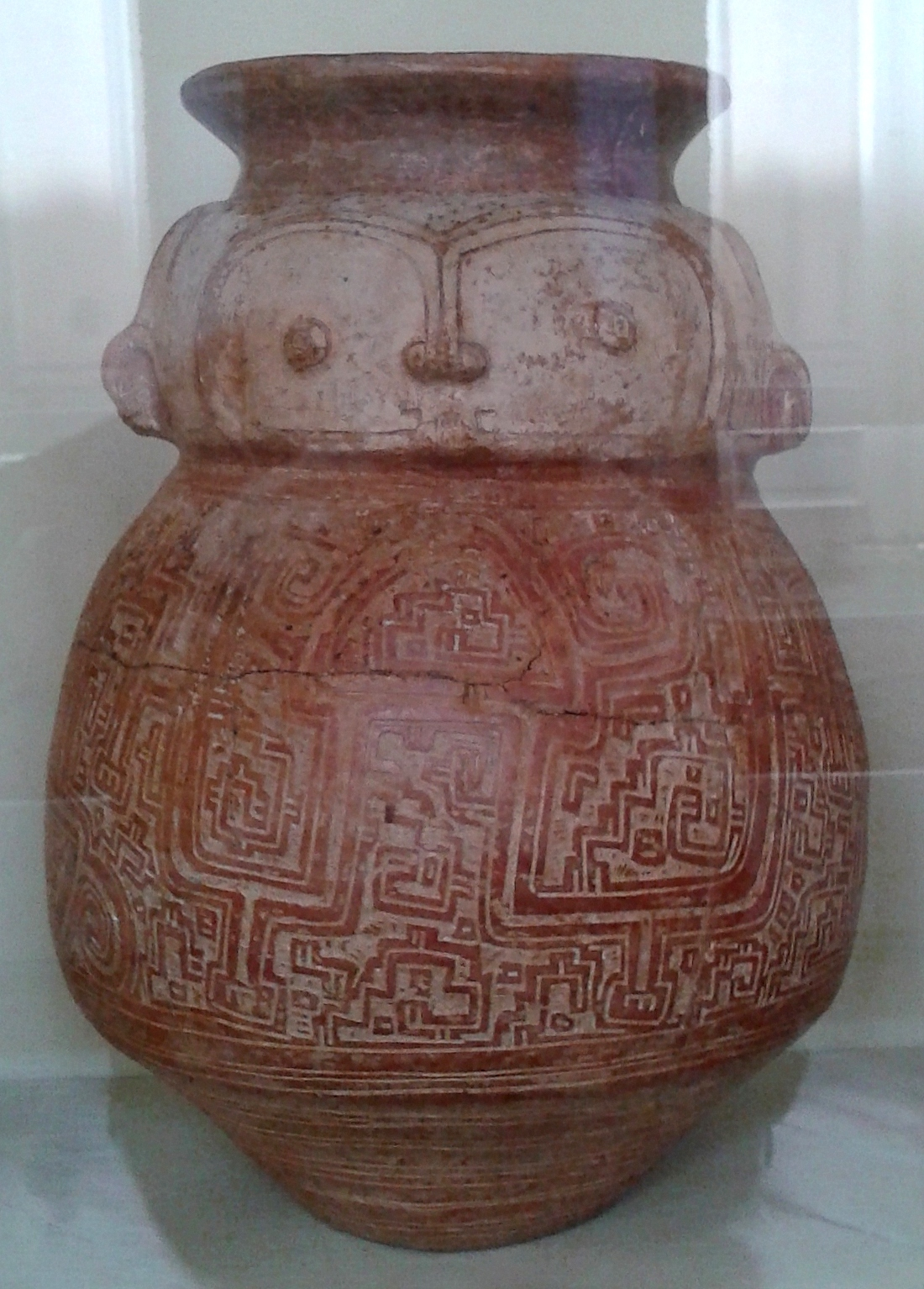
Cultura marajoara. Urna funerària antropomorfa, 400-1400

La col·lecció d'arqueologia brasilera va reunir un vast conjunt d'artefactes produïts pels pobles que van habitar el territori brasiler durant el període precolonial, amb més de 90.000 ítems, considerant-se la col·lecció més completa existent en la seva tipologia. Fundada a principis del segle xix, la col·lecció va començar a formar-se sistemàticament a partir de 1867 i es va enriquir contínuament fins a l'actualitat, a través de recol·leccions de camp, adquisicions i donacions. Es componia d'artefactes procedents de totes les regions del Brasil, produïdes durant un període de més de 10.000 anys.
Dels habitants més antics del territori brasiler (grups de caçadors-recol·lectors i horticultors), el museu conservava diversos artefactes produïts en pedra (sílex, quars i altres minerals) i ossos, com ara puntes de llança utilitzades en la caça, fulles de pedra polida i altres utensilis fets per a gravar, raspallar, forjar, rectificar i foradar, així com objectes i decoracions cerimonials. Els objectes de fusta, fibres i resines, encara que probablement també produïts per aquests grups, no van resistir l'acció del temps i estaven pràcticament absents a la col·lecció, a excepció de peces aïllades, és a dir, una cistella de palla coberta de resina parcialment conservada a la costa sud de Brasil.
Sobre el nucli dels pobles sambaquieiros, com se'ls anomena als pobles pescadors i recol·lectors que vivien a la costa centre-sud del Brasil, entre fa vuit mil anys i el començament de l'era cristiana, hi va haver un gran conjunt de vestigis provinents de dipòsits formats per aglomerats materials orgànics i calcàris (anomenats køkkenmødding, en portuguès sambaquis; «monticle de closques i petxines»). Algunes d'aquestes peces provenen de la Col·lecció Arqueològica Balbino de Freitas, ja enumerades per l'IPHAN a la dècada del 1940. El museu manté dos exemplars de sambaquis en un grup de restes òssies provinents d'aquests jaciments arqueològics, així com una variada col·lecció de testimonis de la cultura sambaquieira cobreix artefactes d'ús diari (recipients, bols, i morters fets de pedra) i rituals (petites estàtues). Cal destacar en aquest context la tècnica desenvolupada, els anomenats zoolits, escultures de pedra d'ús cerimonial amb representacions d'animals (peixos i aus de corral) i figures humanes.
La col·lecció també incloïa urnes funeràries, plats, bols, roba, gerros, ídols i amulets, produïts principalment en ceràmica per diverses altres cultures del Brasil precolonial, destacant, per la representativitat de la col·lecció:
- La cultura marajoara, que va tenir el seu apogeu a l'illa del Marajó al segle v i va declinar al segle xv, és considerada la cultura que ha arribat al més alt nivell de complexitat social del Brasil precolonial. El museu tenia una àmplia gamma de ceràmiques marajoares, notable tant en el sentit artístic com l'estètic, i la varietat de formes i el refinament de la decoració; en general, obres de caràcter figuratiu (representacions d'éssers humans i animals), combinats amb motius geomètrics rics (composicions impregnades de simetria, repeticions rítmiques, elements aparellats, oposicions binàries, etc.) i el predomini de la utilització de la tècnica d'escissió. La majoria de les peces eren d'ús cerimonial, usades en contextos funeraris, ritus de pas, etc. Destacaven les petites estàtues antropomorfes (en particular, les figures femenines en forma de fal·lus, unint els principis masculins i femenins, recorrent en l'art marajoara), grans urnes funeràries, vasos antropomorfs de decoració geomètrica, vasos zoomorfs, antropomorfs i híbrids, etc.[89]
- La cultura santarém (o cultura tapajônica), que es va desenvolupar entre els segles x i xv a la regió del riu Tapajós (Pará), destacada per la seva ceràmica d'estil peculiar i d'alta qualitat artística, emprant tècniques de modelatge, incisió, punció i aplicació, així com les característiques estètiques que suggereixen la influència dels pobles mesoamericans. Les estàtues antropomorfes de l'estil naturalista, caracteritzades pels ulls tancats en forma de grans de cafè, els vasos antropomorfs i zoomorfs, els vasos cerimonials i, sobretot, els anomenats «vasos cariàtids» (gerros ceràmics complexos de colls d'ampolla, relleus i pedestals, amb decoracions de figures antropomorfes, zoomorfes i éssers fantàstics). El museu també conservava diversos exemplars de muiraquitãs (petites estàtues de pedra verda en forma d'animals (principalment granotes) utilitzades com adorns o amulets).[90]
- La cultura konduri, que va arribar al seu punt màxim al segle xii i va disminuir al segle xv, es va desenvolupar a la regió entre els rius Trombetas i Nhamundá (Pará). Tot i mantenir un contacte directe amb la cultura santarém, la producció artística del poble Konduri va desenvolupar les seves pròpies característiques, representades principalment en la col·lecció per la fabricació de ceràmica, on destaca la decoració gravada i puntejada, la policromia viva i els relleus amb motius antropomorfs i zoomorfs.[91]
- La cultura del riu Trombetas, es va desenvolupar al Baix Amazones (Pará), frontera cultural amb la regió de Santarém. Aquesta cultura, encara molt desconeguda, va ser la responsable de produir artefactes rars tallats a partir de pedra polida i objectes amb elements estilístics comuns a les cultures mesoamericanes. Al nucli del museu, hi havia exemples d'artefactes lítics d'ús cerimonial i petites estàtues antropomorfes i zoomorfes (zoolits que representaven peixos i jaguars).[92]
- La cultura miracanguera habitava el marge esquerre del riu Amazones, a la regió entre Itacoatiara i Manaus, entre els segles ix i xv. El museu conservava peces cerimonials de la ceràmica miracanguera, especialment les urnes funeràries antropomorfes amb una protuberància, coll i tapa, que s'utilitzaven per emmagatzemar les cendres del difunt i altres contenidors relacionats amb els ritus funeraris. La ceràmica miracanguera es va distingir per rebre un bany de tabatinga (una mena d'argila barrejada amb materials orgànics) i pintades amb motius geomètrics. La composició plàstica sovint emfasitzava detalls específics, com ara figures humanes en una posició asseguda amb les cames representades.[93]
- La cultura maracá, que vivia a la regió d'Amapá entre els segles xv i xviii, estava representada a la col·lecció per les seves urnes funeràries típiques que reproduïen figures humanes i femenines en posició jeràrquica, amb la tapa en forma de cap, així com urnes funeràries zoomorfes que representaven animals quadrúpedes, provinents dels cementiris indígenes del riu Maracá. La ceràmica maracá sovint s'adornava amb patrons geomètrics i policroms en blanc, groc, vermell i negre. Els adorns a les extremitats i el cap de la figura també expressaven la identitat social del difunt.[94]
- La cultura Tupí-Guaraní, que va habitar la costa del territori brasiler quan els portuguesos van arribar al segle xvi, es van subdividir en els tupinambás (nord, nord-est i sud-est del Brasil) i els guaranís (sud de Brasil, Argentina, Paraguai i Uruguai). La col·lecció comprenia principalment en fabricacions ceràmiques i exemples aïllats d'artefactes lítics, d'ús quotidià (olles, bols, gerros, plats) o rituals (urnes funeràries). La ceràmica Tupí-Guaraní es caracteritza per policromia (amb predomini de colors vermells, negres i blancs) i dissenys en patrons geomètrics i sinuosos.[95]

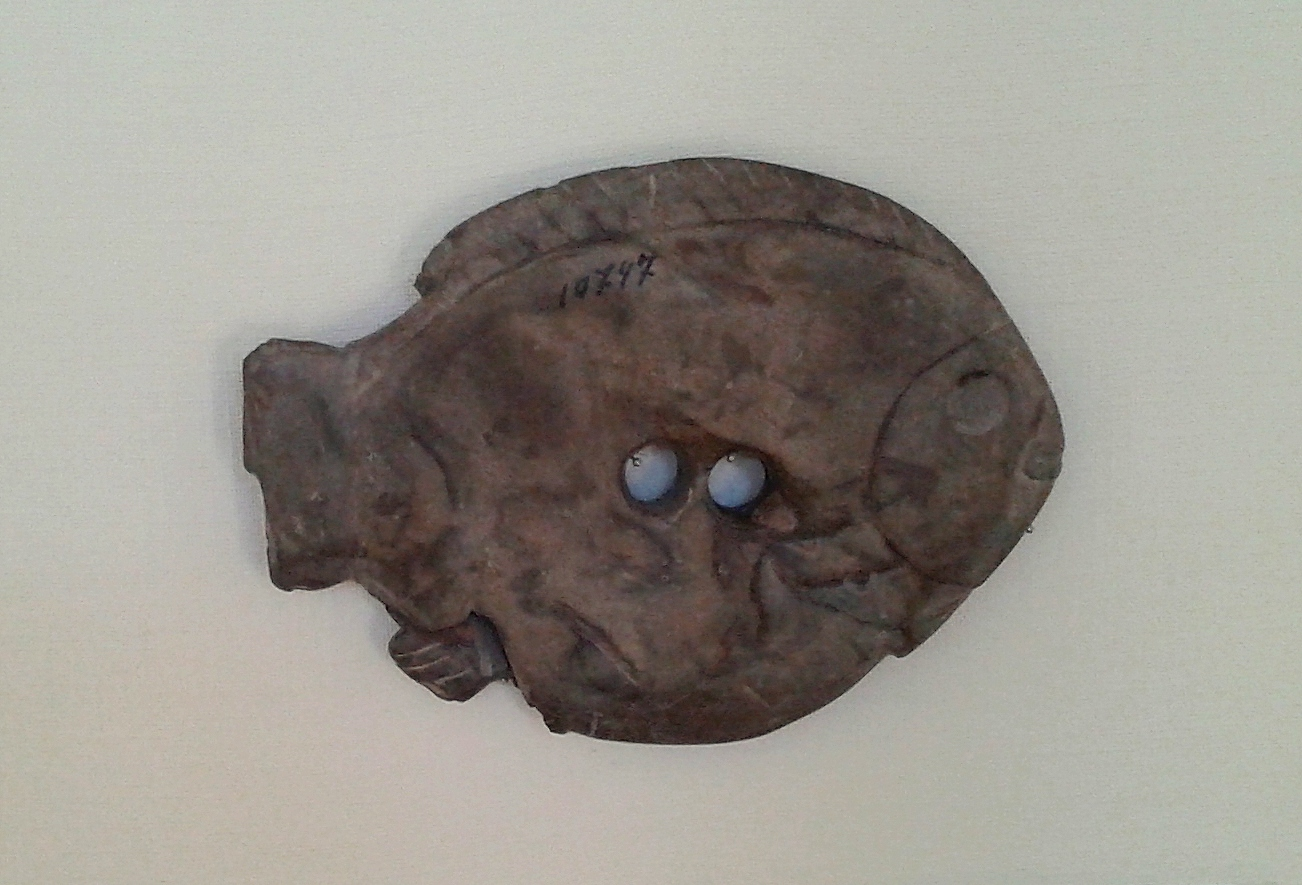
Cultura del riu Trombetas. Zoòlit en forma de peix
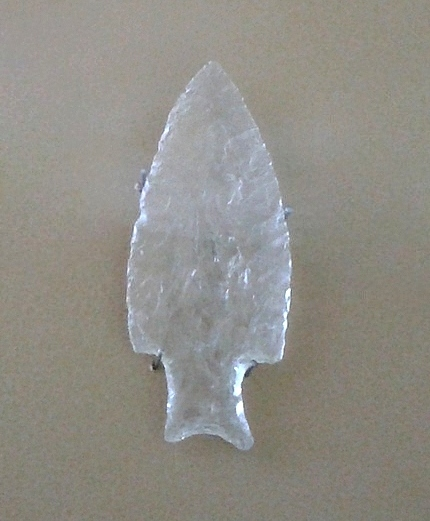
Grup de caçadors-recol·letors. Punta de llança
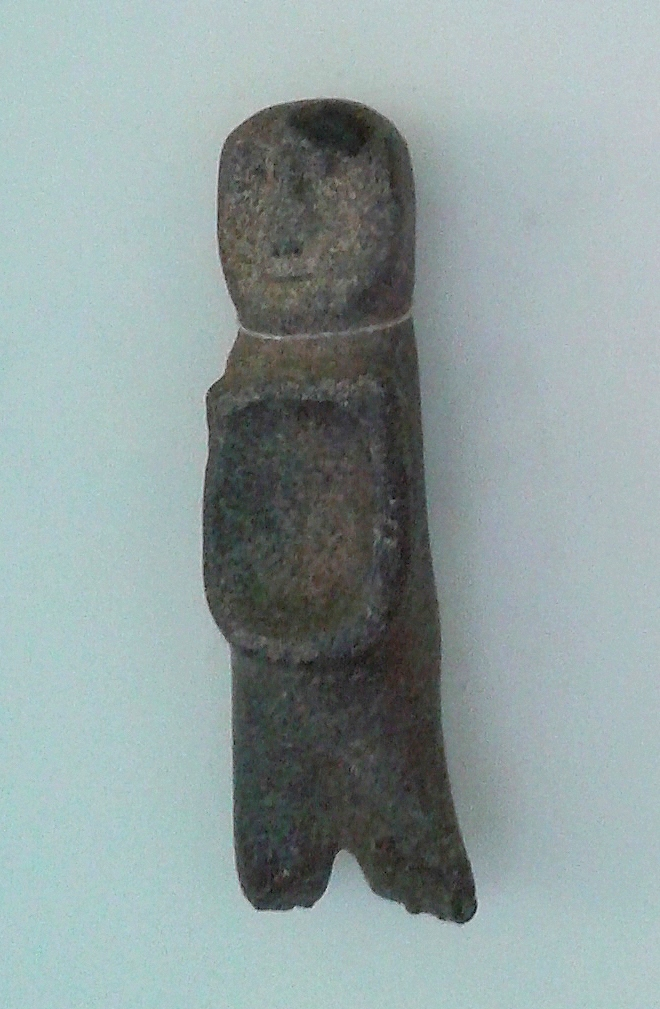
Cultura sambaqui. Escultura de pedra antropomorfa
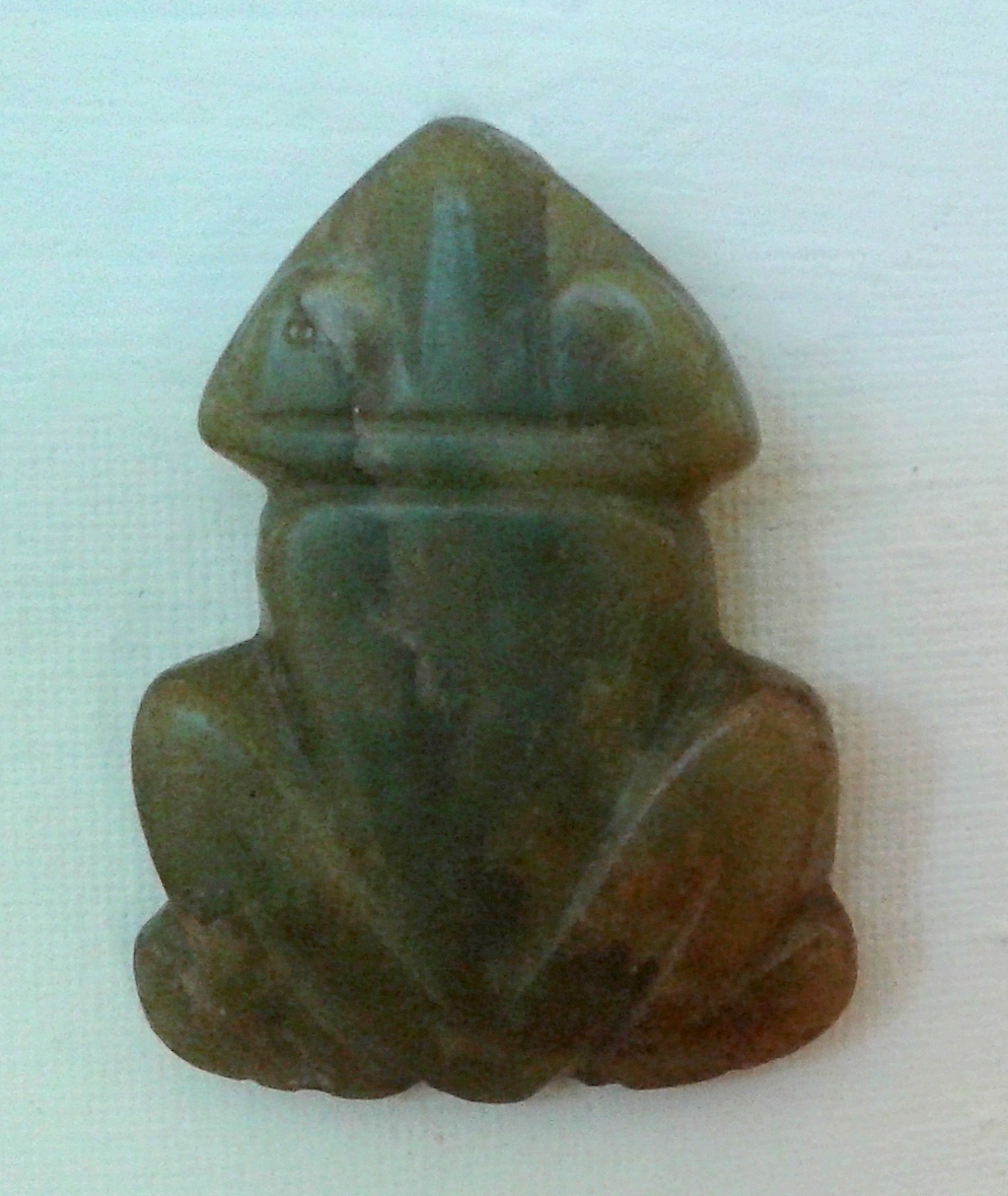
Cultura santarém. Muiraquitã en forma de granota, 1000-1400
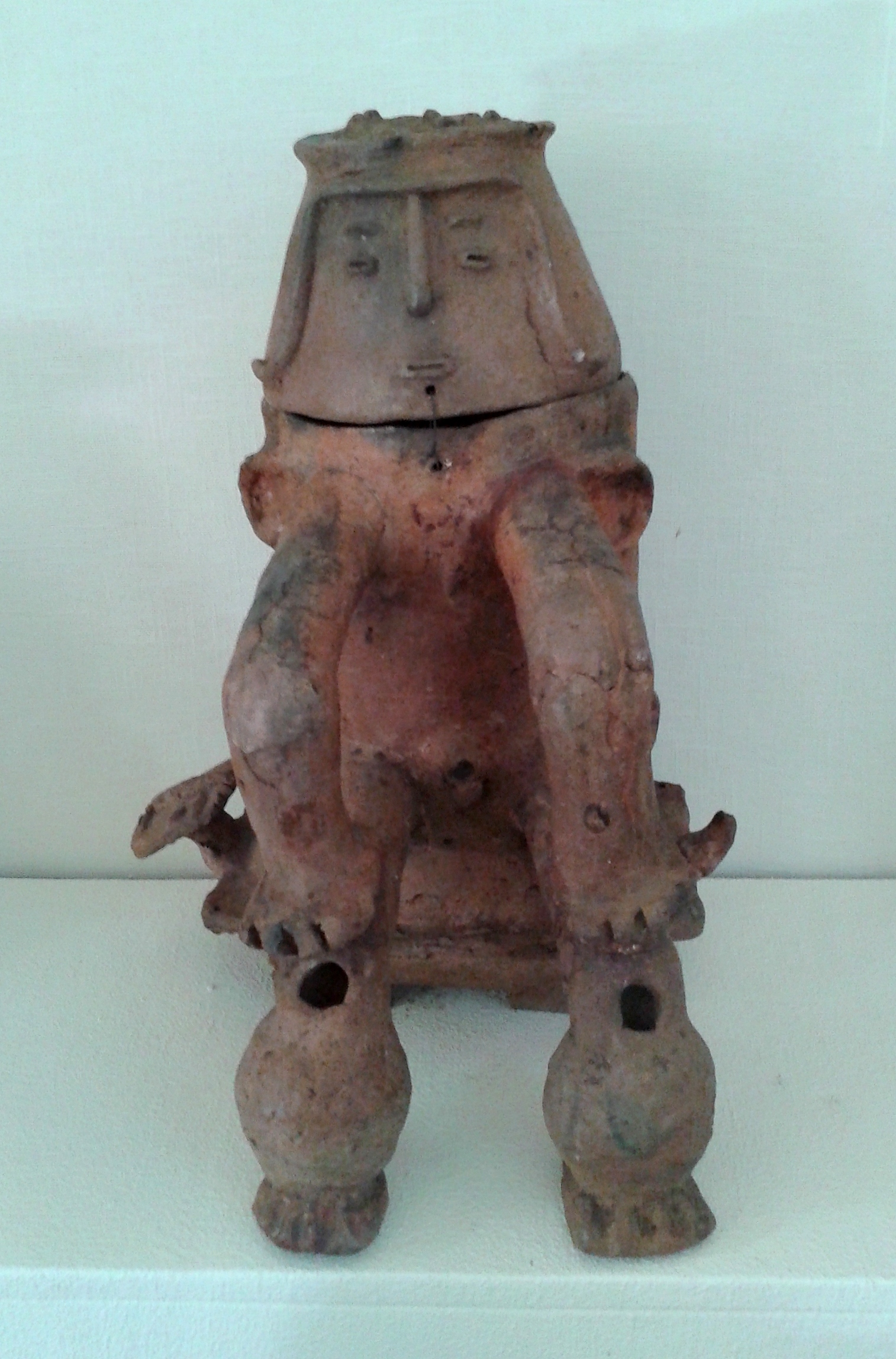
Cultura maracá. Urna funerària antropomorfa, 1000-1500
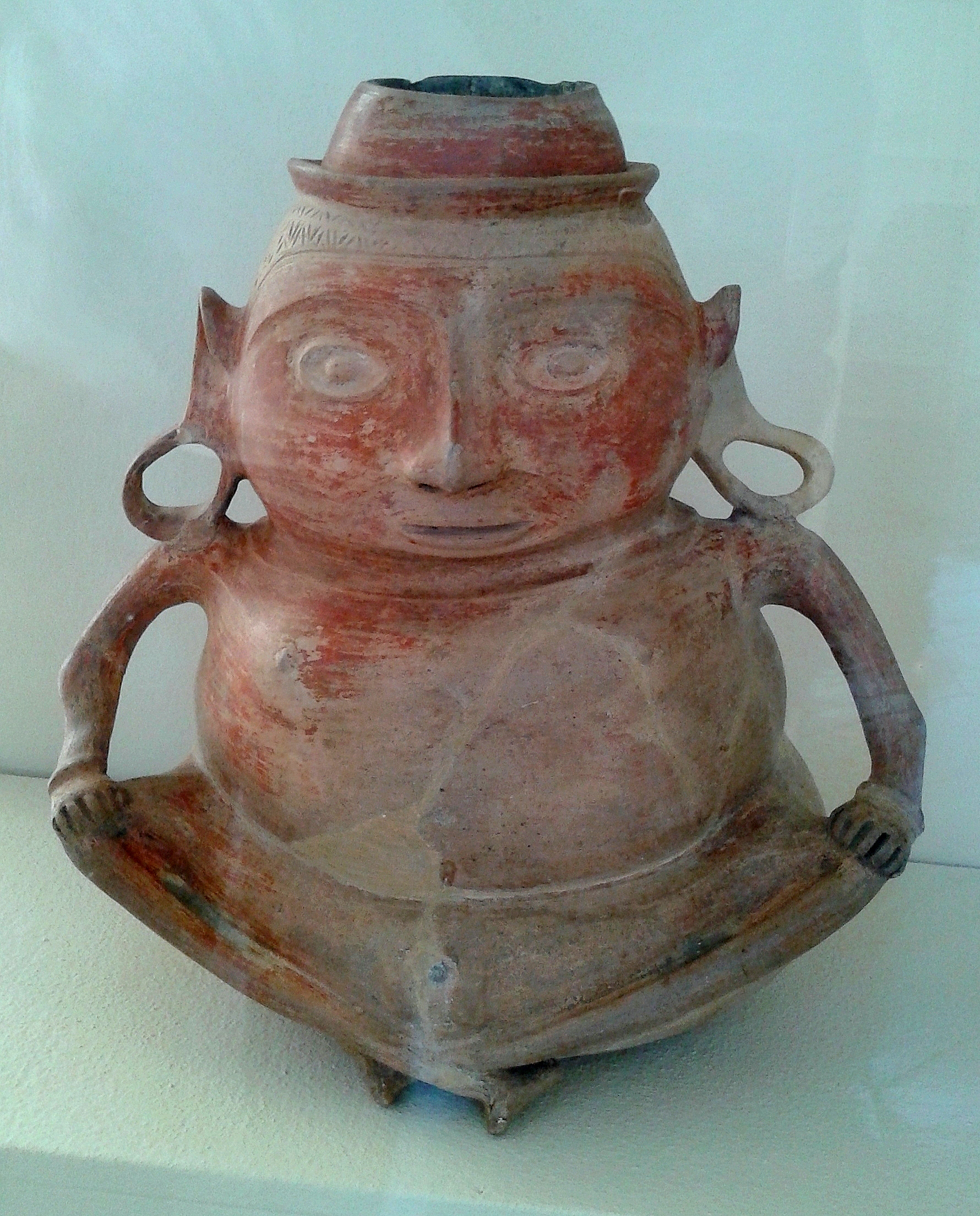
Cultura santarém. Vas antropomorf representant un home sentat, 1000-1400
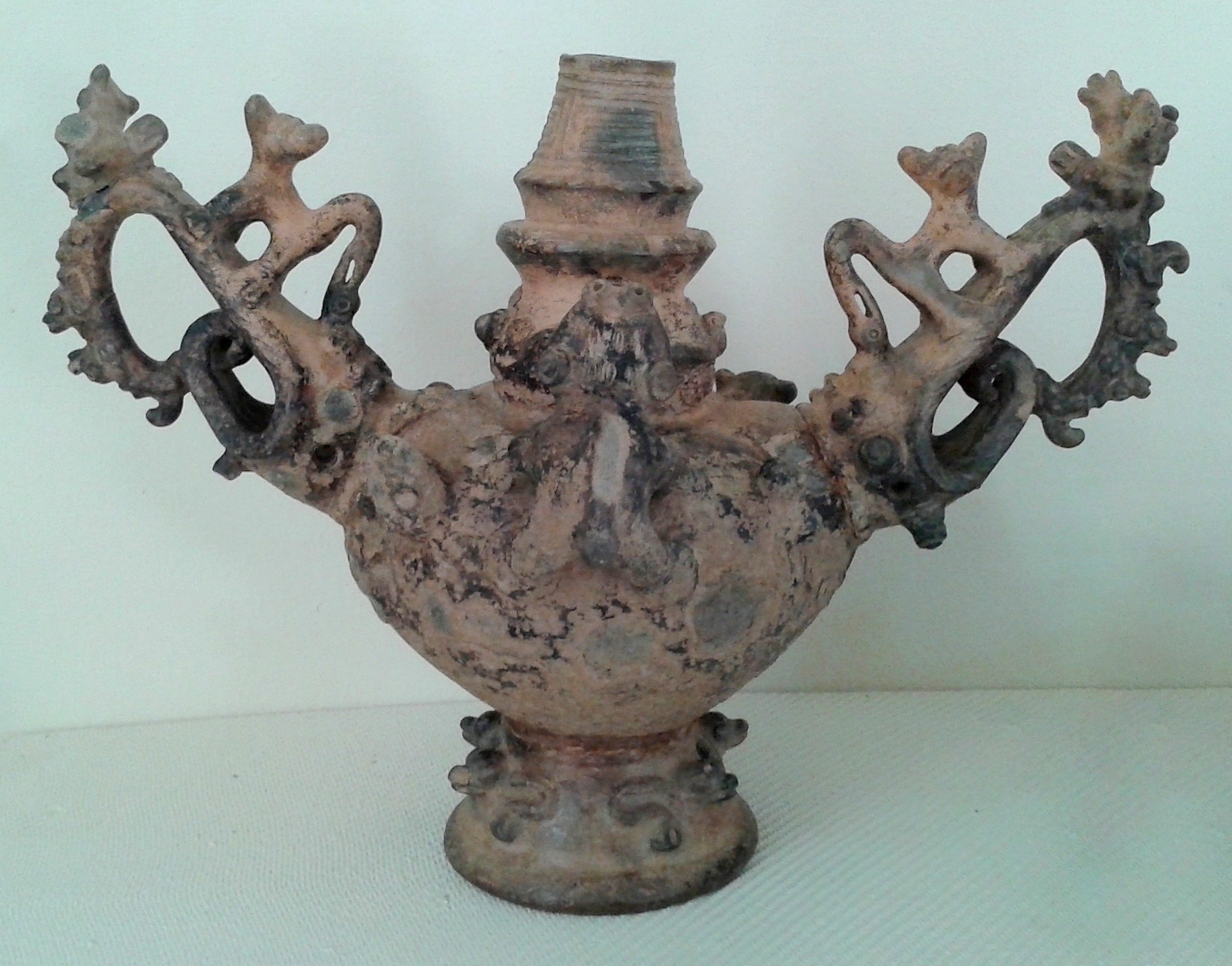
Cultura santarém. Vas amb coll d'ampolla («vas cariàtid»), 1000-1400

El Museu Nacional conservava els únics registres de les mòmies indígenes trobades al territori brasiler. El material consistia en els cossos d'una dona adulta, d'aproximadament 25 anys, i dos nens, un als peus, amb edats de 12 mesos, embolicats en una bala i un altre nounat, també embolicat en una bala situat darrere del cap de la dona. El grup momificat està format per individus que probablement pertanyien al grup dels Botocudos (tronc Macro-Jê). Les mòmies van ser trobades a la Cova de Babilònia, a la ciutat de Rio Novo (a l'interior de Minas Gerais), a les terres agrícoles de Maria José de Santana, que van ser donades a l'emperador Pedro II. En agraïment, Pedro II va agraciar a Maria José amb el títol de Baronessa de Santana.

### Etnologia
La col·lecció d'etnologia del Museu Nacional va albergar prop de 40.000 ítems referents a la cultura material de diversos pobles del món. El nucli de l'etnologia indígena brasilera era el més representatiu, que abastava els objectes produïts per pobles indígenes de totes les regions del Brasil, des del començament del període colonial fins als nostres dies. La col·lecció també incloïa conjunts significatius d'artefactes relacionats amb l'etnologia africana, l'etnologia afrobrasilera i les cultures de l'oceà Pacífic. Finalment, el nucli de la lingüística conservava un vast conjunt de registres documentals i sonors relacionats amb les llengües indígenes brasileres. La col·lecció del sector etnològic servia de subsidi per a diverses investigacions científiques, destacant, en aquest context, els estudis interdisciplinaris realitzats pel Laboratório de Pesquisas em Etnicidade, Cultura e Desenvolvimento (Laced).

#### Etnologia indígena brasilera

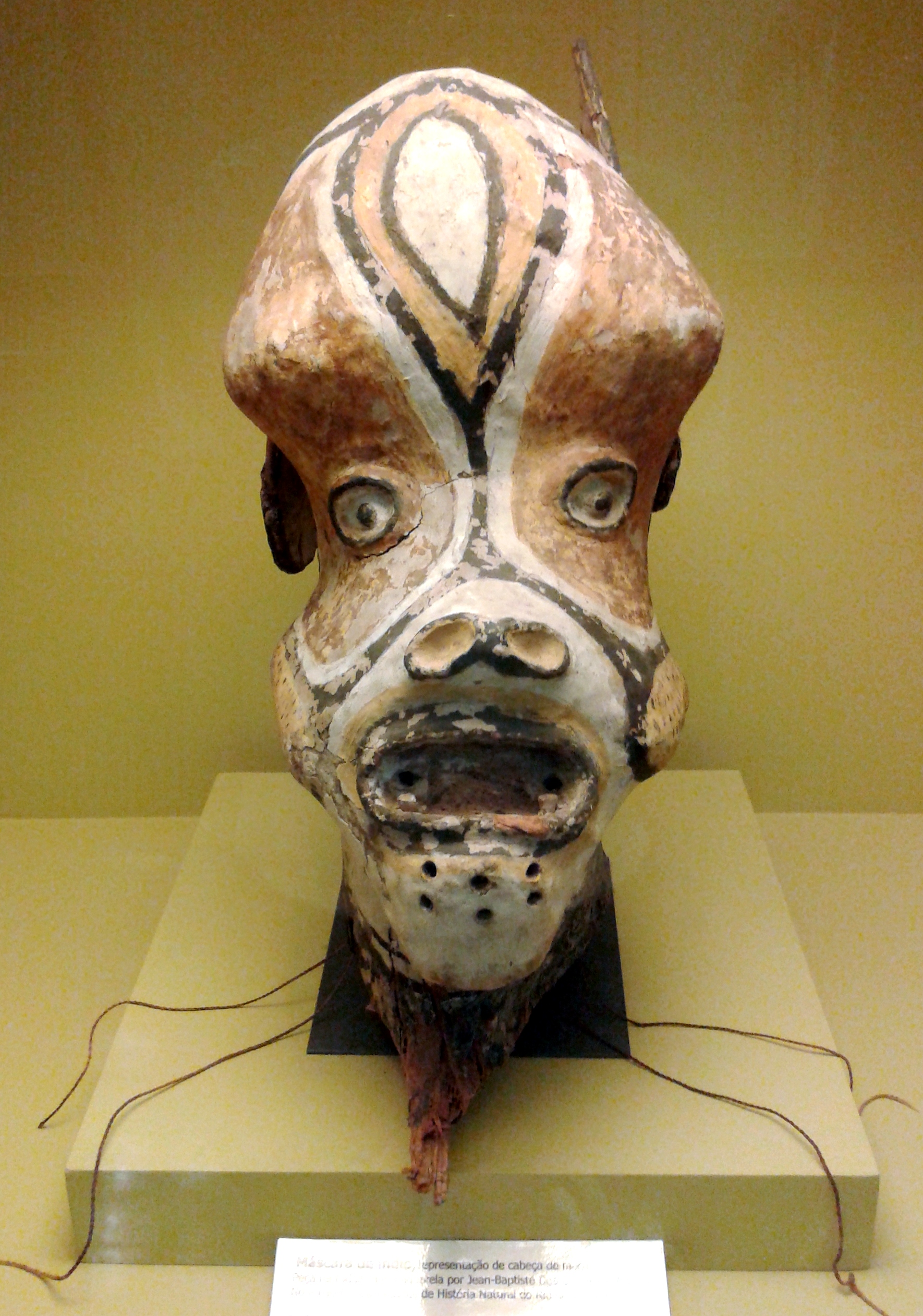
Indis Tikuna. Màscara que representa un macaco, segle /

La col·lecció d'etnologia indígena brasilera del Museu Nacional es trobava entre les més grans de la seva tipologia, abastant més de 30.000 objectes produïts per més de 100 grups indígenes de totes les regions del Brasil. Aquest ampli grup, format des de principis del segle xix a través de recol·leccions de camp, adquisicions, llegats i donacions, reflecteix la diversitat i la riquesa cultural de les cultures autòctones brasileres, documentant aspectes variats de les seves tradicions, hàbits, vida quotidiana, organització social, creences i rituals. L'ampli recorregut temporal d'aquest grup, format per peces produïdes des de mitjans del període colonial, permet també l'anàlisi del desenvolupament de la producció de materials indígenes, així com les influències i impactes soferts, des del contacte amb els colonitzadors fins als nostres dies. Es destaquen els conjunts referits a cistelleria, ceràmica, instruments musicals, art amb plomes i armes dels pobles indígenes.
El nucli de cistelleria del museu estava format per aproximadament 900 artefactes produïts pel trenat amb fibres rígides. Tot i que no és una tècnica específica dels indígenes, el trenat de fibres està present en la producció material de gairebé tots els grups del Brasil, sent emprat des de la creació de la base de màscares fins a la fabricació de cases, passant per instruments musicals i adorns, amb objectius que es varien des del ritual fins a la comercialització. La col·lecció incloïa exemplars de cistelles, bosses, adorns, caixes, tapes, ventalls, armes, ceps, xarxes i estores, que representaven més de 70 grups indígenes, particularment del Nord, Centre i Nord-est del Brasil, com els Tenetearas, Tapirapes, Macus, Timbiras, Tarianas, Mamaindês i Tembés, entre d'altres. Destaquen entre les peces rares, l'escut trenat dels Tucanos, provinent de la vall del riu Vaupés (un dels ítems destacats per Gonçalves Dias durant l'exposició d'Amazones, el 1861); la cistella de Baquité dels Nambiquaras (del Mato Grosso), recollida per la Comissió Rondon el 1921, etc.

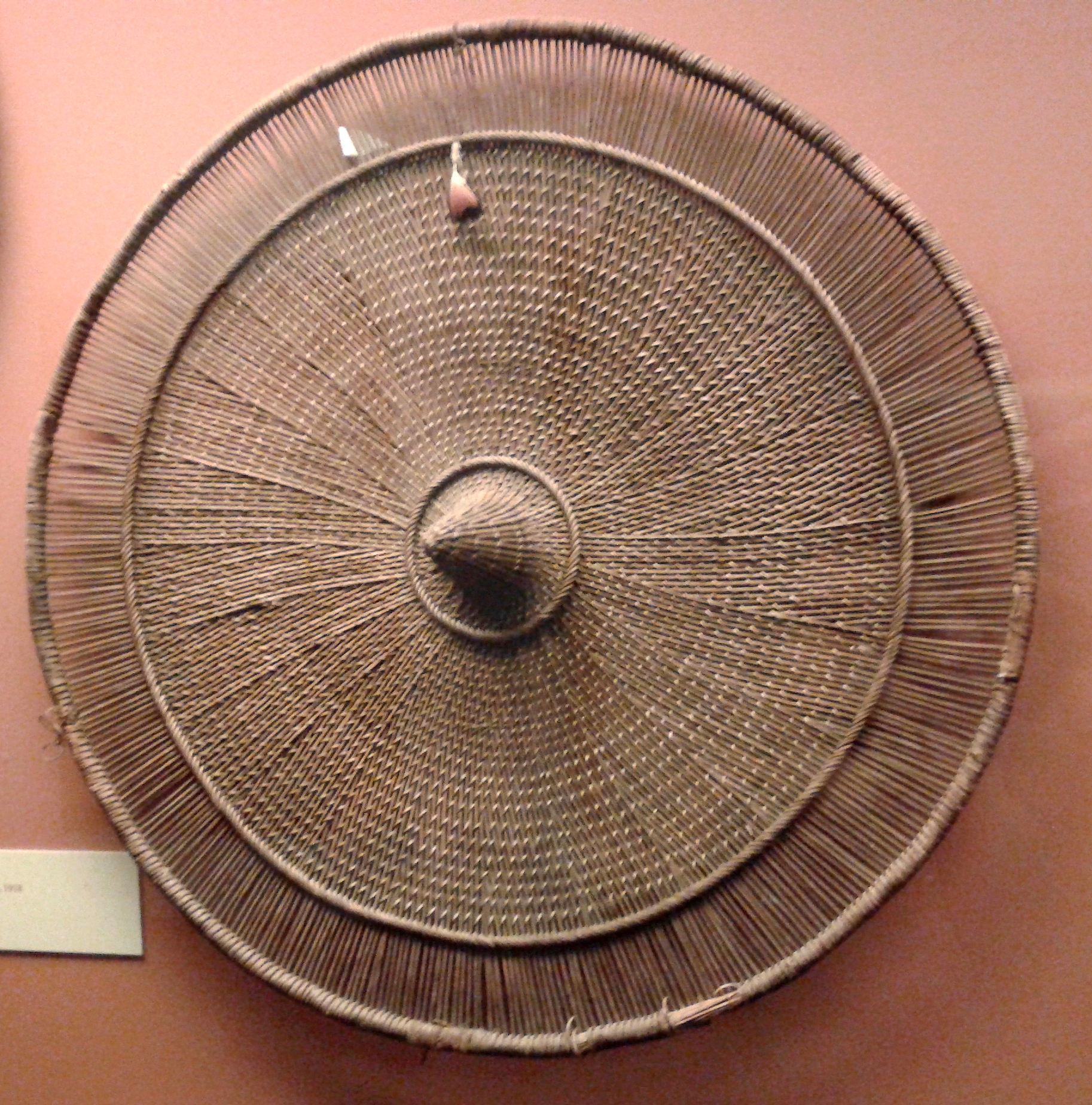
Indis Tucanos. Escut de palla trençada,

La col·lecció de ceràmica indígena es caracteritzava per la diversitat d'orígens, formes, estils, adorns i funcions, el que permetia el seguiment de la tendència de la indústria ceràmica tradicional fins a la producció actual, i exemplificar tòpics com la vida quotidiana dels diferents grups i la influència dels temes de la cultura de masses en la producció indígena contemporània, entre d'altres. La col·lecció incloïa un gran nombre de recipients per a ús domèstic, com olles, forquilles, bols, plats, gots, gerros per a l'aigua i rostidors de biju (petit pa rodó), amb tipus específics per a propòsits cerimonials, així com instruments musicals, tubs, petites estàtues i joguines antropomorfes i zoomorfes. Estaven representats en la col·lecció, entre d'altres, els artefactes de ceràmica de grups com els Aparaí, Waujá, Assurini, Bororó, Yawalapiti i els pobles de l'Aldeia Uapuí i de la vall del riu Vaupés. En el context de la producció de ceràmica figurativa, les denominades petites estàtues Litxokô, produïdes pels indis carajà, es distingeixen per l'estil modern i la decoració refinada; les olles i gerros antropomorfs decorats amb figures estilitzades i patrons geomètrics dels Cadiueus; els envasos decorats amb figures d'animals en relleu de les Ticunas, etc.
Els instruments musicals indígenes de la col·lecció del Museu Nacional incloïa objectes que s'utilitzen principalment en les pràctiques religioses, tot i que el caràcter de la producció musical de caràcter «profà» (relacionat amb la mera diversió) estava ben documentada. Dominaven els instruments de vent (flautes, corns, trompetes i xiulets) i percussió (tambors, chocalhos i pals de ritme), sent rars els instruments de corda (arc musical). Estaven fets de diversos materials, com ara carabasses, cuités, argila, fusta, cuir, ossos i cascs d'animals, i llavors. Destacaven els instruments musicals i els enregistraments de música dels indis Paresí i Nambiquaras, recollits i produïts per Edgar Roquette-Pinto a Serra de Norte el 1912. Roquette-Pinto va utilitzar un fonògraf portàtil mogut amb cordes que li va permetre l'enregistrament en cilindres de cera. Aquest material va influir posteriorment en les composicions de músics brasilers com Heitor Vila-Lobos i Oscar Lorenzo Fernández.
El conjunt referit a l'art amb plomes indígena albergava un gran nombre de peces i es caracteritzava per la multiplicitat d'orígens, reflectint el propi àmbit d'expressió artística del territori brasiler, comú a gairebé tots els grups coneguts. Els objectes (fets de plomes d'ocells, petxines, fibres i altres materials) tenen objectius variats, des de simples adorns corporals fins a elements de distinció d'estatus social, així com peces específiques per a ús en rituals, celebracions i festivals. La col·lecció va incloure tocats, diademes, corones, cèrcols, caputxes, barrets, penjolls, cinturons, ceptres i màscares. Entre els grups més representats en la producció amb plomes, destacaven els Carajás, els Tucanos, els Mundurucus, els Parintintins i els Ricbactas.
La col·lecció d'armes i ceps de guerra i de caça consistia en objectes utilitzats pels grups indígenes en la caça i en les disputes per terra i recursos (contra altres grups indígenes o com a resistència als colonitzadors), així com exemplars utilitzats per a ús cerimonial, com símbols culturals i elements de reafirmació d'identitat. Les llances, els arcs i les fletxes constituïen els exemplars més populars entre els grups indígenes brasilers, i estaven àmpliament representats a la col·lecció, juntament amb bordunas (arma indígena d'atac, defensa o caça, generalment cilíndrica i allargada, de fusta dura), espases de fusta, sarbatanes, propulsors de fletxes i dards, etc. La col·lecció es caracteritzava per la diversitat d'estils i patrons decoratius, que reflectien la gran amplitud dels contextos culturals dels pobles productors. Entre els grups representats figuraven els Uapixanas, Iaualapitis i Carajás, entre d'altres.

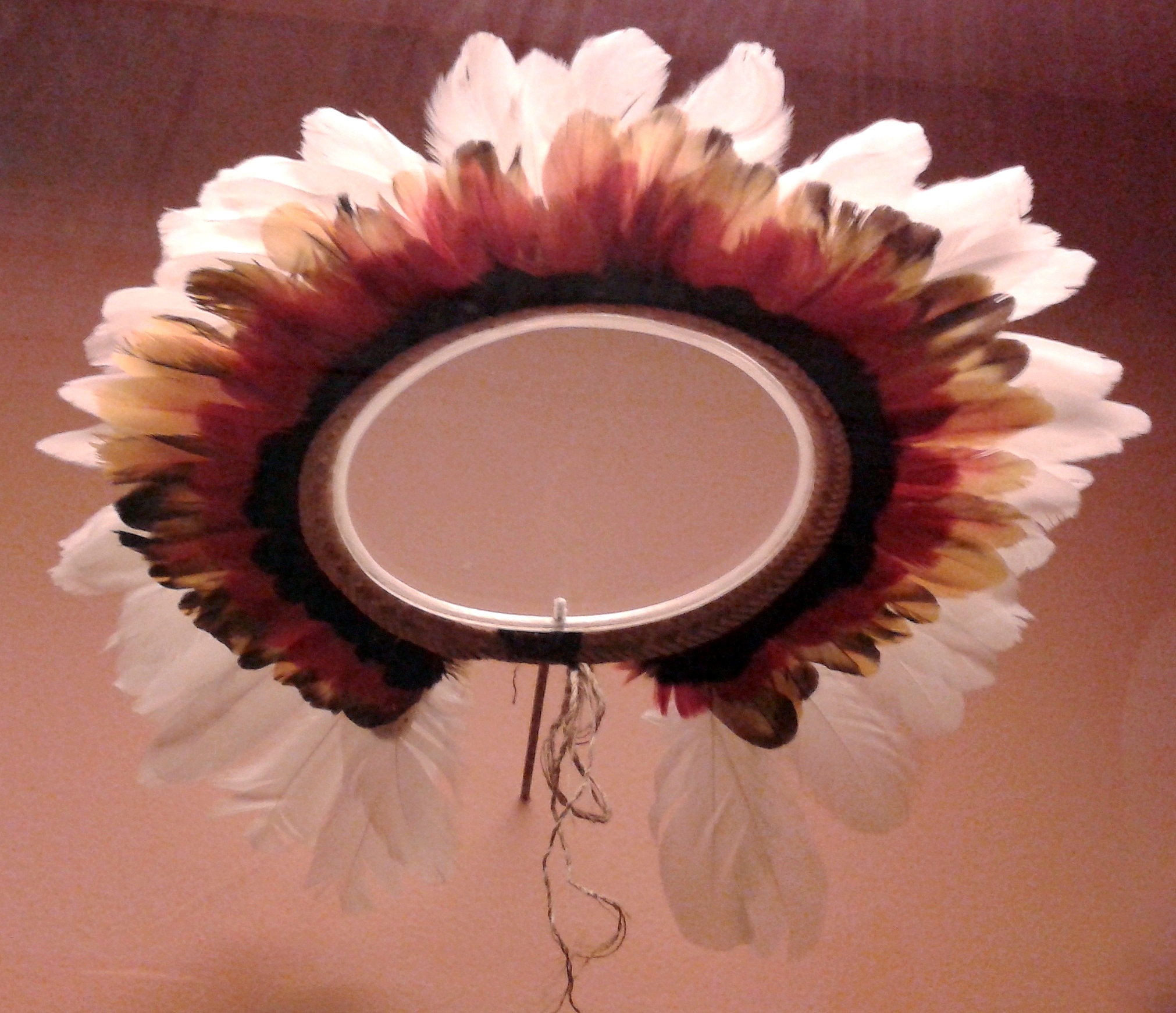
Indis Ricbactas. Corona de plomes radial, s.d.
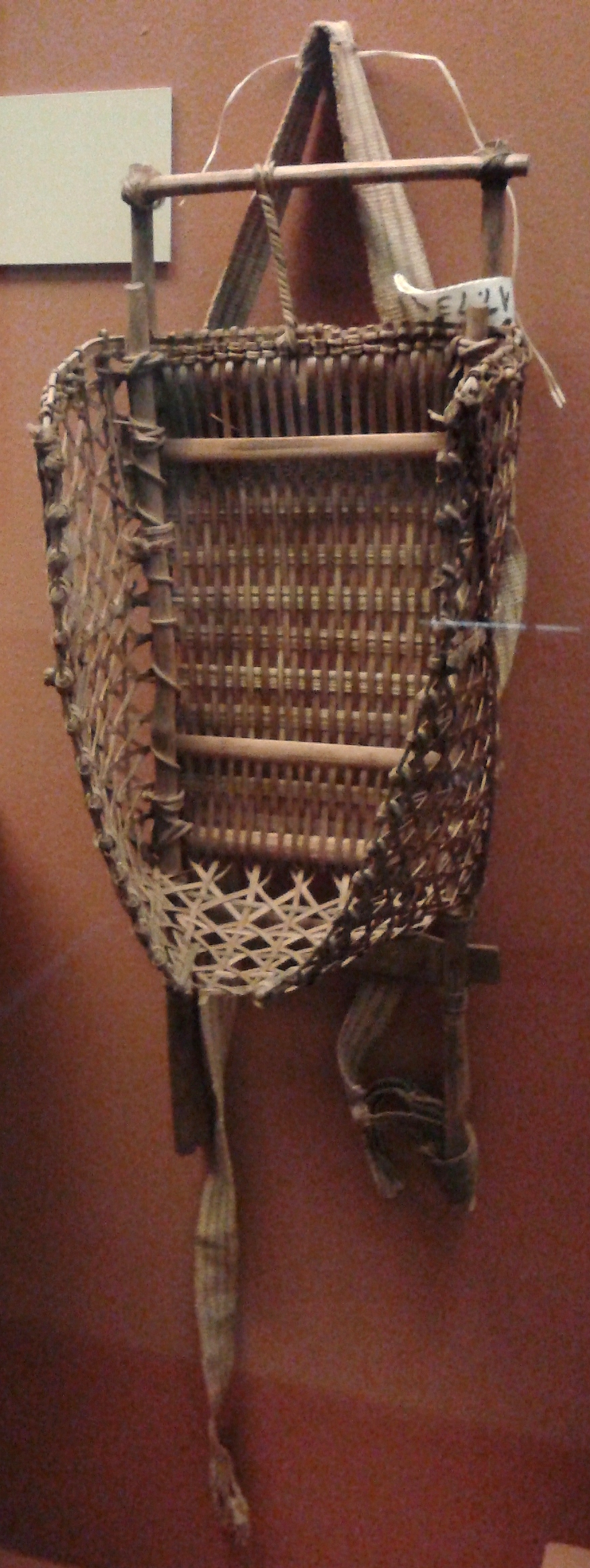
Indis Tembés. Cistell de càrrega, s.d.
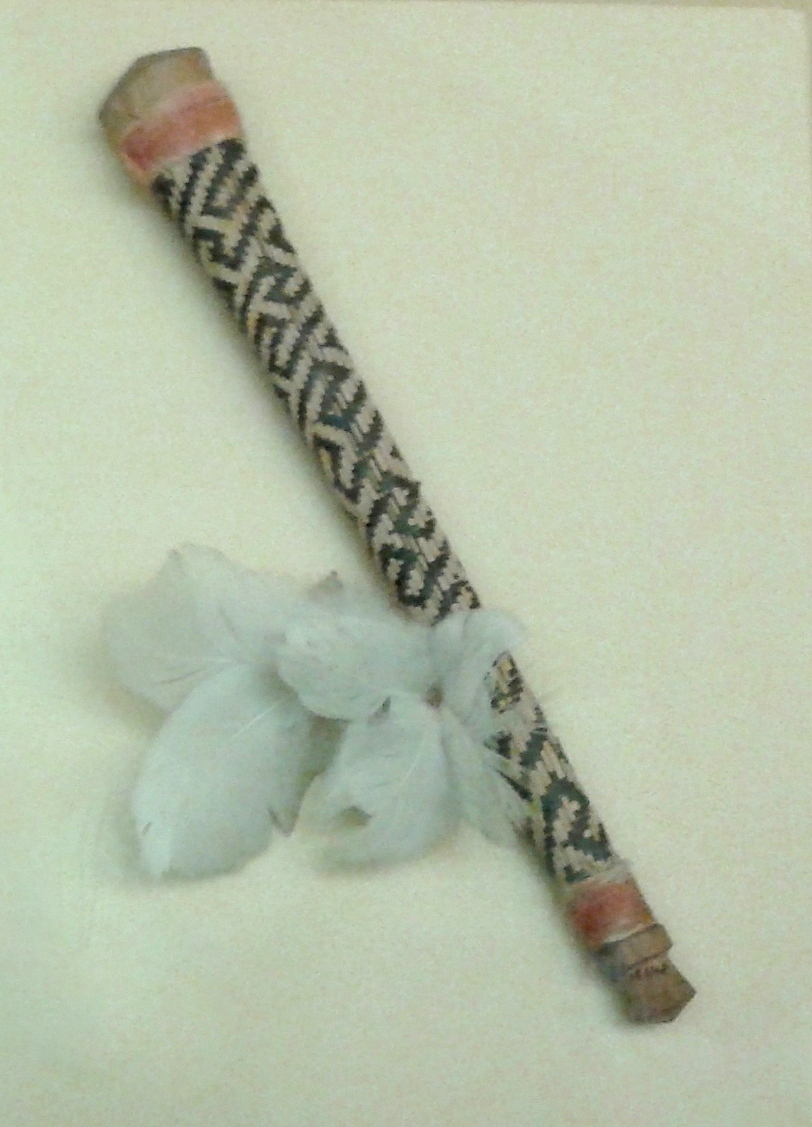
Indis Carajás. Borduna de fusta, s.d.
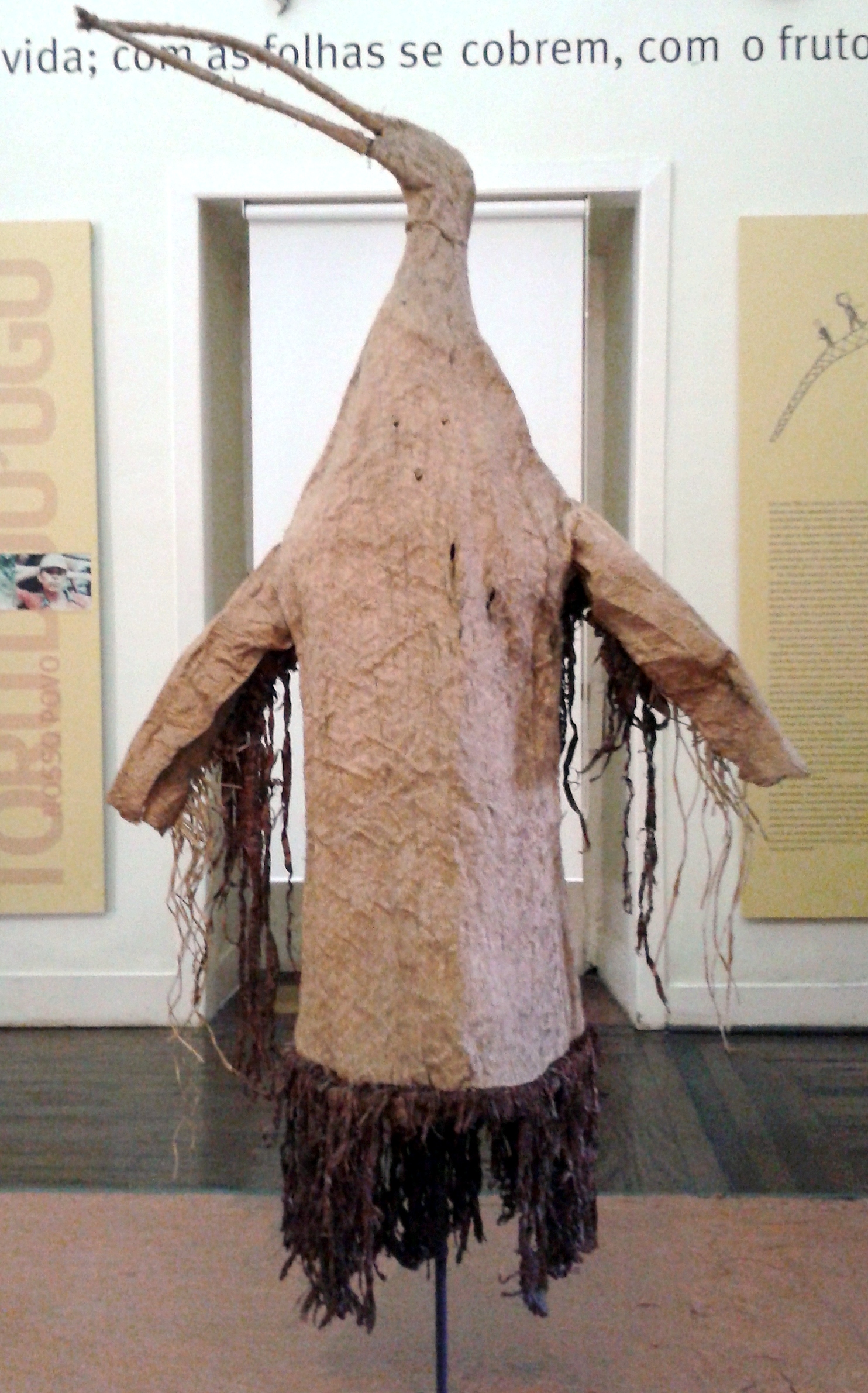
Indis Ticunas. Vestit ritual (representació d'un colibrí). s.d.
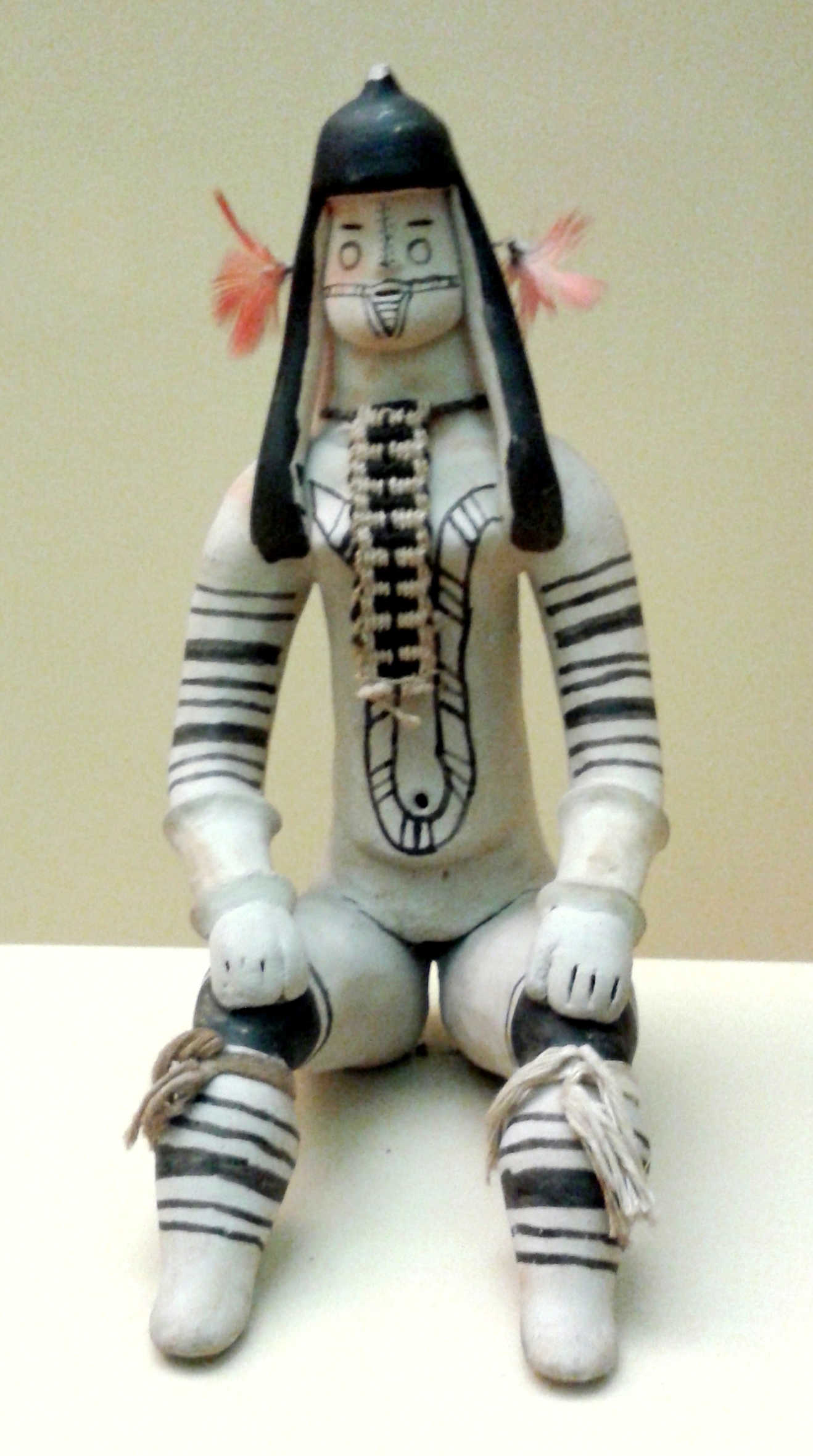
Indis Carajás. Petita estàtua de ceràmica (Litxocô), s.d

El museu també tenia nuclis més petits, però molt representatius, d'altres aspectes de la cultura material dels pobles indígenes, incloent la col·lecció tèxtil (equips utilitzats per filatura i teixidura, i exemplars de tèxtils com bosses, sacs, xarxes, camises, roba i peces rituals), diverses màscares (generalment associades a l'ús religiós, destacant l'àmplia col·lecció de màscares dels indis Ticuna i d'altres grups com, els Javaés, Auetis, Meinacos i Uaurás), exemplars de mobiliari domèstic (com ara seients tallats en fusta), canoes, ornaments corporals realitzats amb l'ús de diversos materials, entre d'altres.
Finalment, el museu albergava una col·lecció de llengües indígenes brasileres, compost perun nucli documental (que abastava un gran grup de llengües pertanyents a diferents famílies i troncs lingüístics), i un nucli sonor (amb registres de discursos narratius, mites, cançons, sonorització de vocabulari, etc.), en constant anàlisi i ampliació, que servia de base per a la recerca i estudis sobre societats, llengües i cultures indígenes.

#### Etnologia africana i afrobrasilera

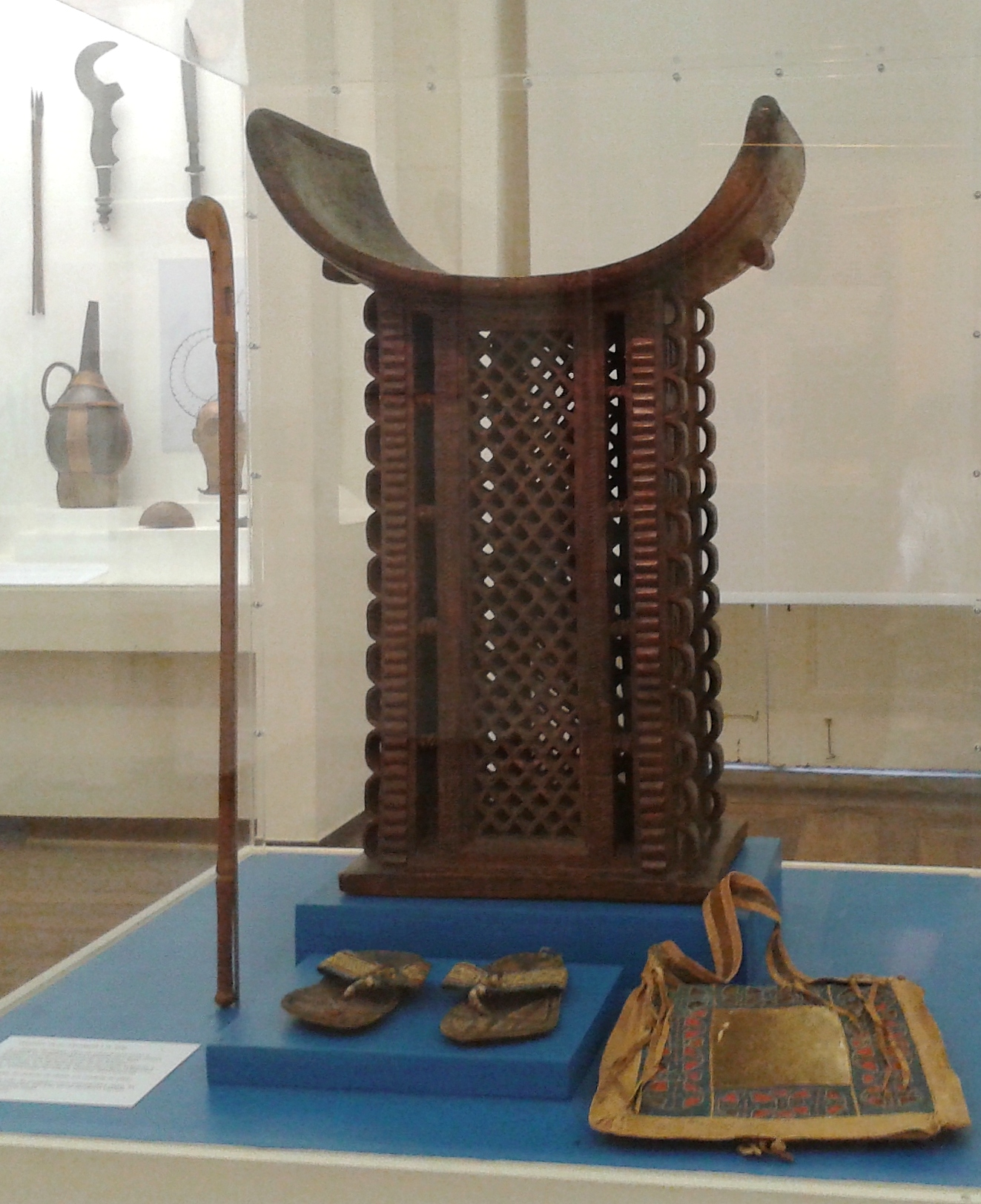
Tron del Regne de Dahomey (/), ofert a João VI pel rei Adandozan

La col·lecció d'etnologia africana i afrobrasilera del Museu Nacional consistia en prop de 700 objectes. Estava formada per exemplars produïts per persones de diferents regions del continent africà, i per testimonis de les manifestacions culturals dels descendents dels pobles africans al Brasil (afrobrasilers). El nucli d'objectes africans es va formar sobretot entre 1810 i 1940, a partir de les col·leccions de les famílies reials portugueses i brasileres, i enriquida posteriorment amb altres donacions, compres i transferències. Al seu torn, la col·lecció afrobrasilera es va formar entre 1880 i 1950 a partir d'un nucli d'objectes transferits des dels dipòsits de la policia local (responsables de la seva confiscació quan la pràctica del candomblé va ser prohibida a Rio de Janeiro), a la qual es va afegir la important col·lecció d'Heloisa Alberto Torres (la primera dona que va dirigir el museu), que consistia en articles adquirits als més importants terreiros de candomblé de Recôncavo Baiano al llarg de la dècada del 1940.
El nucli d'etnologia africana estava compresa, en la seva major part, per peces produïdes en el segle xix pels pobles africans de la costa oest, que abastaven tant els grups ètnics que no tenien contacte amb Brasil com els altres relacionats històricament amb la diàspora africana en aquest país. Incloïa artefactes quotidians, objectes rituals, instruments musicals, armes de caça i de guerra, etc., a més de les peces que destacaven pel seu valor històric o pel context en el qual van ser adquirits, com un conjunt de regals que el rei Adandozan de Dahomey (actualment Benín) va oferir al príncep regent João VI entre 1810 i 1811, que va formar part de la col·lecció inaugural del Museu Nacional. La peça central del conjunt era el tron de Dahomey, probablement datat entre el segle xviii i xix, rèplica del seient reial de Kpengla, avi d'Adandozan. Completaven el grup dels presents una bandera de guerra de Dahomey (que mostrava les victòries del rei Adandozan en les guerres contra els seus enemics), un parell de sandàlies reials, bosses de cuir, un bastó de passeig, i ventalls reials. Encara en el context d'artefactes d'origen africà, el museu conservava màscares rituals de societats secretes dels Iorubes i Ekoi, cistelles d'Angola i Madagascar, bastons cerimonials dels Chokwe, objectes musicals adquirits del rei d'Uganda, petites estàtues religioses antropomorfes i zoomorfes, exemplars d'alaka (teixits africans importats de la costa oest cap al Brasil). També destacava la col·lecció de Celenia Pires Ferreira, missionera de l'Església Congregacional de la ciutat de Campina Grande, donada al Museu Nacional el 1936, composta per objectes d'ús domèstic i ritual recollits per la missionera durant la seva estada a l'Altilplà Central d'Angola entre 1929 i 1935.
El nucli de l'etnologia afrobrasilera documentava els hàbits, les creences i les tècniques de producció dels descendents dels pobles africans al Brasil, així com la història de la violència de l'esclavitud, la repressió religiosa i les formes d'organització social de les comunitats negres en el període posterior a l'abolició. La religiositat afrobrasilera era l'aspecte més abundantment il·lustrat de la col·lecció. Gran part dels objectes religiosos es van trobar originalment en els espais coneguts com a zungus o terreiros de candomblé, llocs de culte dels nkisi (Bantus), orixas (Iorubes) i vodú (Jeje Mahi). Aquests temples eren constantment envaïts i els seus objectes van ser confiscats i portats als dipòsits de policia com a evidència material de la pràctica dels rituals prohibits. A iniciativa de l'antic director del museu, Ladislau Neto, aquests objectes van ser transferits a la institució després del reconeixement de la importància històrica, sociològica i etnològica d'aquesta col·lecció.

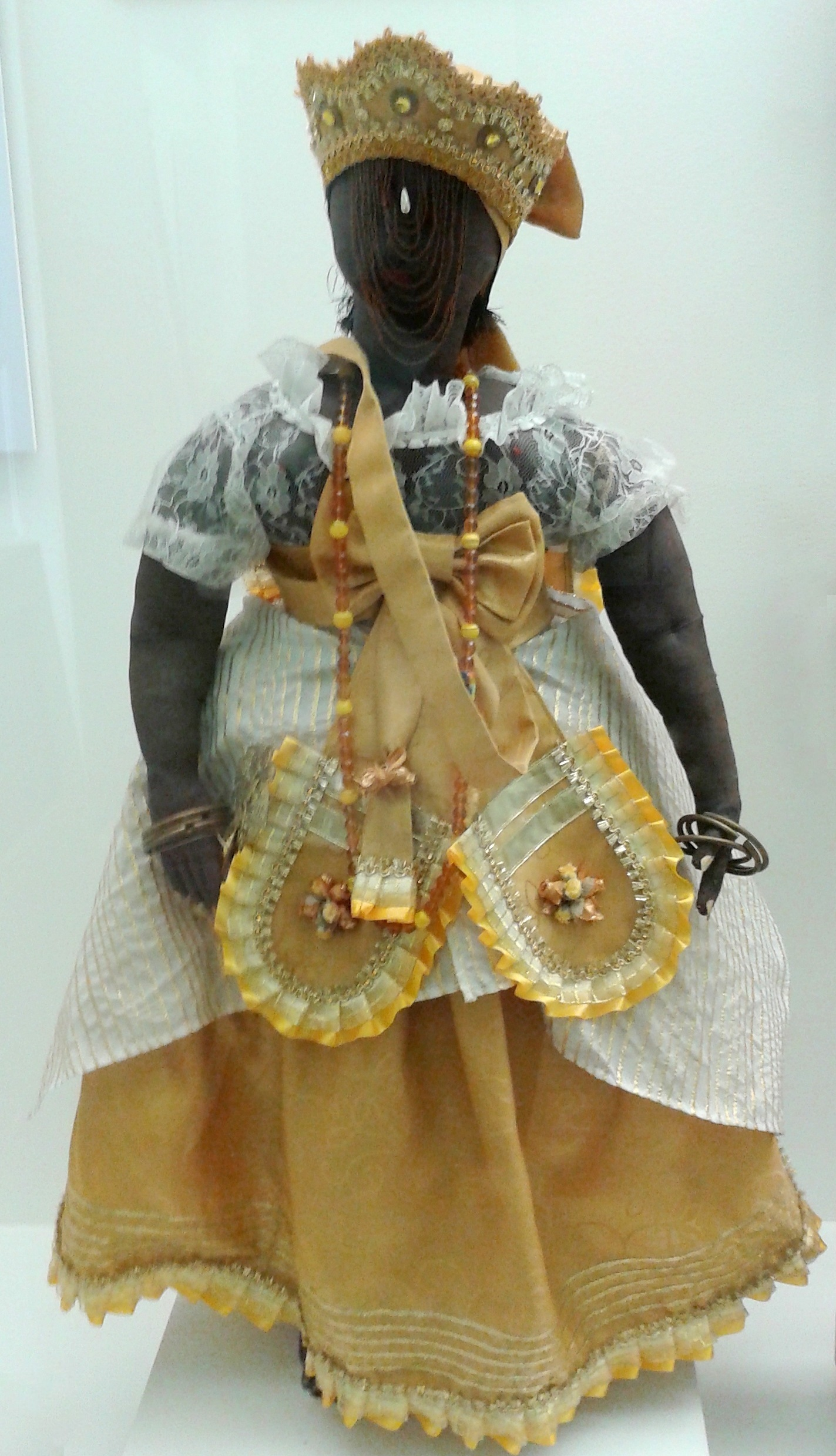
Nina de tela vestida d'orixa, feta per l'Exposició d'Etnologia Regional de 1949
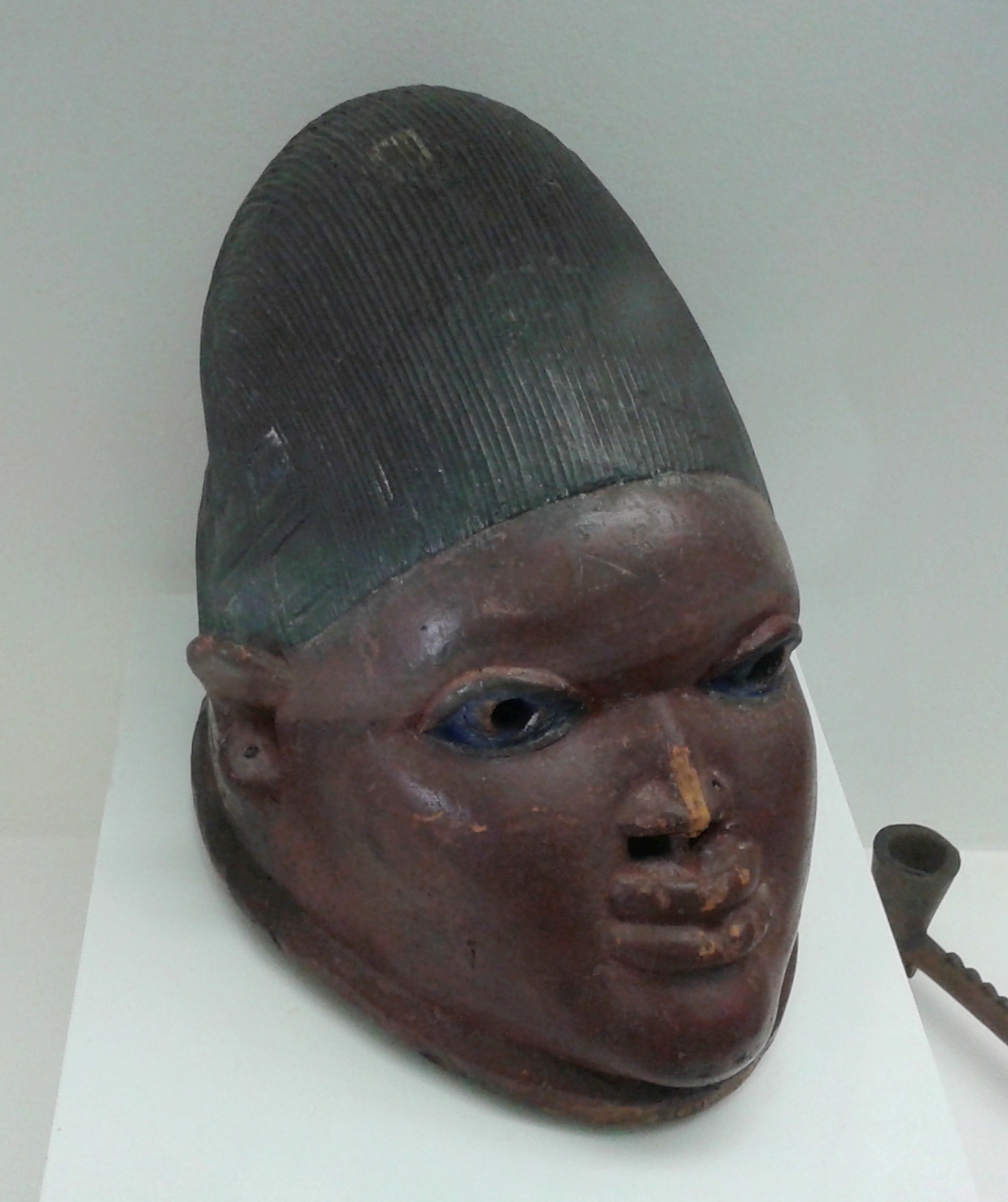
Poble Ioruba. Màscara per a la cerimònia Gẹlẹdẹ, s.d.
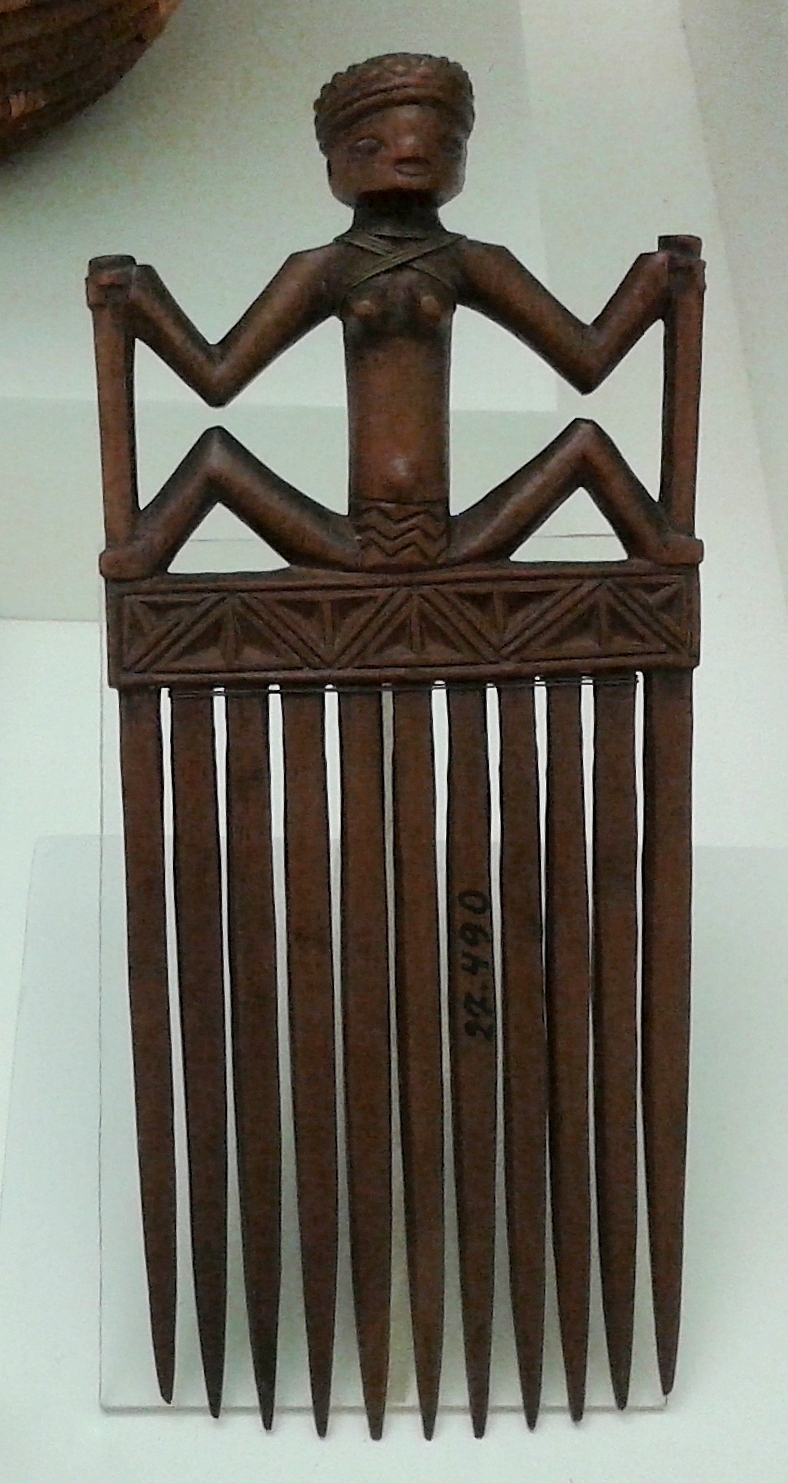
Poble Chokwe. Pinta de fusta, s.d.
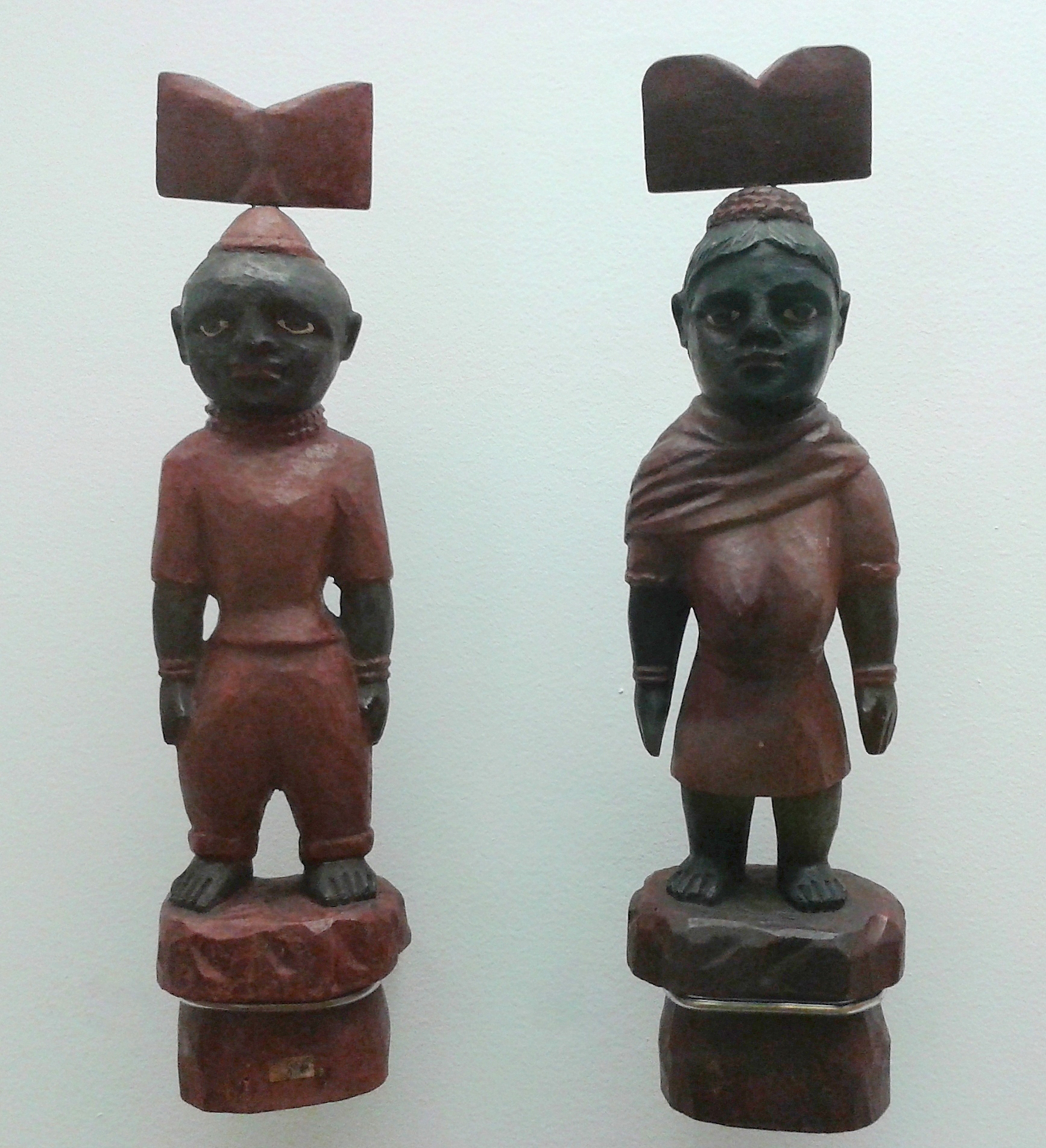
Cultura afrobrasileira. Representacions de Xangó i Bayani, s.d.
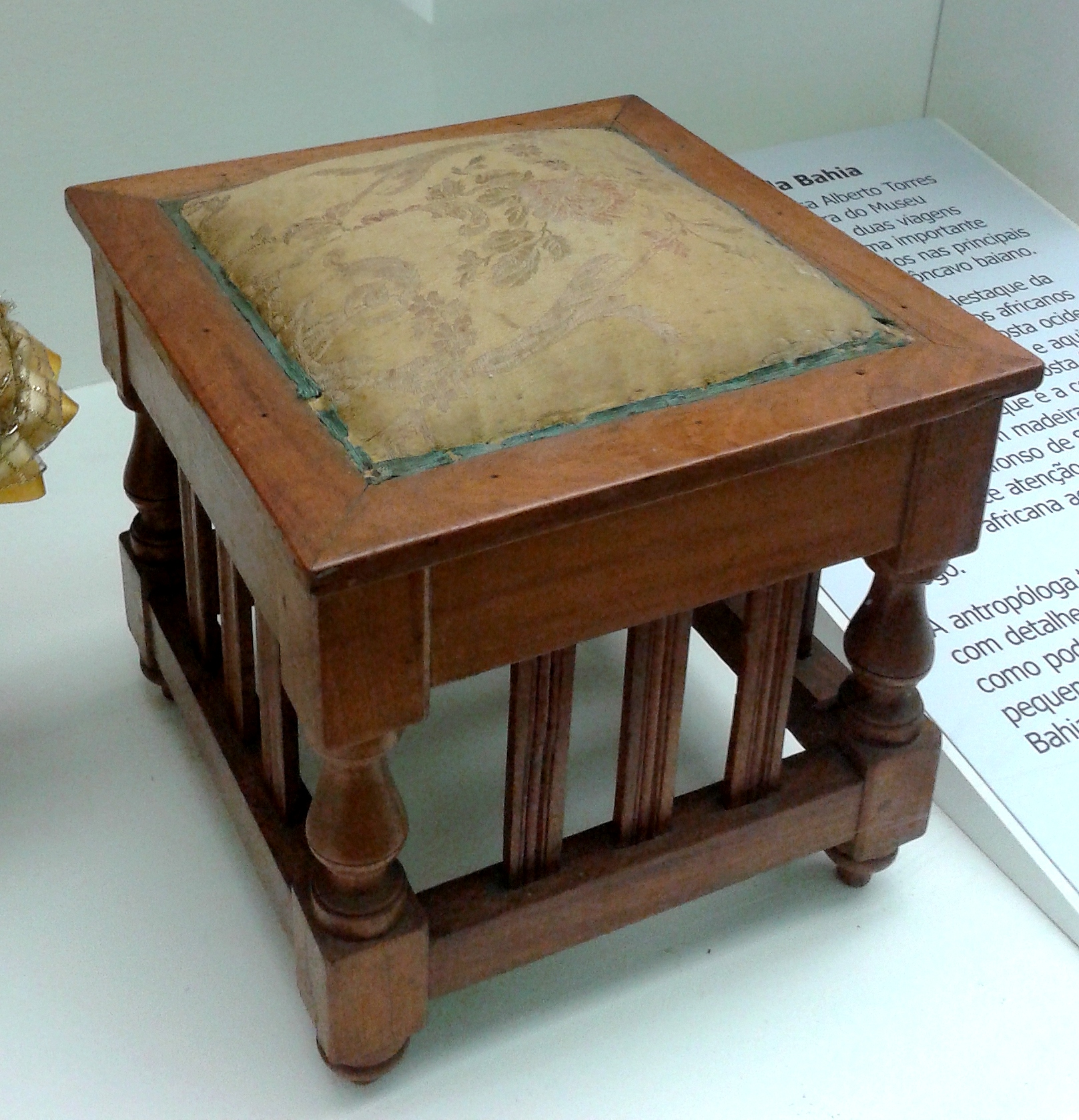
«Banc d'església», seient per a dones a les cases candomblé, s.d.

Un segon conjunt important d'objectes en la col·lecció d'etnologia afrobrasilera provenia de la donació realitzada per Heloísa Alberto Torres, antropòloga i exdirectora del Museu Nacional. Durant els seus viatges a Bahia a la dècada del 1940, Heloísa va adquirir una sèrie d'objectes a les principals cases candomblé de la regió de Recôncavo, així com exemplars d'artesania, producció tèxtil i de cultura popular, com les orixa tallades en fusta per Afonso de Santa Isabel i les escultures en cedre amb pintures a l'oli adquirides a l'Ateliê de Rua Taboão. La col·lecció també incloïa peces fetes sota comanda del propi Museu Nacional, per incloure-les a la Sala d'Etnografia Regional Brasilera, una part integral de l'Exposició permanent del Museu Nacional el 1949 (la primera exposició permanent d'objectes i cultes afrobrasilers, amb l'objectiu de presentar les diferències regionals de la cultura nacional), com ara nines de tela vestides amb roba d'orixa.

#### Cultures del Pacífic
La col·lecció d'objectes provinents dels pobles de l'oceà Pacífic era una de les col·leccions estrangeres més antigues del Museu Nacional. El seu origen es remunta a la col·lecció de Pedro I, donada al museu i posteriorment ampliada a través de donacions i compres. La col·lecció recollia objectes quotidians, artefactes religiosos i armes de caça i guerra de la Polinèsia, Nova Zelanda i Nova Guinea (a Oceania), i de les Illes Aleutianes i la Costa del Pacífic (a Amèrica del Nord). Entre els artefactes de la col·lecció inicial del museu es trobava el mantell i el collaret reials d'Owhyeen, fets amb plomes, regals oferts pel rei Kamehameha II i la reina Kamāmalu, des del Regne de Hawaii, a Pedro I el 1824, quan l'emperador va rebre la família reial hawaiana i el seu seguici a la seva arribada a Rio de Janeiro.

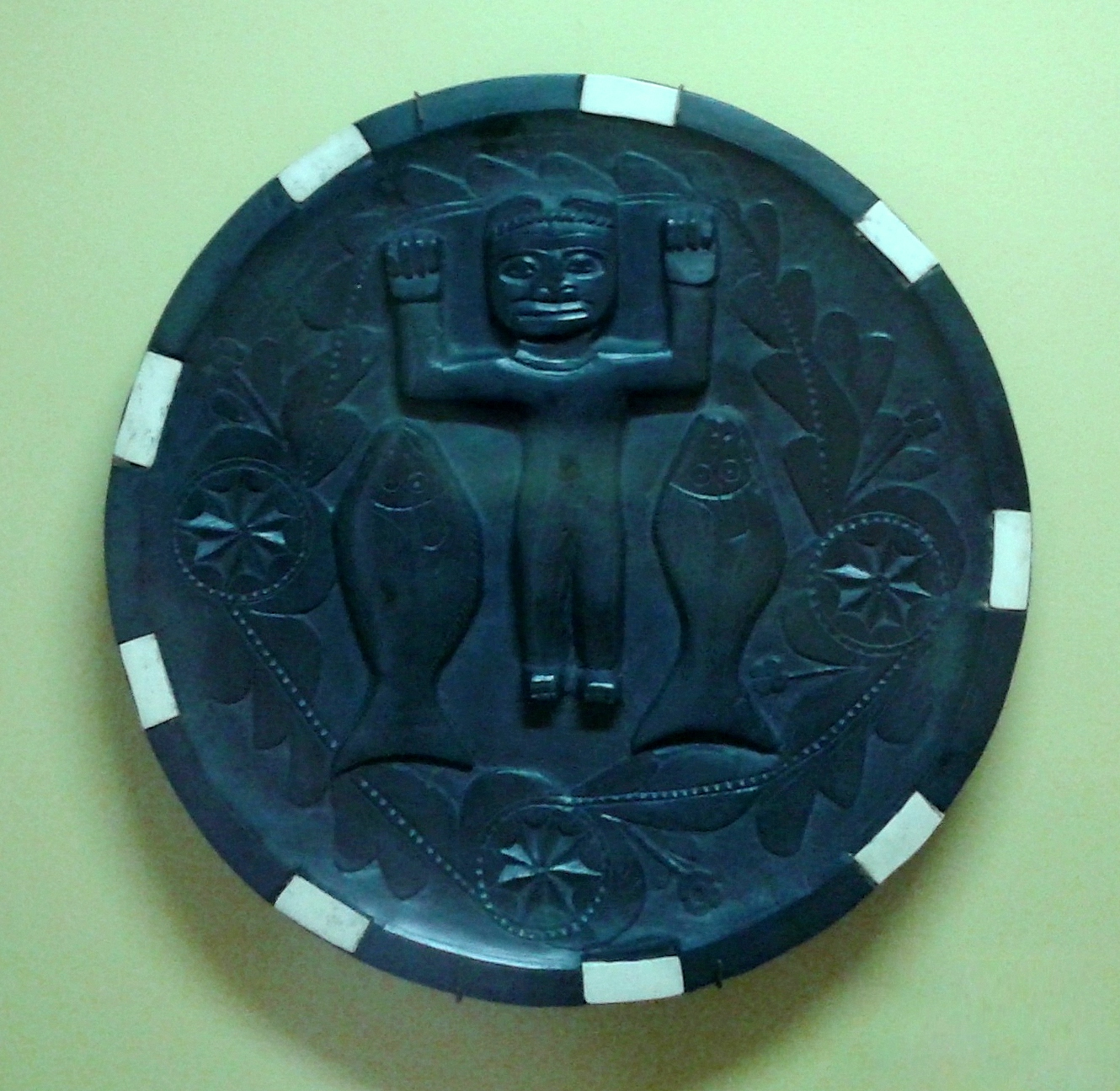
Safata esculpida en basalt, provenient de Vancouver, Costa del Pacífic
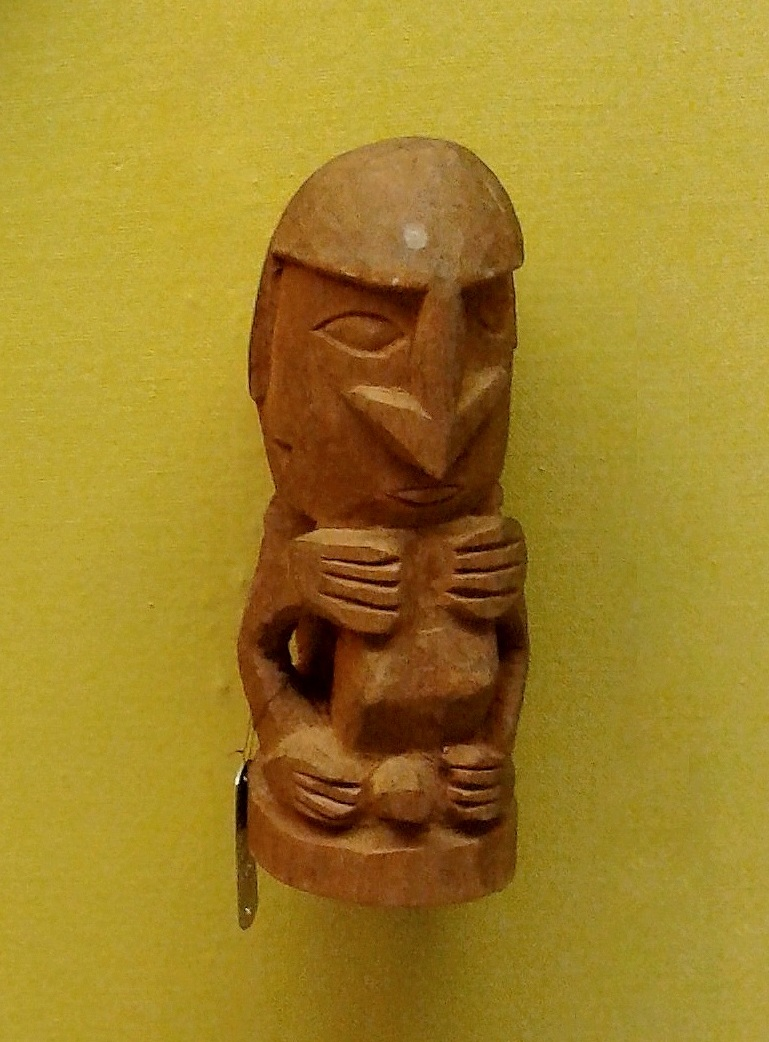
Figura esculpida en fusta. Nova Guinea, s.d.
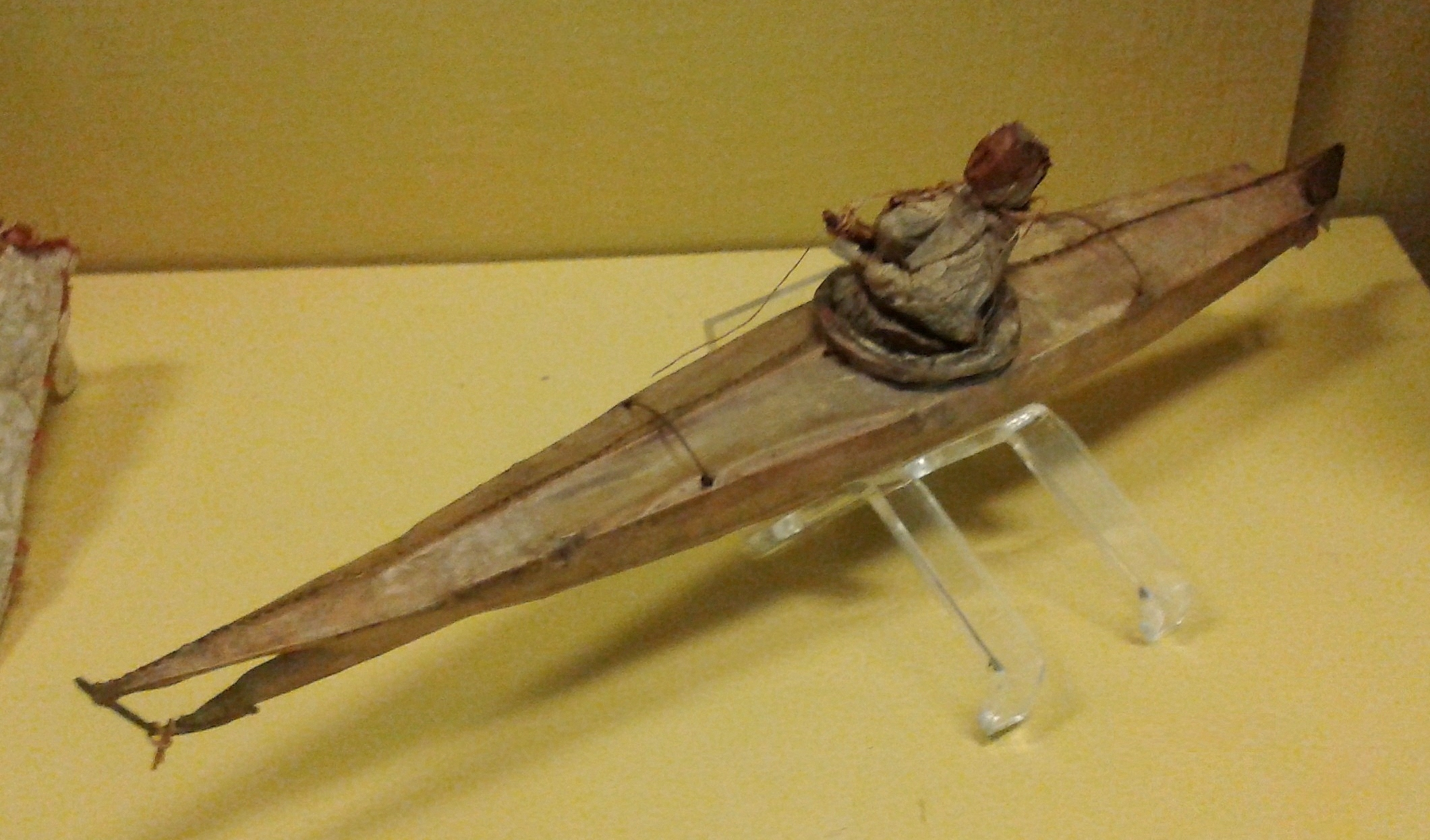
Miniatura d'un caiac feta de coure. Illes Aleutianes, s.d.
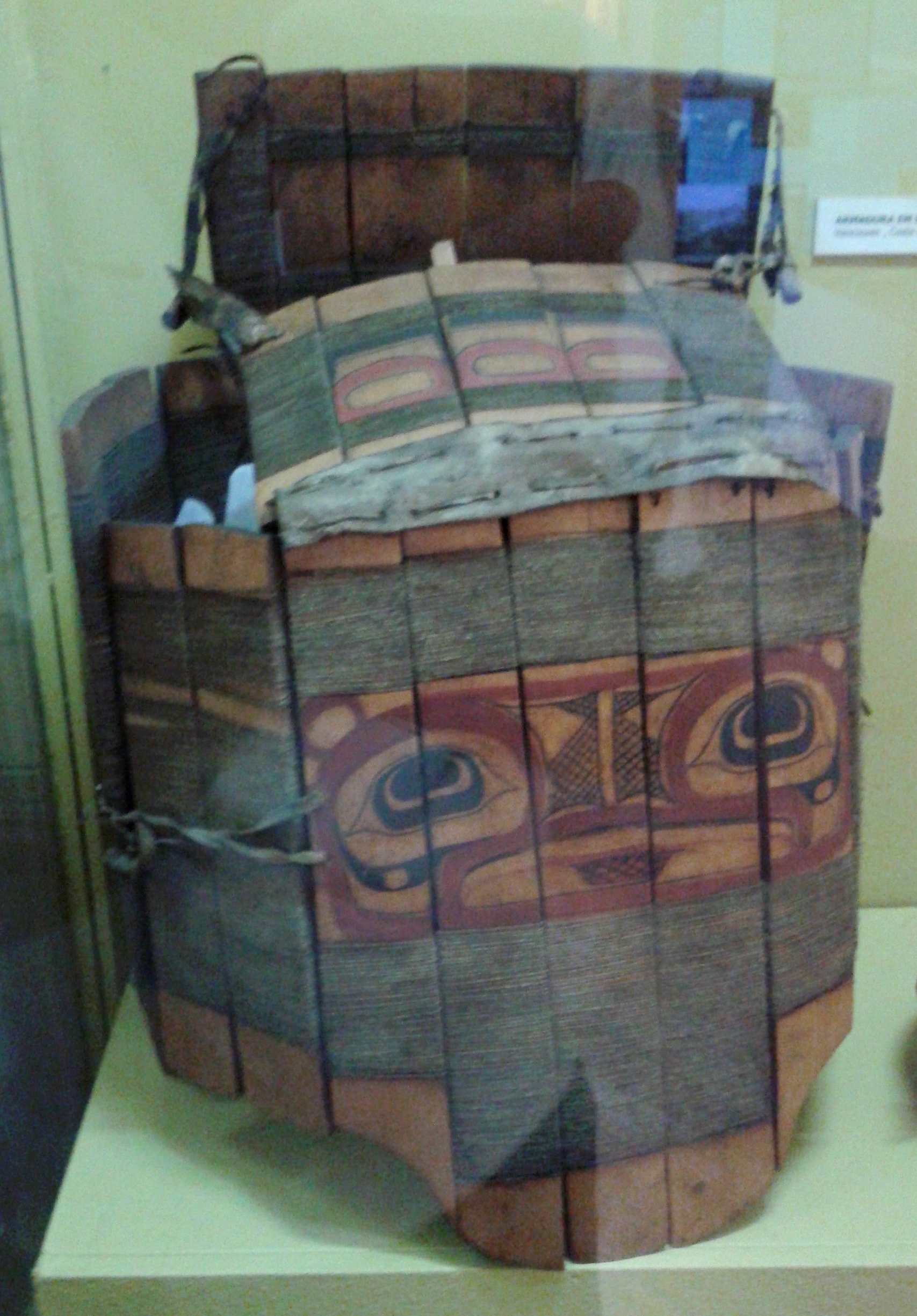
Armadura de fusta i coure. Costa del Pacífic, s.d.
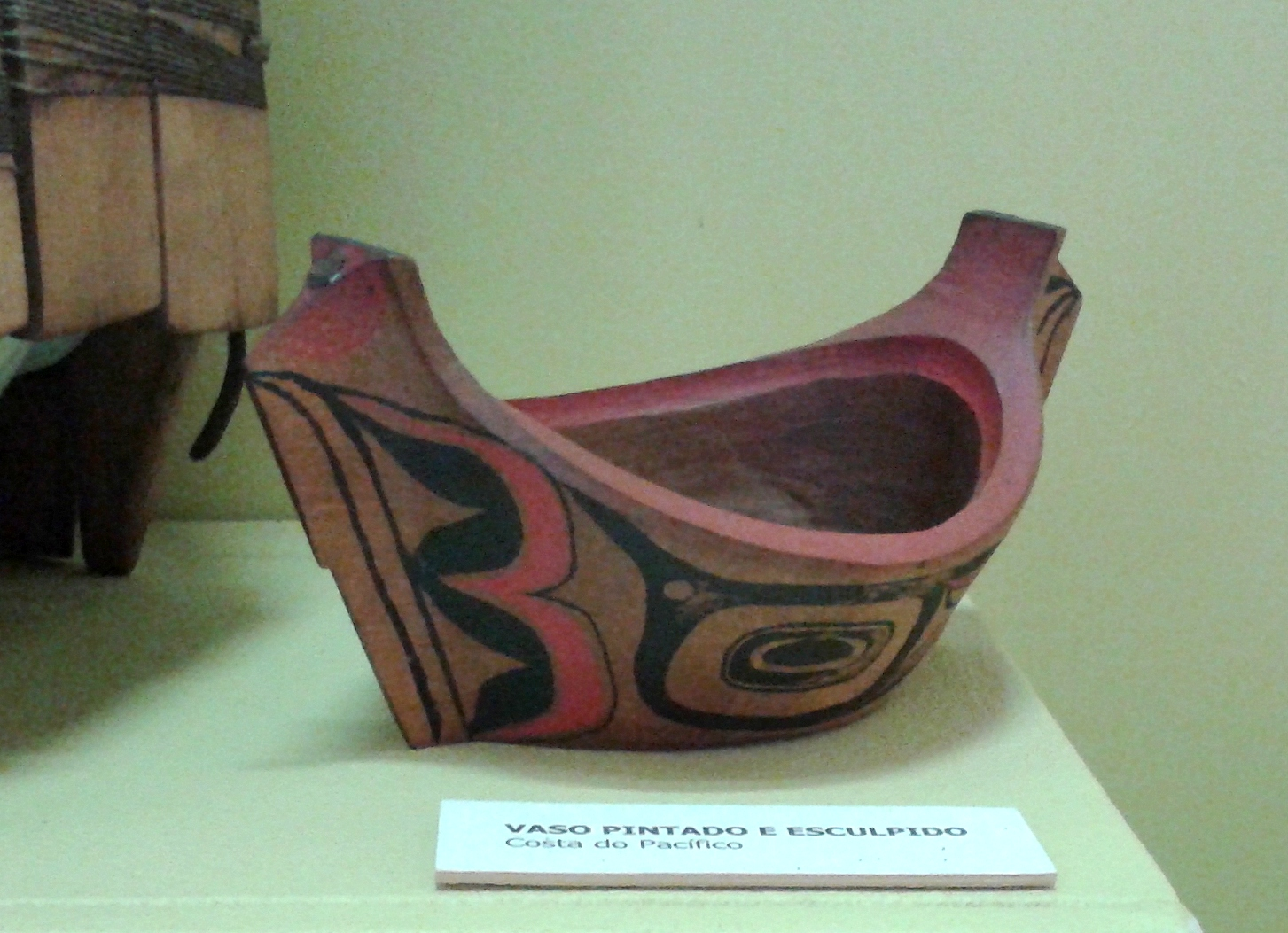
Vas policromat en forma d'embarcació. Costa del Pacífic, s.d.

Destacaven els següents nuclis:
- Artefactes de la Polinèsia: formats per objectes procedents, en la seva major part, de les Illes Cook. Comprenia conjunts de destrals de pedra amb cordes lligades a la fusta, rems, miniatures de canoes, caiacs i vaixells utilitzats pels nadius de les illes fets de cuir, i petites estàtues de fusta d'ús ritual.[74][116]
- Artefactes de Nova Zelanda: integrats per eines i armes de caça i guerra, incloent destrals decorades amb motius antropomorfs, claus, culleres d'os, bastons de fusta decorats, recipients de bambú ornamentats amb dibuixos, etc.[74][116]
- Artefactes de Nova Guinea: exemples de destrals de pedra, arracades i ornaments, objectes tallats en fusta, llances, bumerangs i altres armes de tir.[74][116]
- Artefactes de la Costa del Pacífic: composts per objectes cerimonals, d'ús quotidià i instruments musicals, com ara sacsejadors zoomorfs, safates, gerros policromats amb forma de petxina, etc. Destacava el tòtem, amb tres figures humanes, cadascuna representant un avantpassat, i una armadura de fusta i cuir, recollides a la regió de Vancouver, Canadà.[74][116]
- Artefactes de les illes Aleutianes: dos exemplars rars d'abric d'inuit, un fet amb intestí de foca i l'altre amb una pell amb plomes, a més d'una bossa, també d'intestí de foca.[74][116]

## Ensenyament
El Museu Nacional ofereix cursos de postgrau vinculats a la UFRJ a les àrees d'Antropologia Social, Arqueologia, Botànica, Geologia, Paleontologia i Zoologia.